# Nos récits, notre voie : parcours Peel
 (octobre 2023).
La mise en forme du texte ne suit pas les recommandations de Wikipédia : il faut le « wikifier ».
Les points d'amélioration suivants sont les cas les plus fréquents :
- Les titres sont pré-formatés par le logiciel. Ils ne sont ni en capitales, ni en gras.
- Le texte ne doit pas être écrit en capitales (les noms de famille non plus), ni en gras, ni en italique, ni en « petit »…
- Le gras n'est utilisé que pour surligner le titre de l'article dans l'introduction, une seule fois.
- L'italique est rarement utilisé : mots en langue étrangère, titres d'œuvres, noms de bateaux, etc.
- Les citations ne sont pas en italique mais en corps de texte normal. Elles sont entourées par des guillemets français : « et ».
- Les listes à puces sont à éviter, des paragraphes rédigés étant largement préférés. Les tableaux sont à réserver à la présentation de données structurées (résultats, etc.).
- Les appels de note de bas de page (petits chiffres en exposant, introduits par l'outil «  Source ») sont à placer entre la fin de phrase et le point final[comme ça].
- Les liens internes (vers d'autres articles de Wikipédia) sont à choisir avec parcimonie. Créez des liens vers des articles approfondissant le sujet. Les termes génériques sans rapport avec le sujet sont à éviter, ainsi que les répétitions de liens vers un même terme.
- Les liens externes sont à placer uniquement dans une section « Liens externes », à la fin de l'article. Ces liens sont à choisir avec parcimonie suivant les règles définies. Si un lien sert de source à l'article, son insertion dans le texte est à faire par les notes de bas de page.
- La présentation des références doit suivre les conventions bibliographiques. Il est recommandé d'utiliser les modèles {{Ouvrage}}, {{Chapitre}}, {{Article}}, {{Lien web}} et/ou {{Bibliographie}}. Le mode d'édition visuel peut mettre en forme automatiquement les références.
- Insérer une infobox (cadre d'informations à droite) n'est pas obligatoire pour parachever la mise en page.

Pour une aide détaillée, merci de consulter Aide:Wikification.
Si vous pensez que ces points ont été résolus, vous pouvez retirer ce bandeau et améliorer la mise en forme d'un autre article.
 (octobre 2023).
 (octobre 2023).
Nos récits, notre voie : parcours Peel (en anglais : Our Ways: Peel Trail; en kanien’kéha : Tsi niion kwarihò:ten) est une œuvre des artistes MC Snow et Kyra Revenko déployée sur la rue Peel à Montréal. Elle se compose de 11 stations de 2 sphères de bronze chacune. Les stations sont disposées sur la rue Peel depuis le fleuve st-Laurent (canal de Lachine) jusqu'au mont Royal. Chacune des stations offre un dialogue inspiré d'un thème de la cérémonie de remerciement kanien’kehá:ka Les mots avant tous les autres (Ohén:ton karihwatéhkwen en kanien’kéha, aussi connu sous le nom d'action de grâce haudenosaunee). À chaque station, les deux sphères en dialogue, reflètent l'une, une interprétation du thème du point de vue autochtone (MC Snow), et l'autre du point de vue allochtone (Kyra Revenko),.

## Genèse du projet
Dans le cadre des travaux de réfection de la rue Peel entrepris par la ville de Montréal, des fouilles archéologiques réalisées sur cette rue entre 2016 et 2019 ont révélé des vestiges autochtone datant des 14e et 15e siècle. La ville de Montréal, en collaboration avec la communauté de Kahnawà:ke, a décidé de mettre en valeur et commémorer ces découvertes. Cette oeuvre et ce parcours s’inscrivent dans la Stratégie de réconciliation avec les peuples autochtones adoptée par la ville de Montréal en 2020.

## Inauguration du parcours

### Dévoilement des premières sphères
Les 2 premières station de l'œuvre sont dévoilées,,,,   le 20 juin 2023 en présence de la mairesse de Montréal, Valérie Plante, en compagnie du ministre de la Culture et des Communications du Québec, Mathieu Lacombe, du ministre responsable des Relations avec les Premières Nations et les Inuit du Québec, Ian Lafrenière, de la Grande cheffe Kahsennenhawe Sky-Deer, du Chef Ross Montour, de l'ainé Kevin Deer, du Conseil de bande de Kahnawake, et des artistes MC Snow et Kyra Revenko.

L'œuvre met à l'honneur la rencontre entre les peuples haudenosaunee et les nouveaux arrivants sur l'île de Montréal. Le dévoilement des 2 premières stations de l'œuvre à lieu le 20 juin 2023 qui est la Journée nationale des peuples autochtones.

Dévoilement des deux premières stations
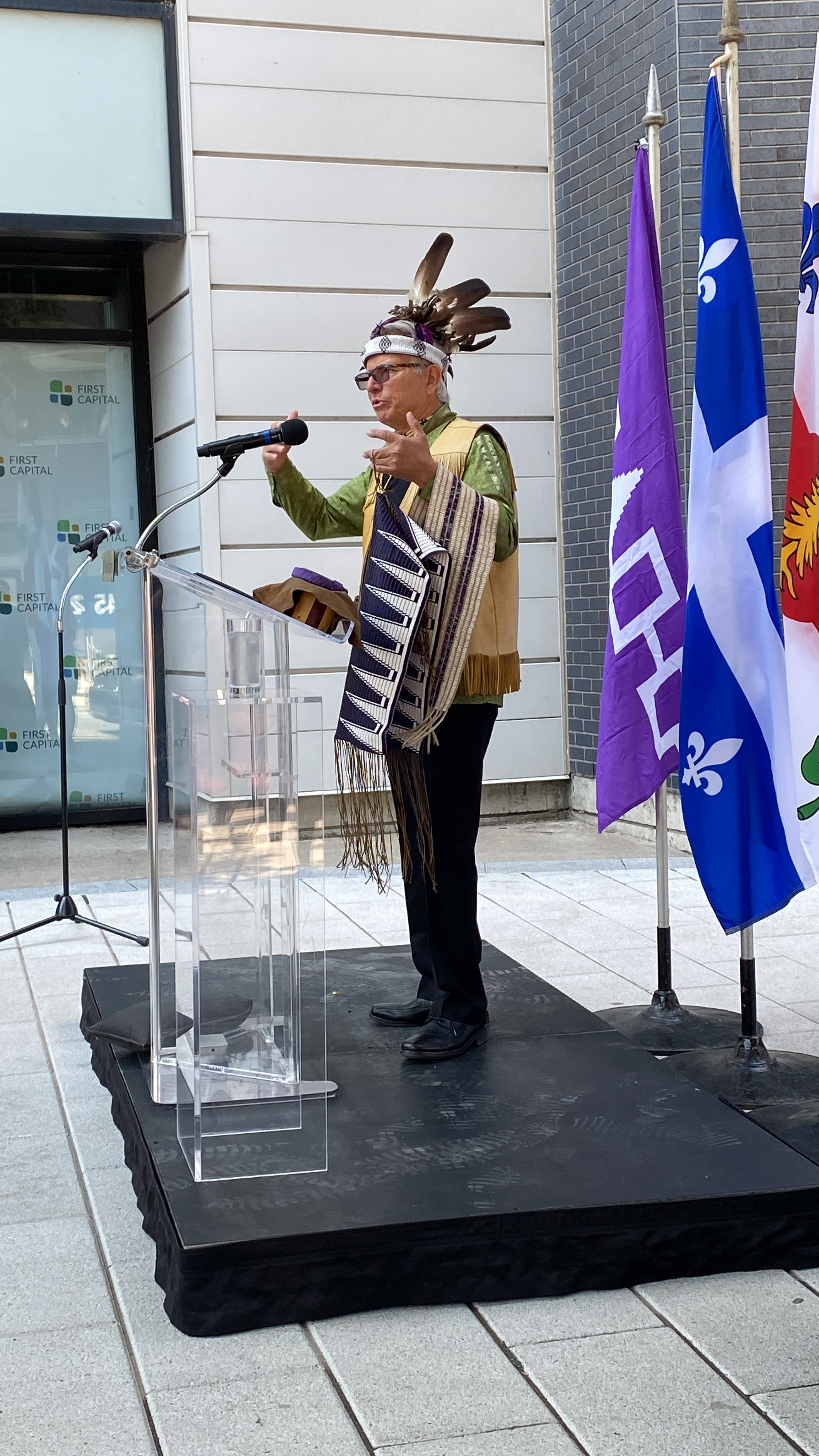
Kevin Deer
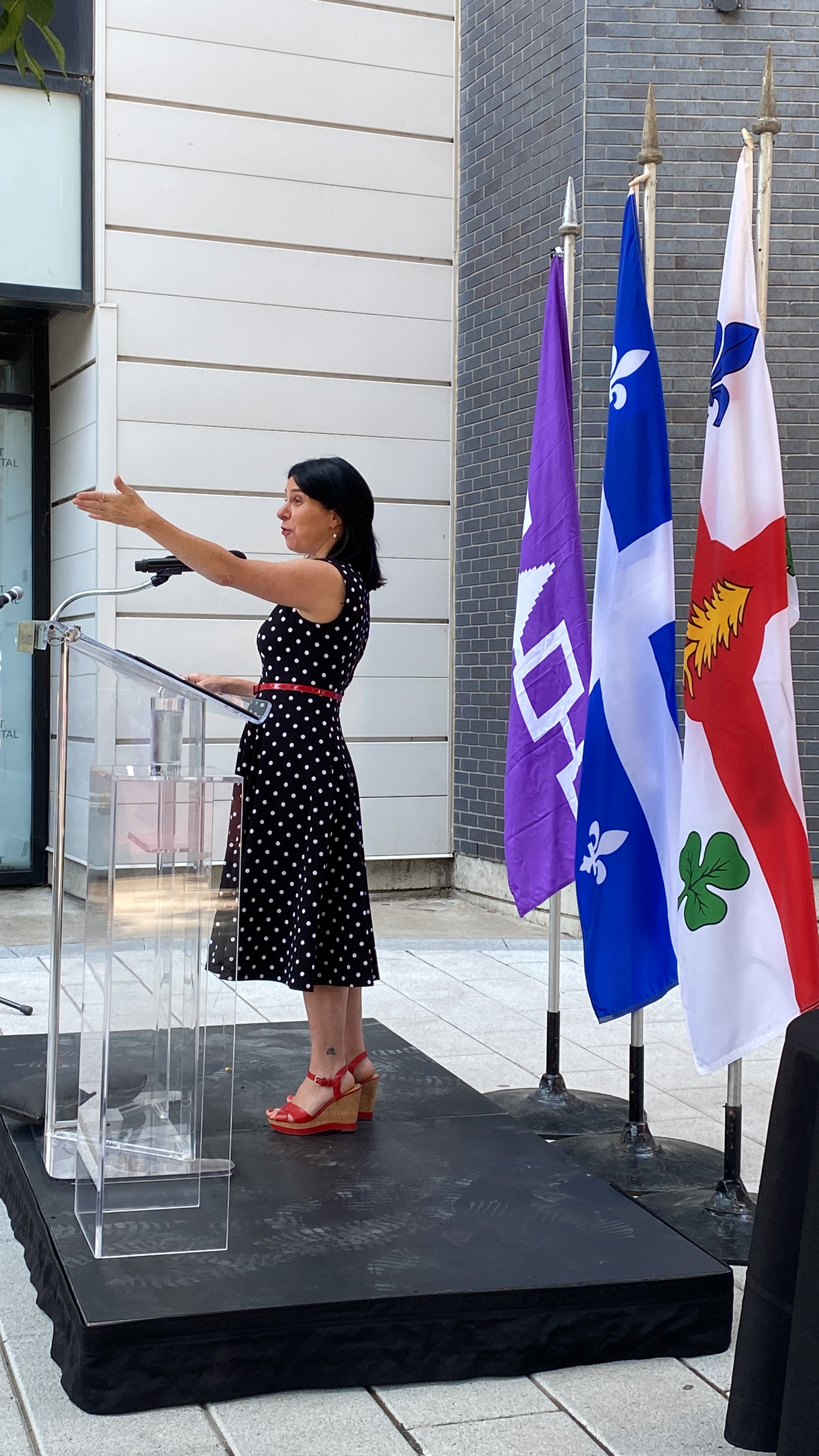
Valérie Plante, mairesse de Montréal
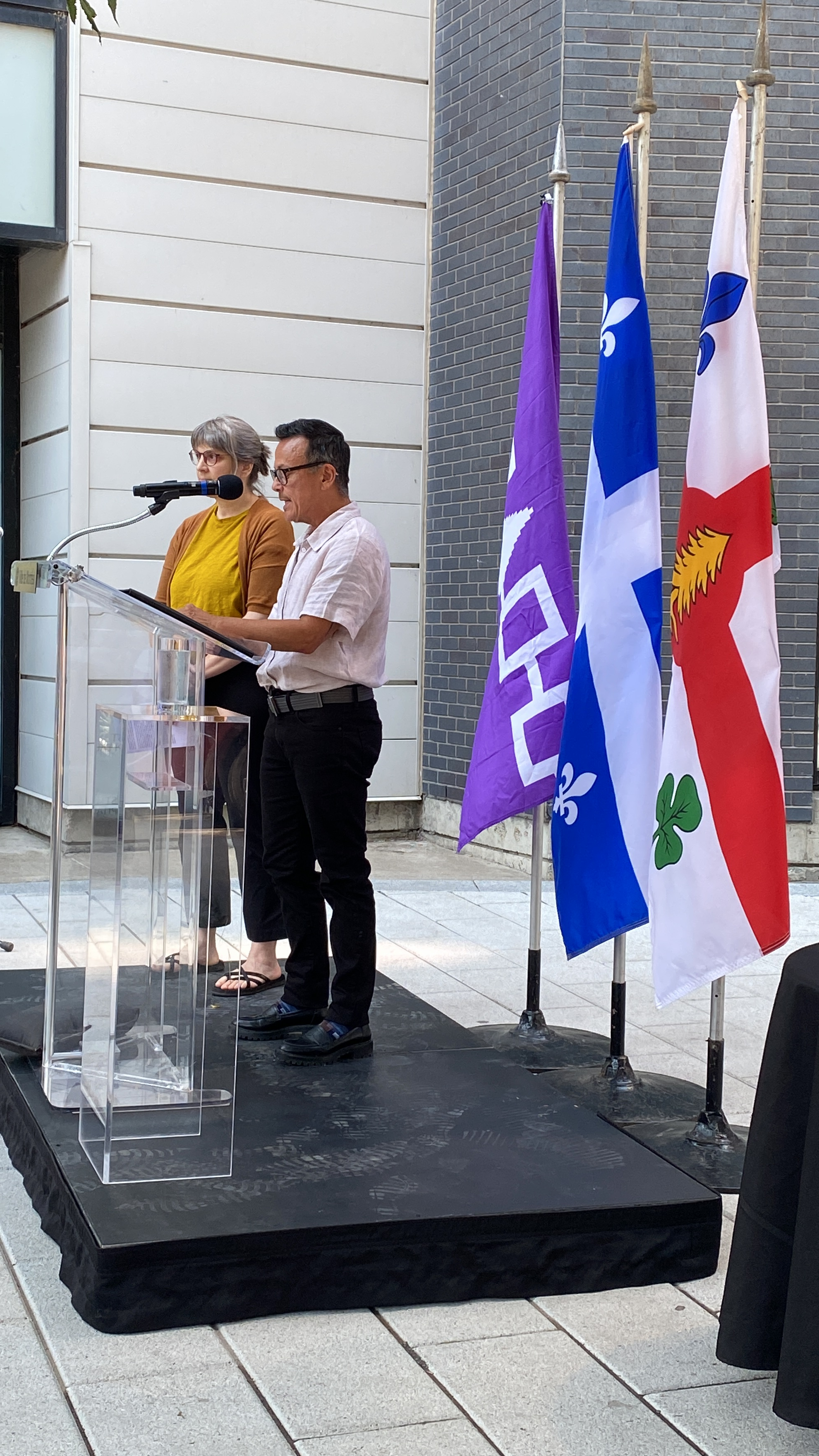
MC Snow, artiste autochtone
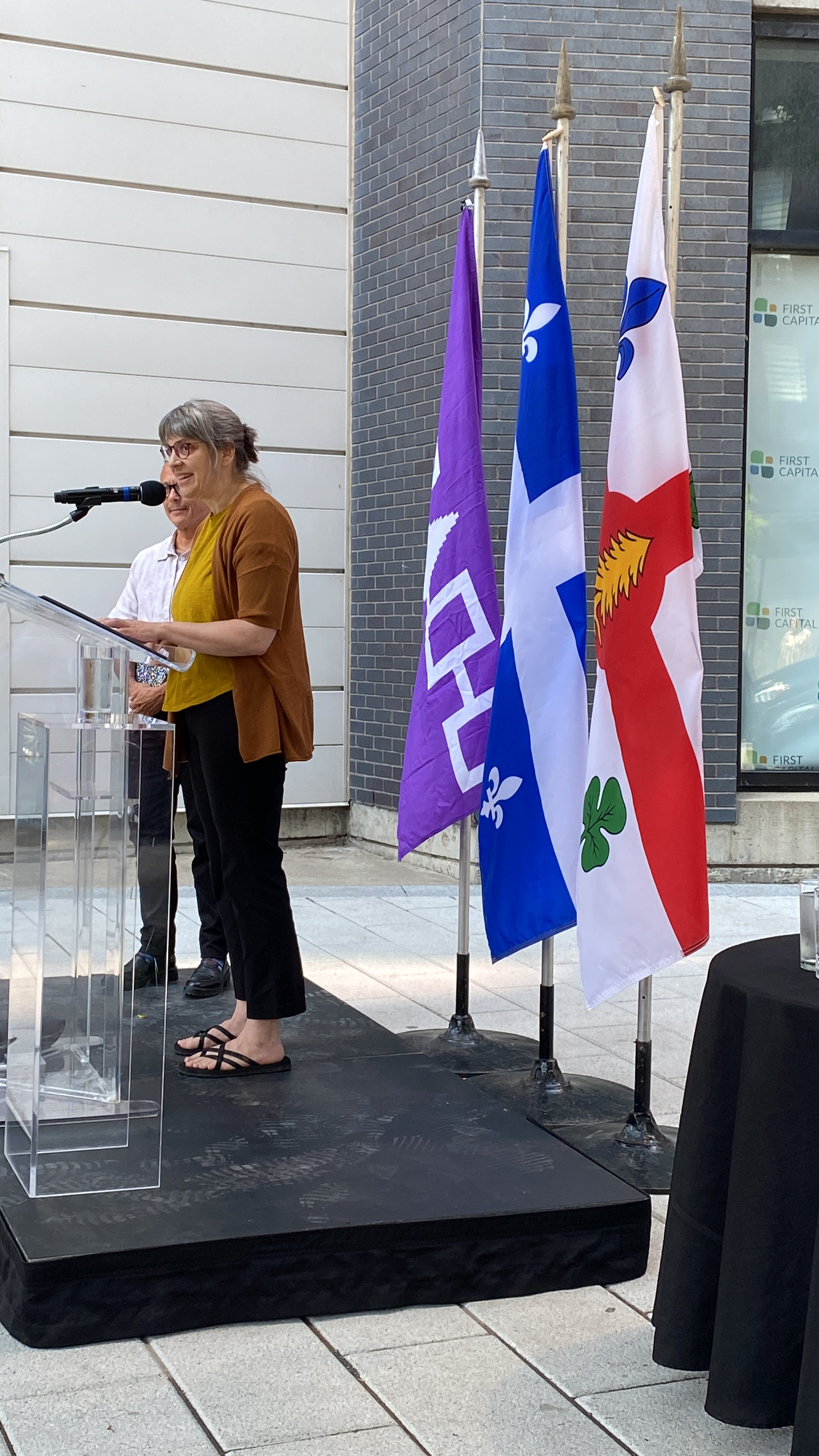
Kyra Revenko, artiste allochtone
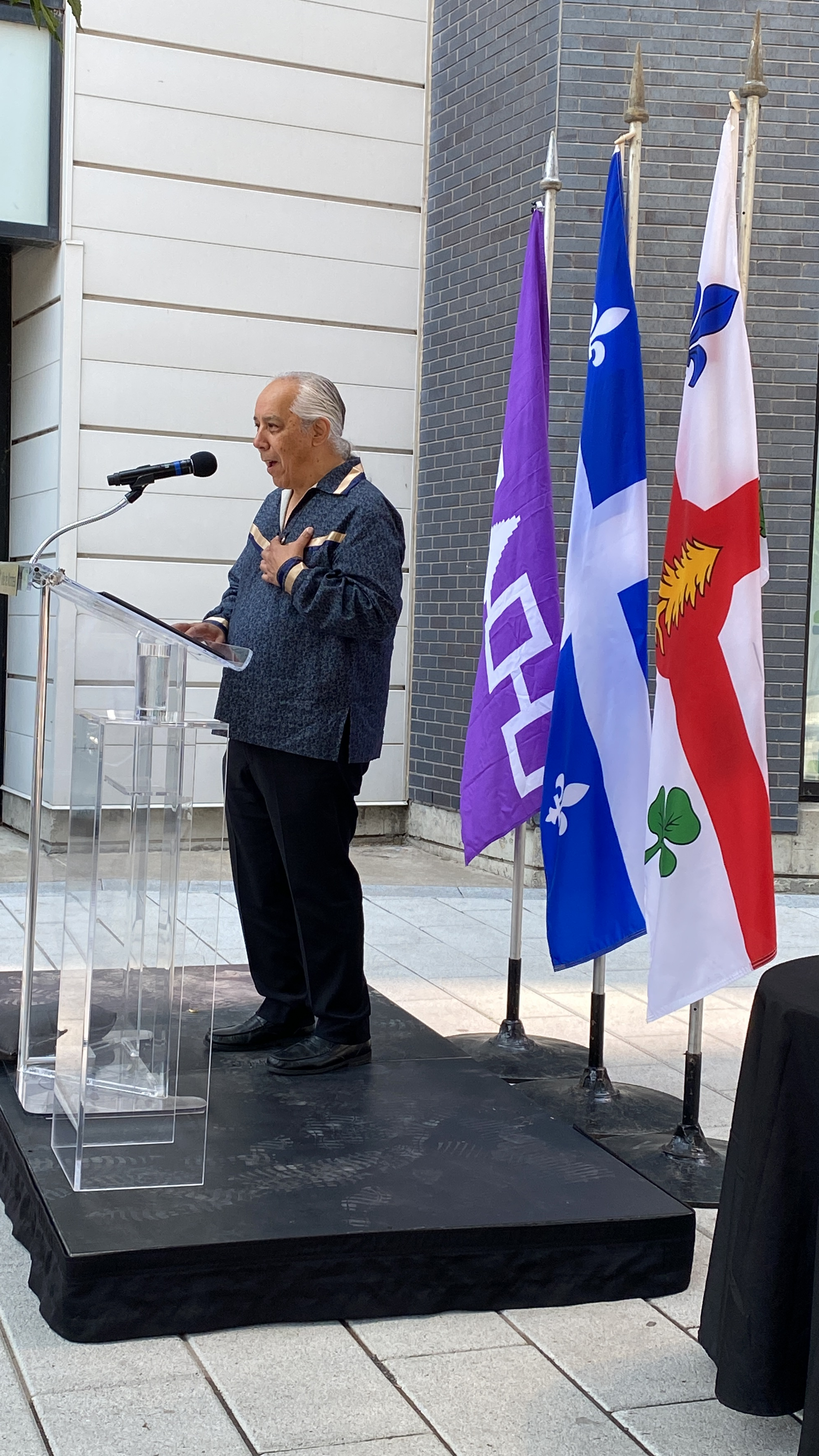
Ross Montour
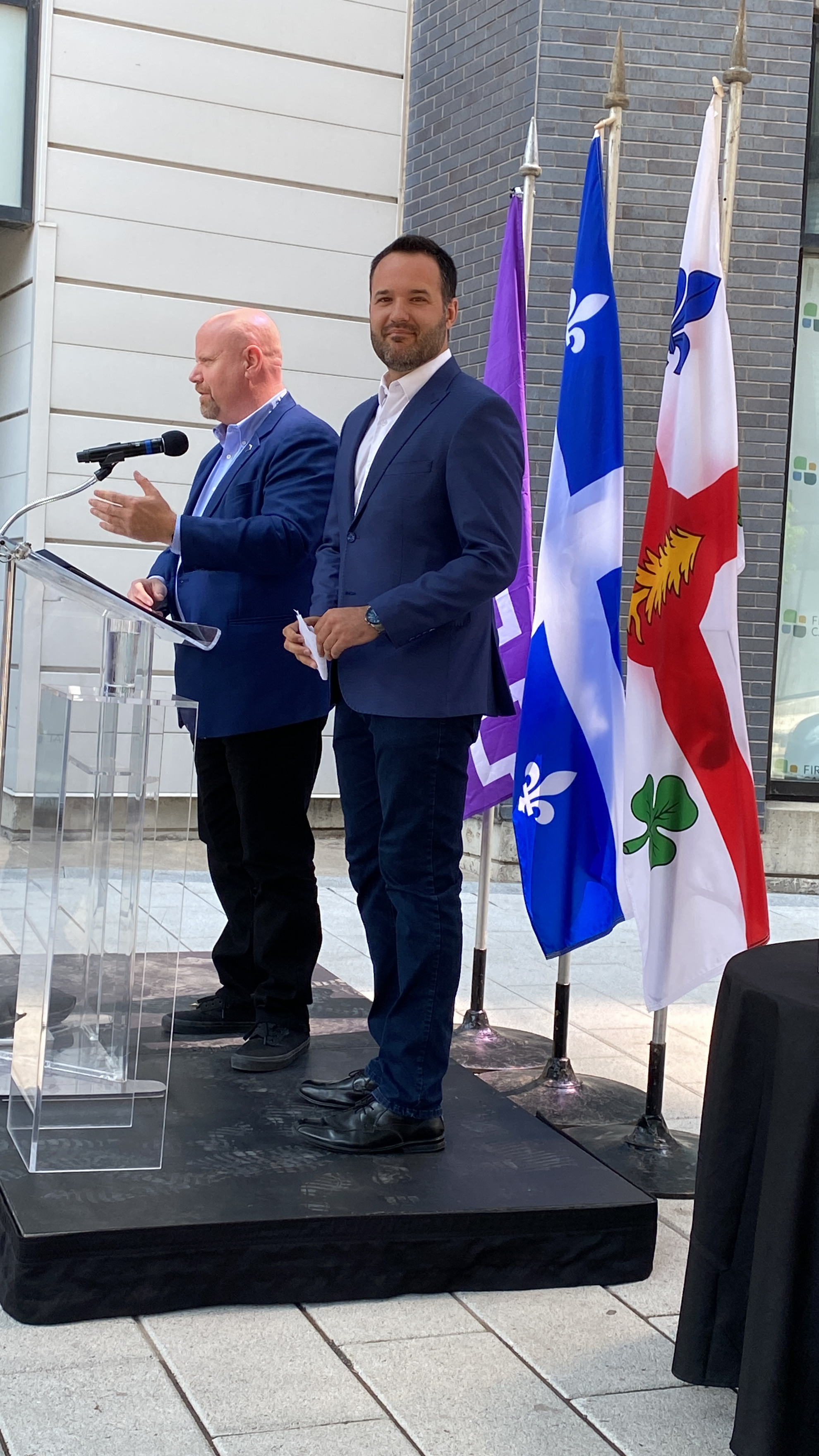
Ian Lafrenière (ministre responsable des Relations avec les Premières Nations et les Inuit du Québec) et Mathieu Lacombe (ministre de la Culture et des Communications du Québec)
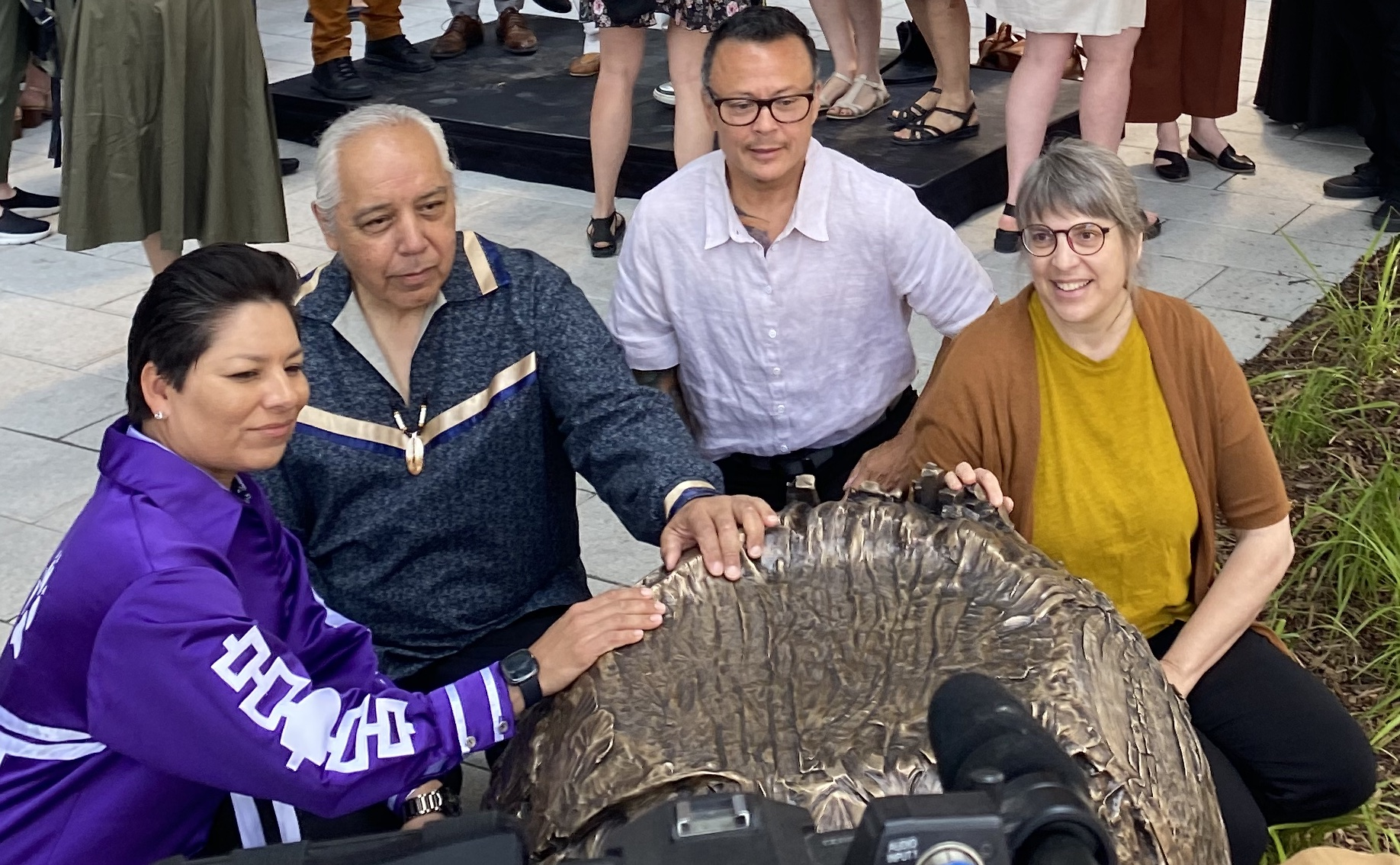
Grande cheffe Sky Deer, Ross Montour, MC Snow et Kyra Revenko
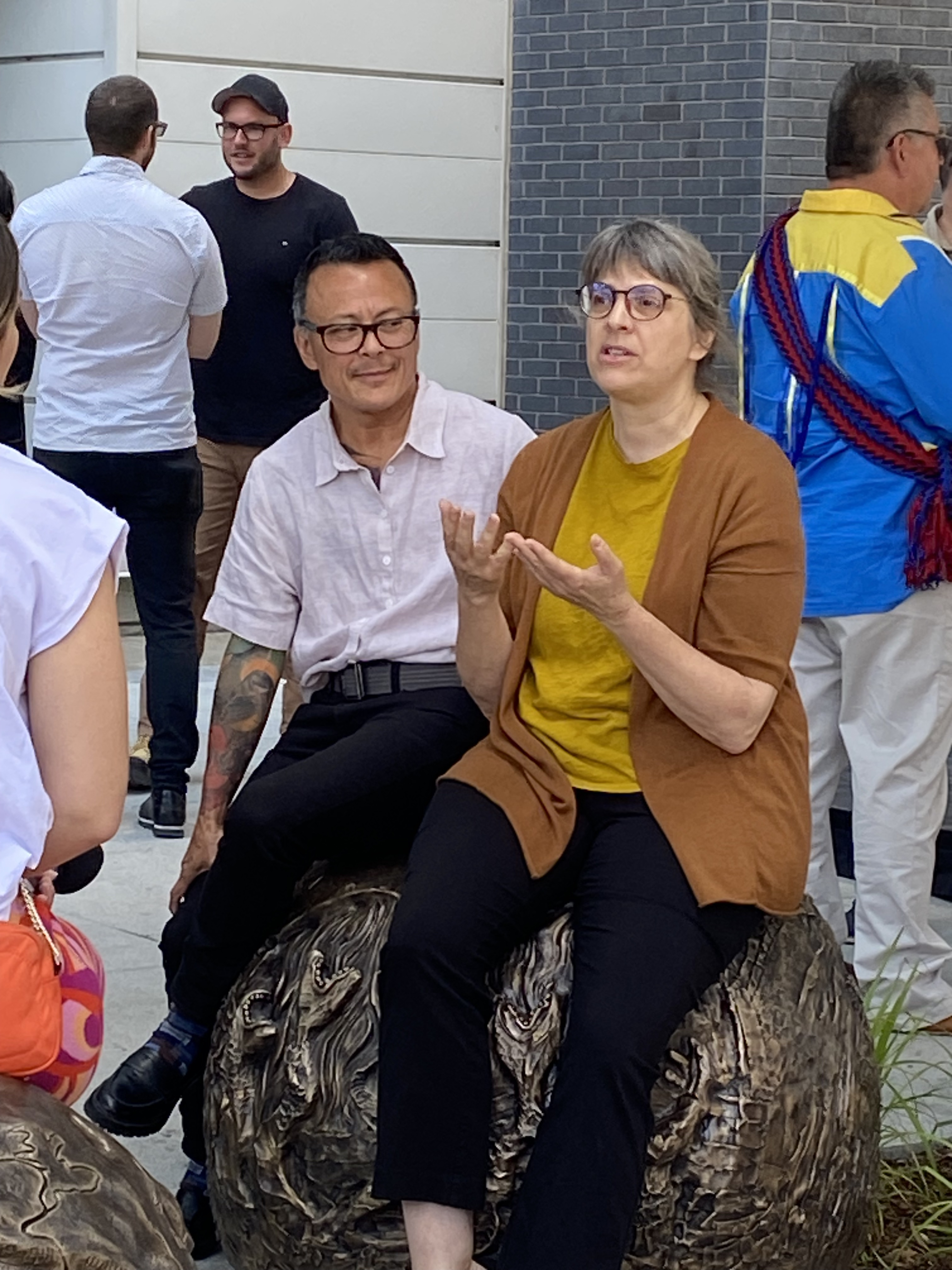
MC Snow (artiste autochtone) et Kyra Revenko (artiste allochtone)
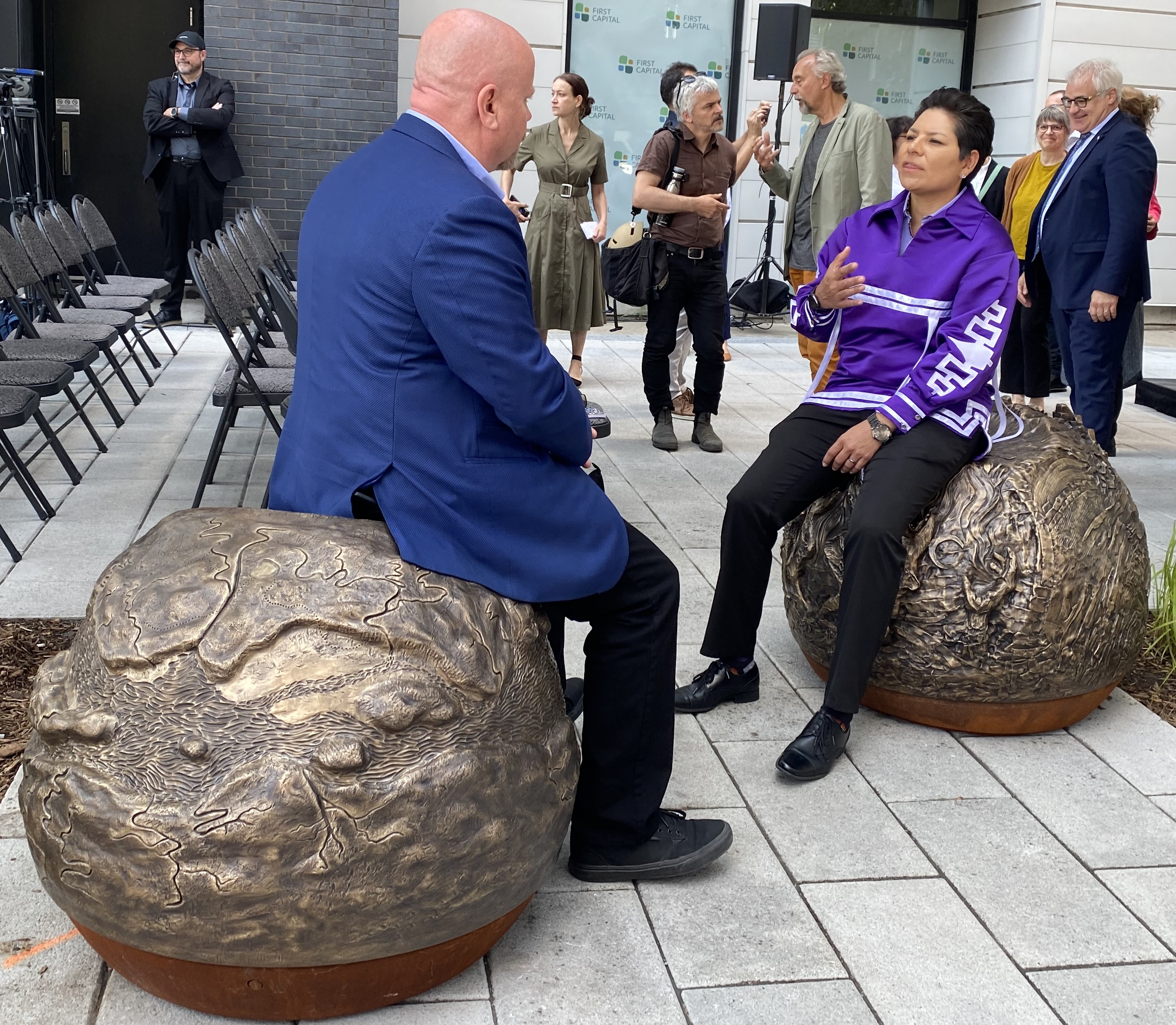
Ian Lafrenière (ministre responsable des Relations avec les Premières Nations et les Inuit du Québec) et Sky Deer (grande cheffe)

#### Inauguration du parcours
L'œuvre parcours a été inaugurée le 3 juin 2024,.

## Les 11 stations
Le parcours est accompagné d’un balado en français et en anglais réalisé par Portrait sonore et Yändata’.

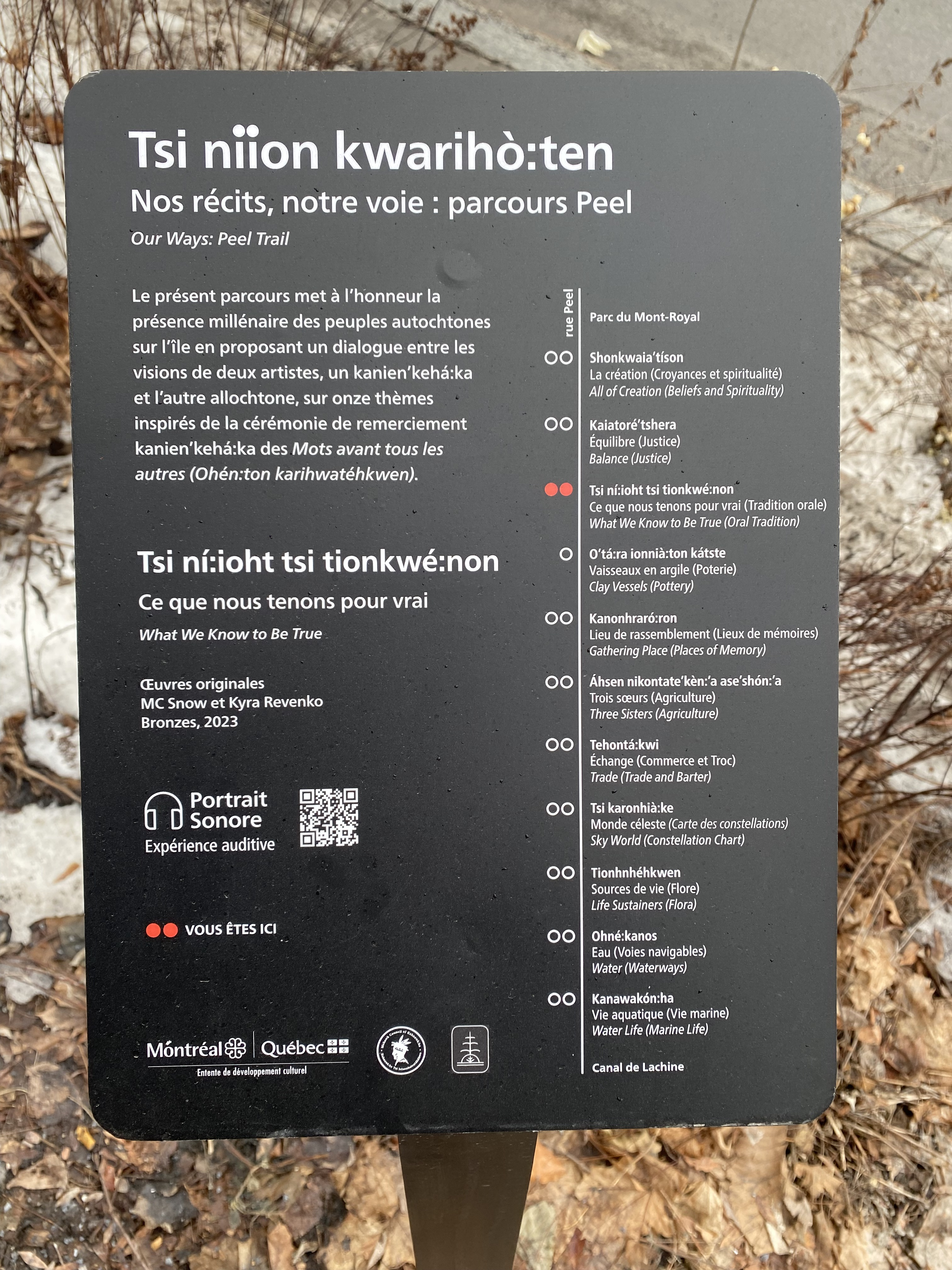
Panonceau le long du parcours (1 par station).

### Station 1 (près du fleuve st-Laurent(canal de Lachine) )
Thème en kanien’kéha : Kanawakón:ha 
Thème en  français : Vie aquatique (Vie marine)
Thème en  anglais : Water Life (Marine Life)
Situation sur la rue Peel : Côté ouest de la rue, entre les rues Smith (au sud) et Wellington (au nord). Les stations 1 (au sud) et 2 (au nord) sont proches l'une de l'autre.

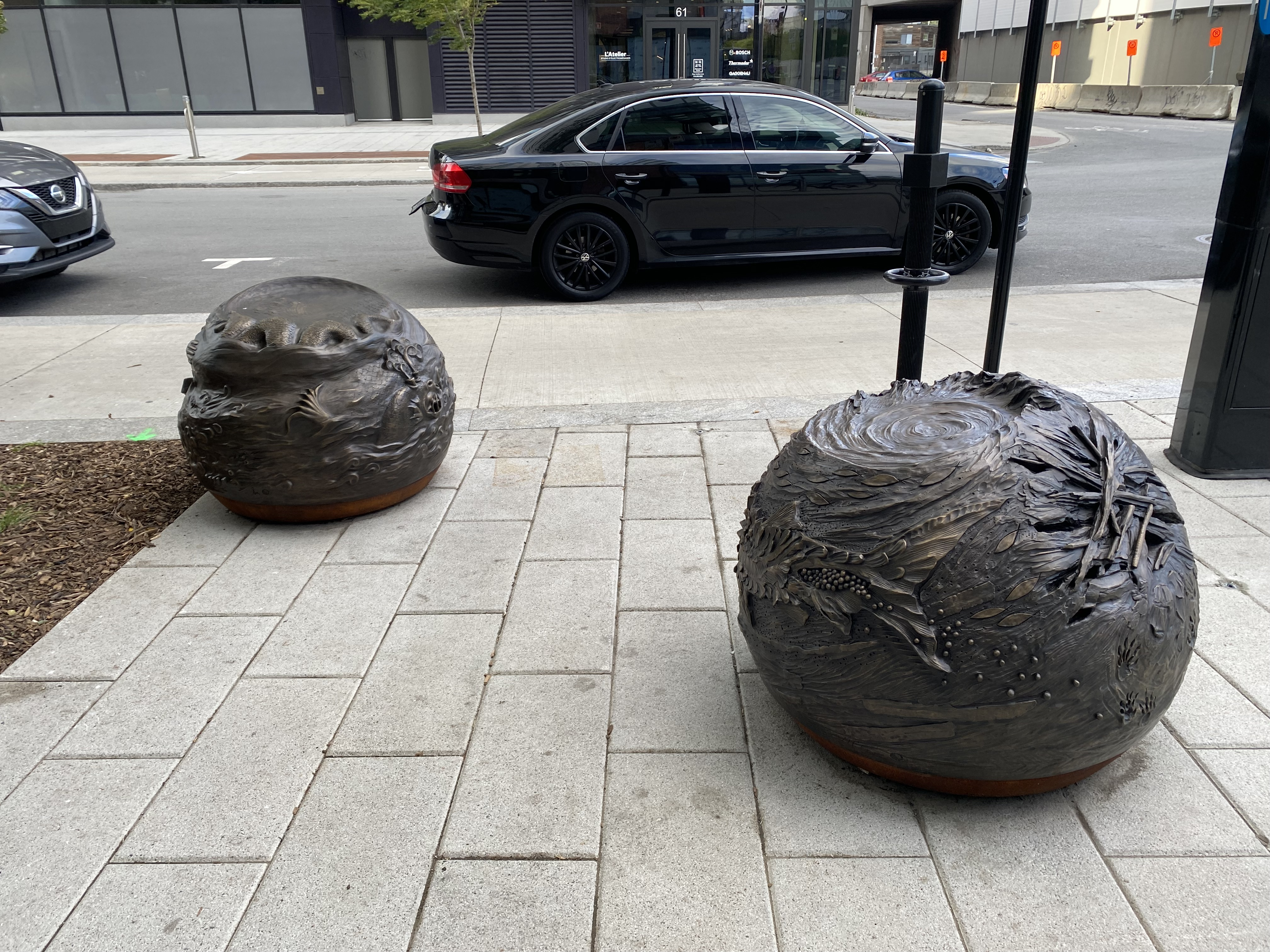
Station 1, Vie aquatique (Vie marine) - Vue en situation des deux sphères de bronze de Kyra Revenko (à gauche) et MC Snow (à droite)

Détails de la sphère autochtone de l'artiste MC Snow - Station 1 - Vie aquatique (Vie marine)
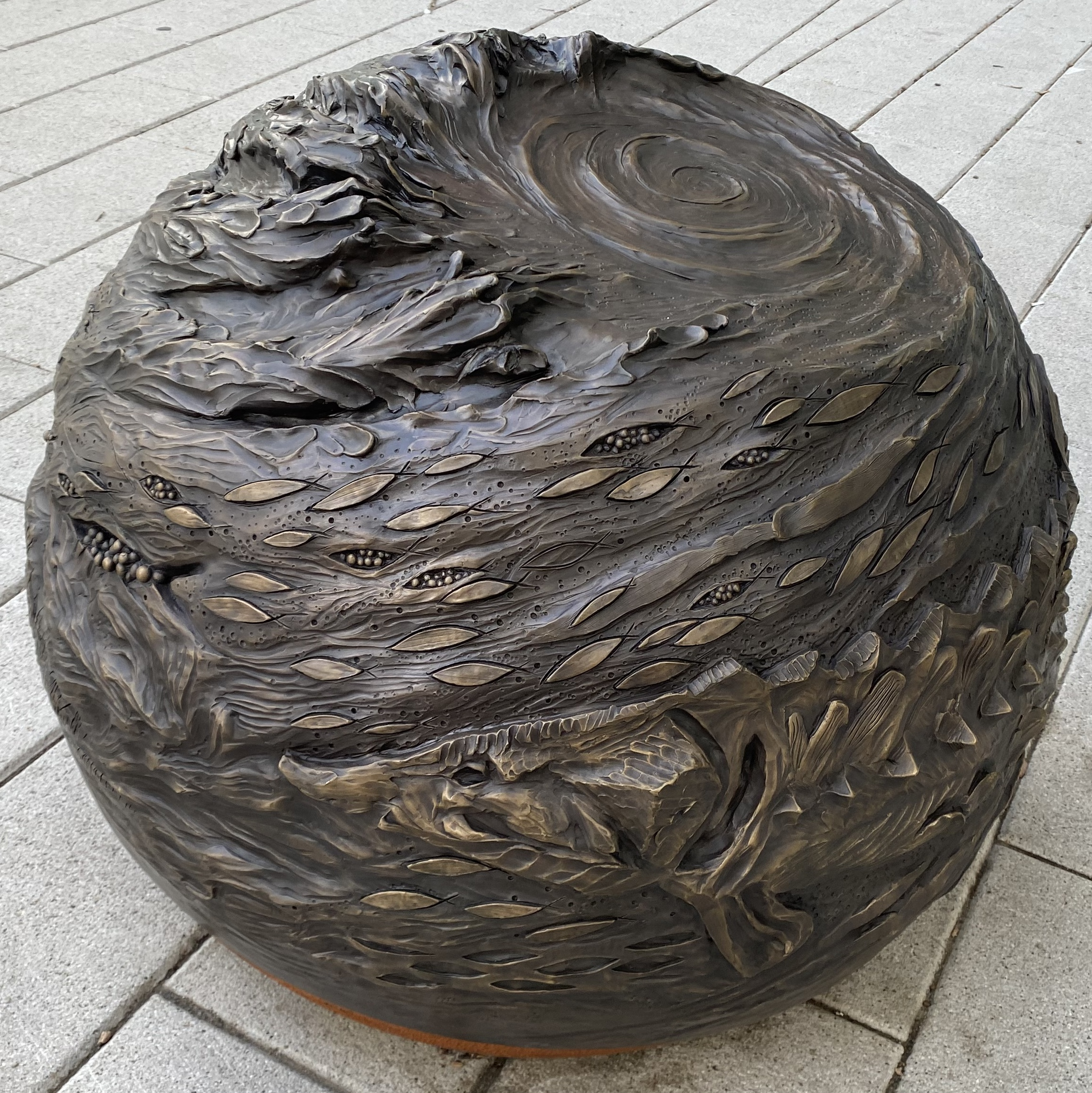
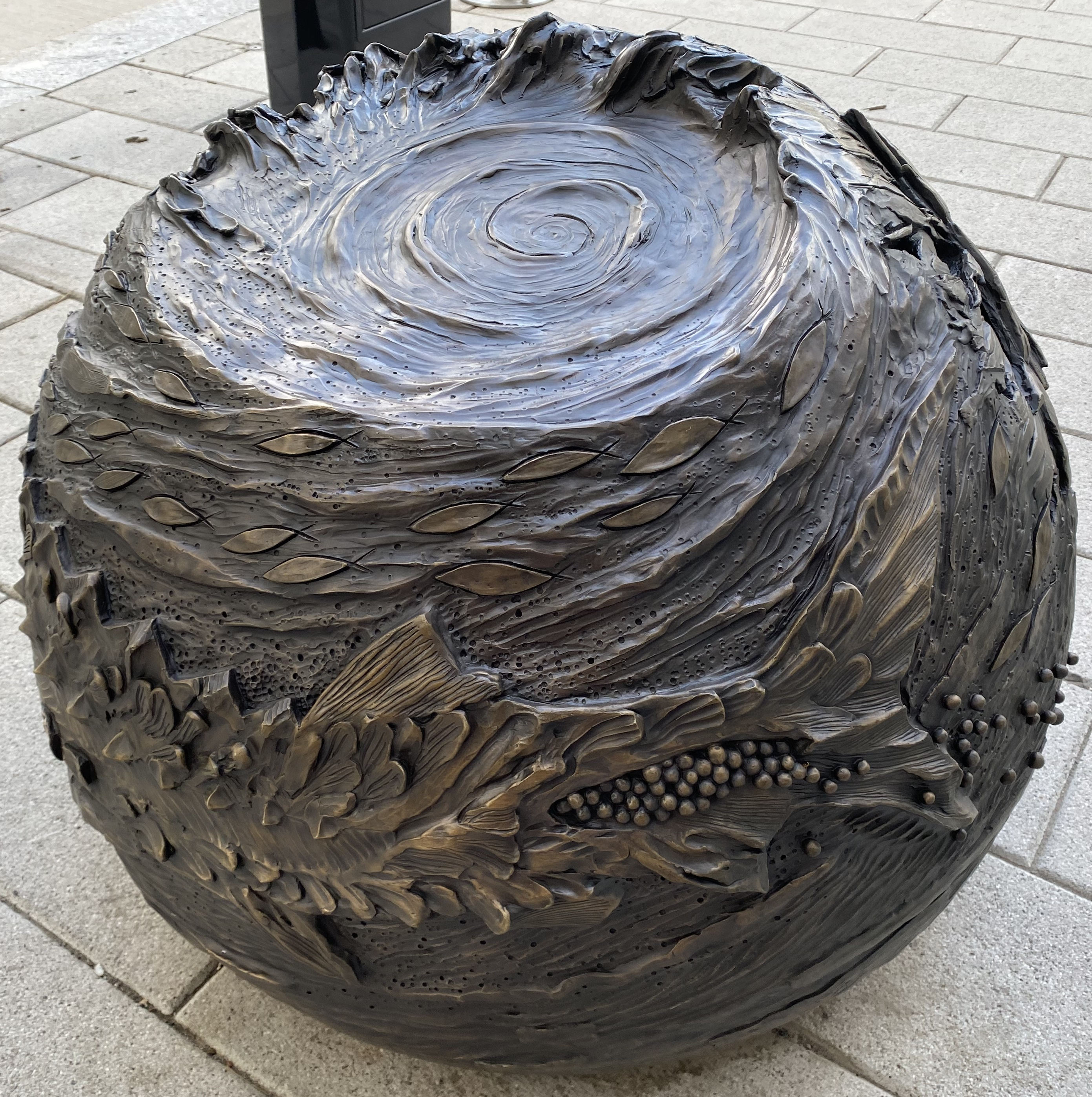
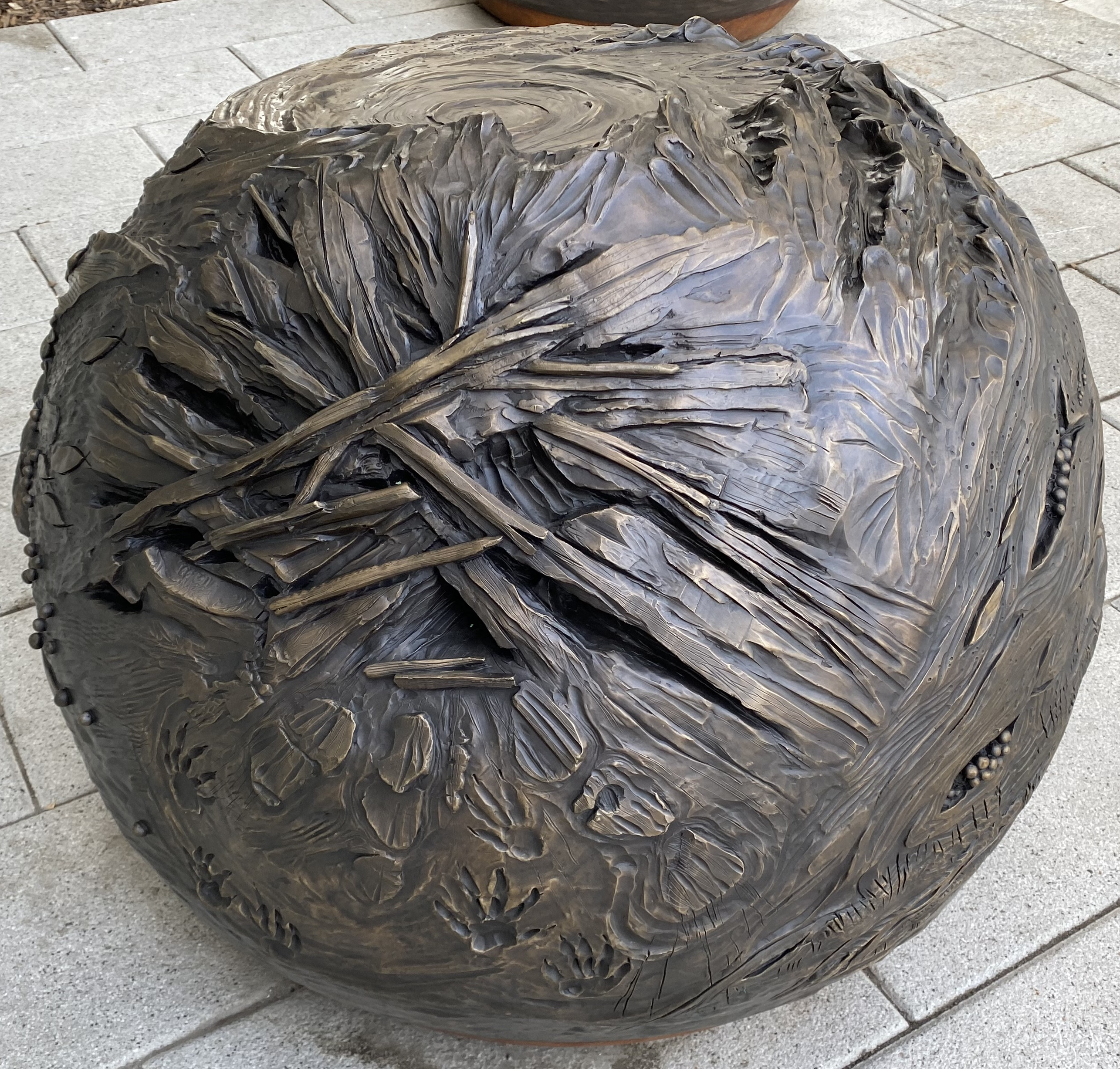

Détails de la sphère allochtone de l'artiste Kyra Revenko - Station 1 - Vie aquatique (Vie marine)
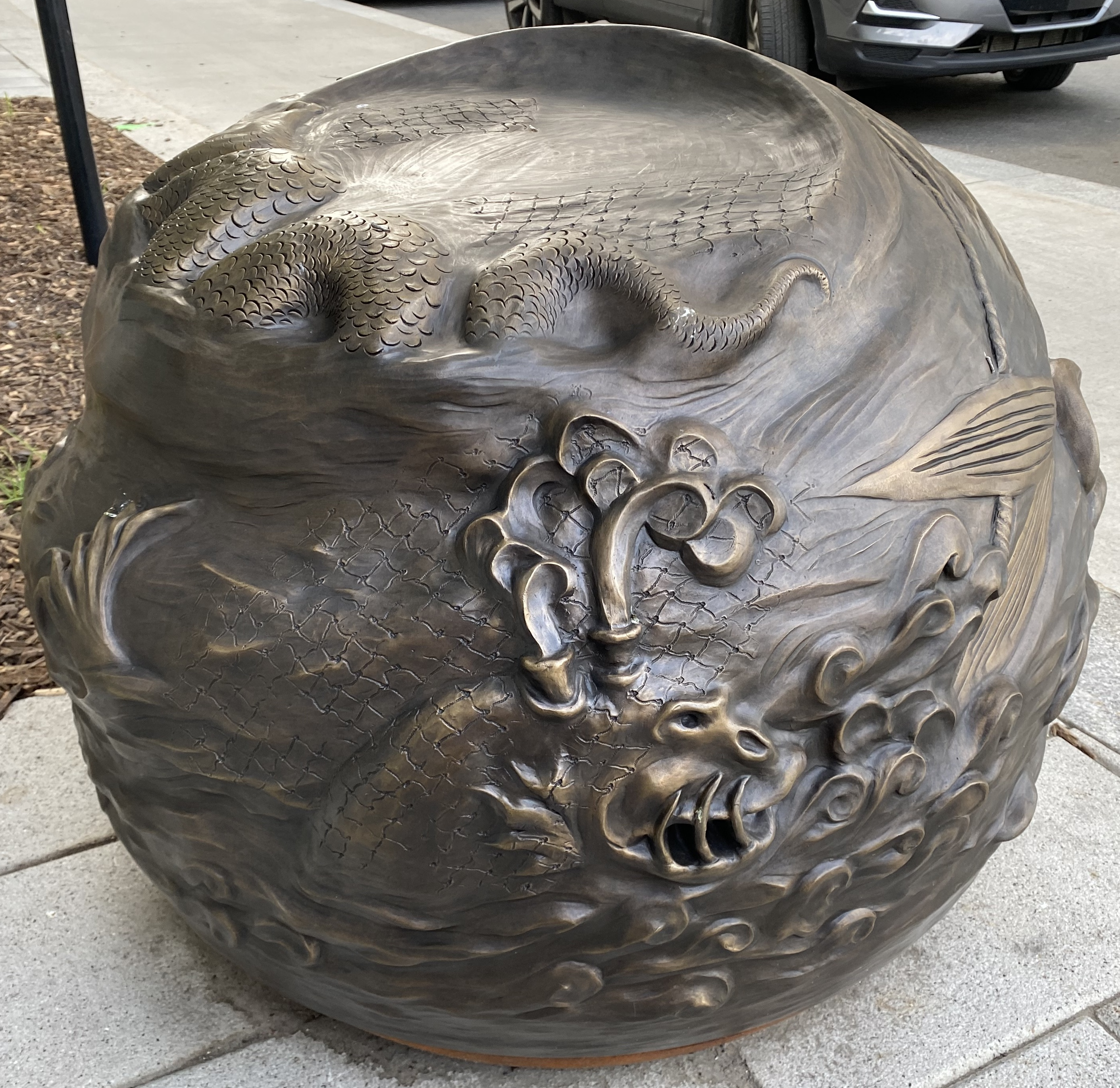
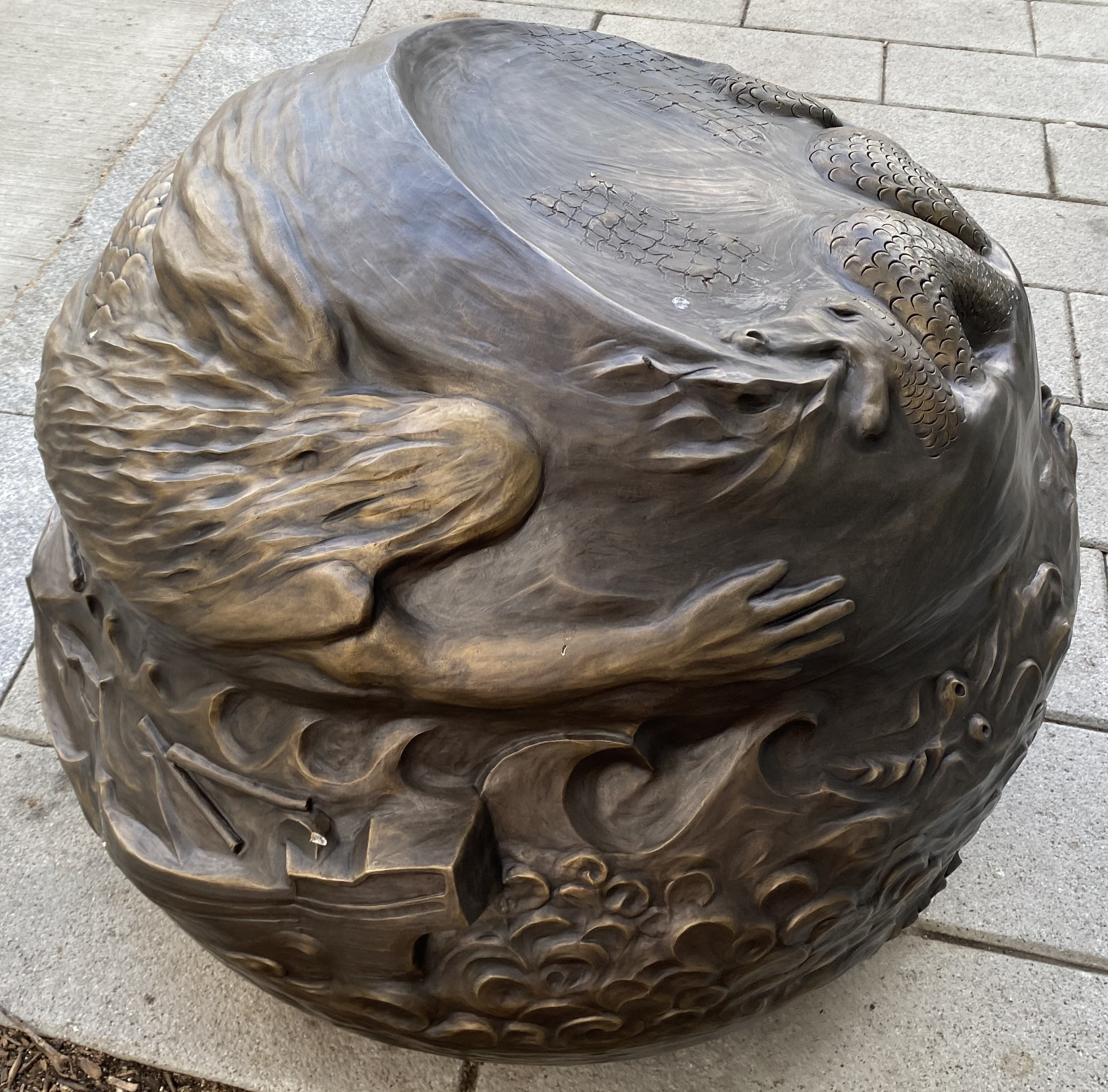
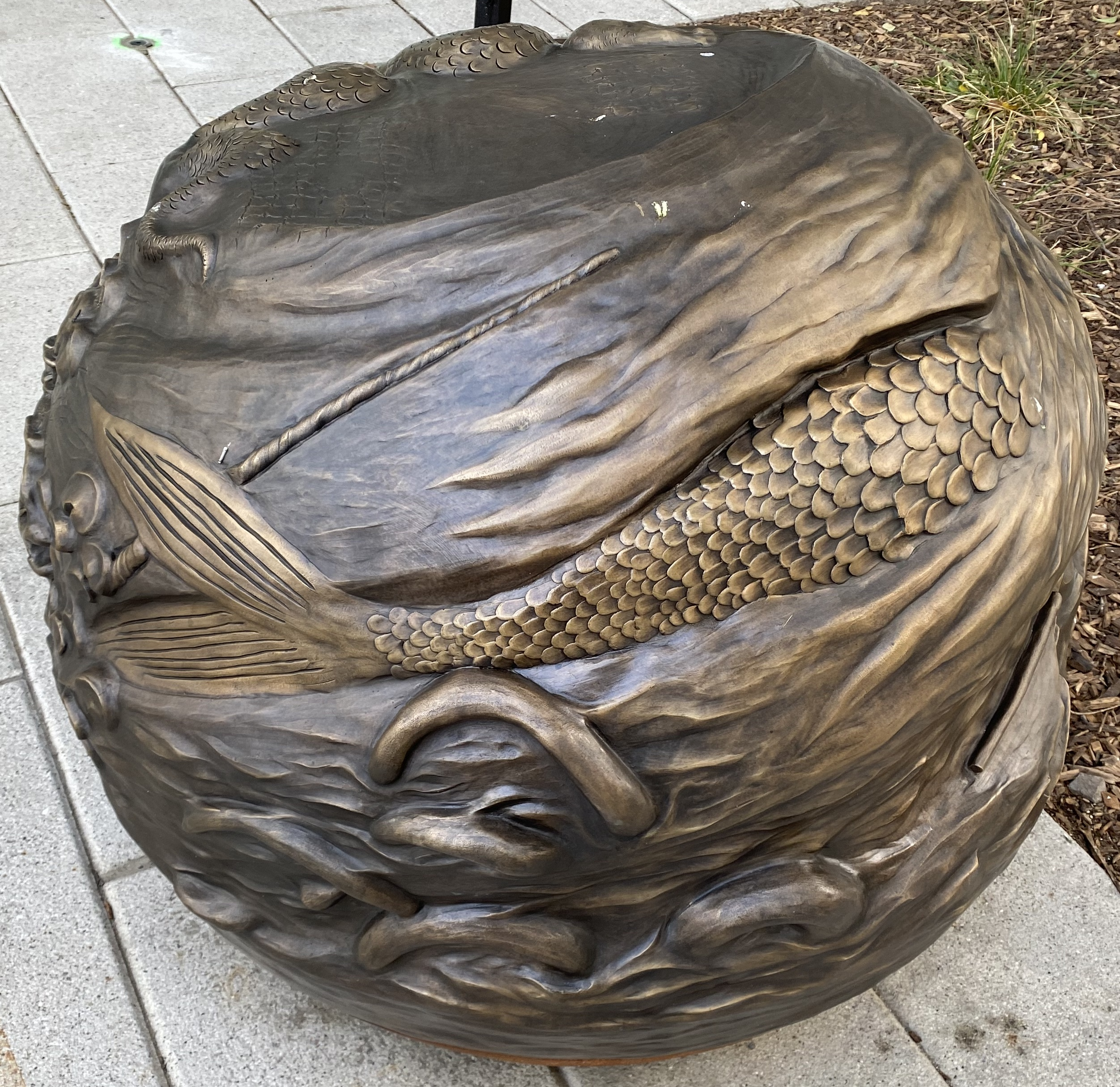

### Station 2
Thème en kanien’kéha : Ohné:kanos 
Thème en  français : Eau (Voies navigables)
Thème en  anglais : Water (Waterways)

Situation sur la rue Peel : Côté ouest de la rue, entre les rues Smith (au sud) et Wellington (au nord). Les stations 1 (au sud) et 2 (au nord) sont proches l'une de l'autre.

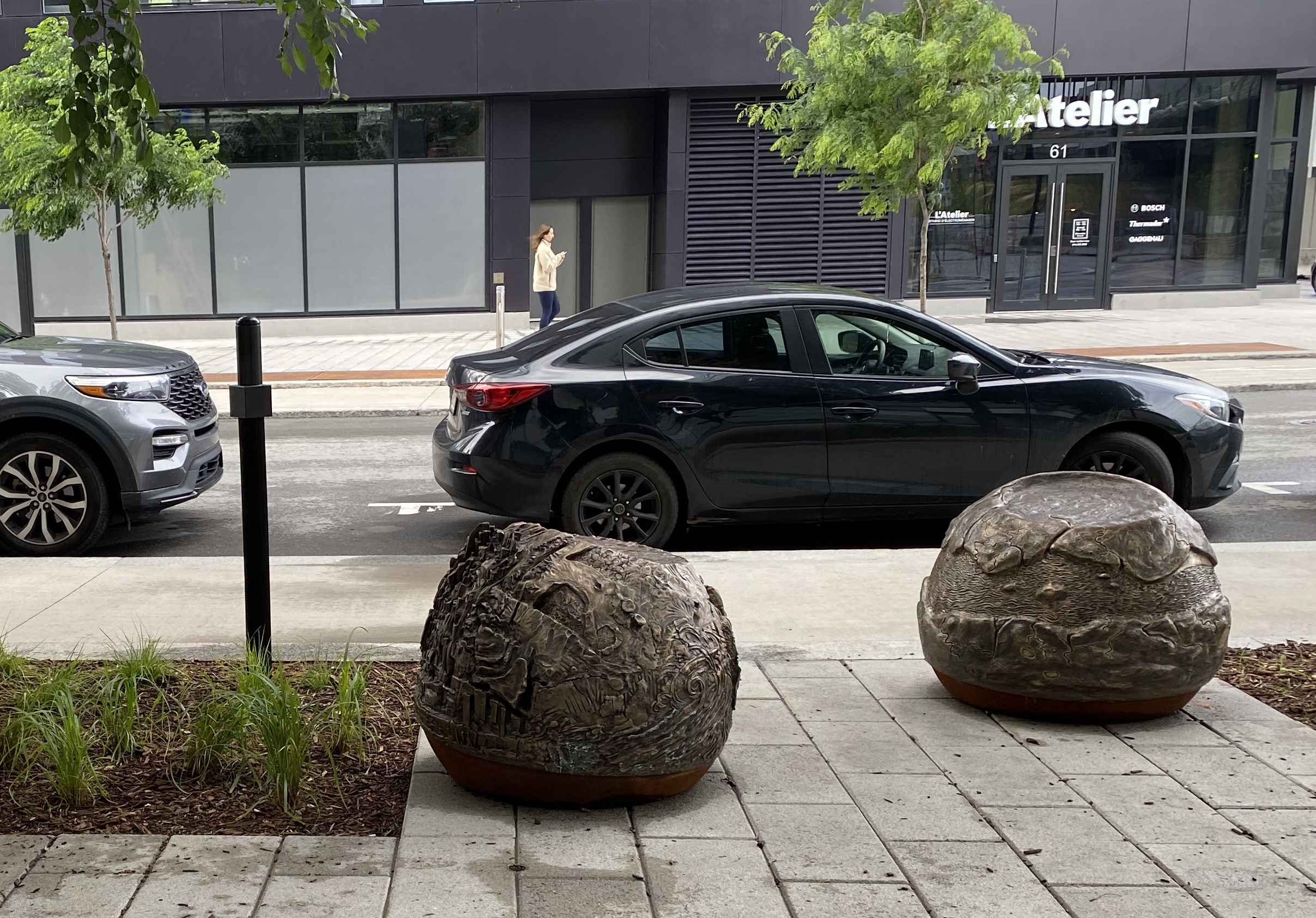
Station 2, Eau (Voies navigables) - Vue en situation des deux sphères de bronze de MC Snow (à gauche) et Kyra Revenko (à droite)

Détails de la sphère autochtone de l'artiste MC Snow - station 2 - Sources de vie (Eau)
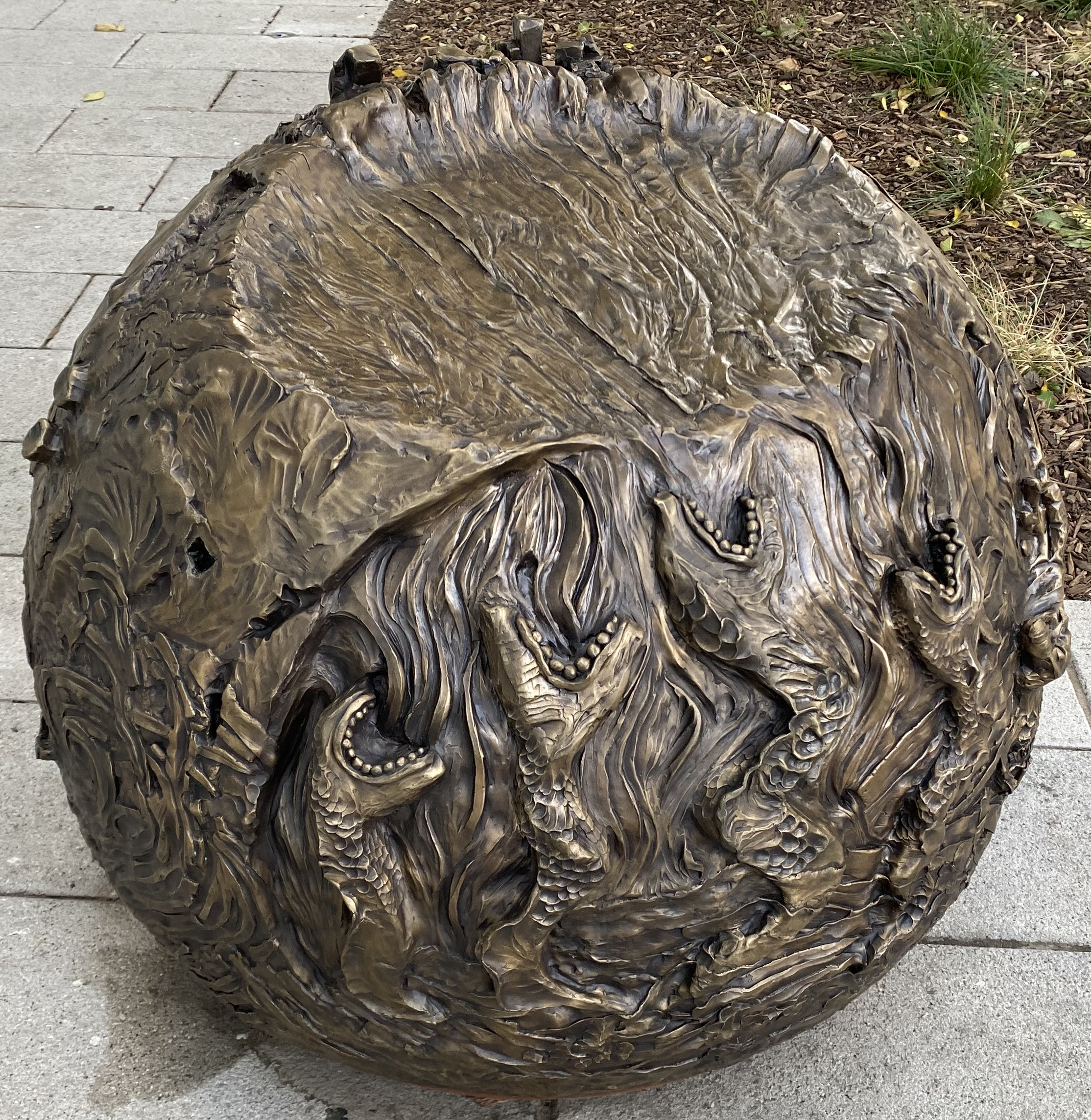
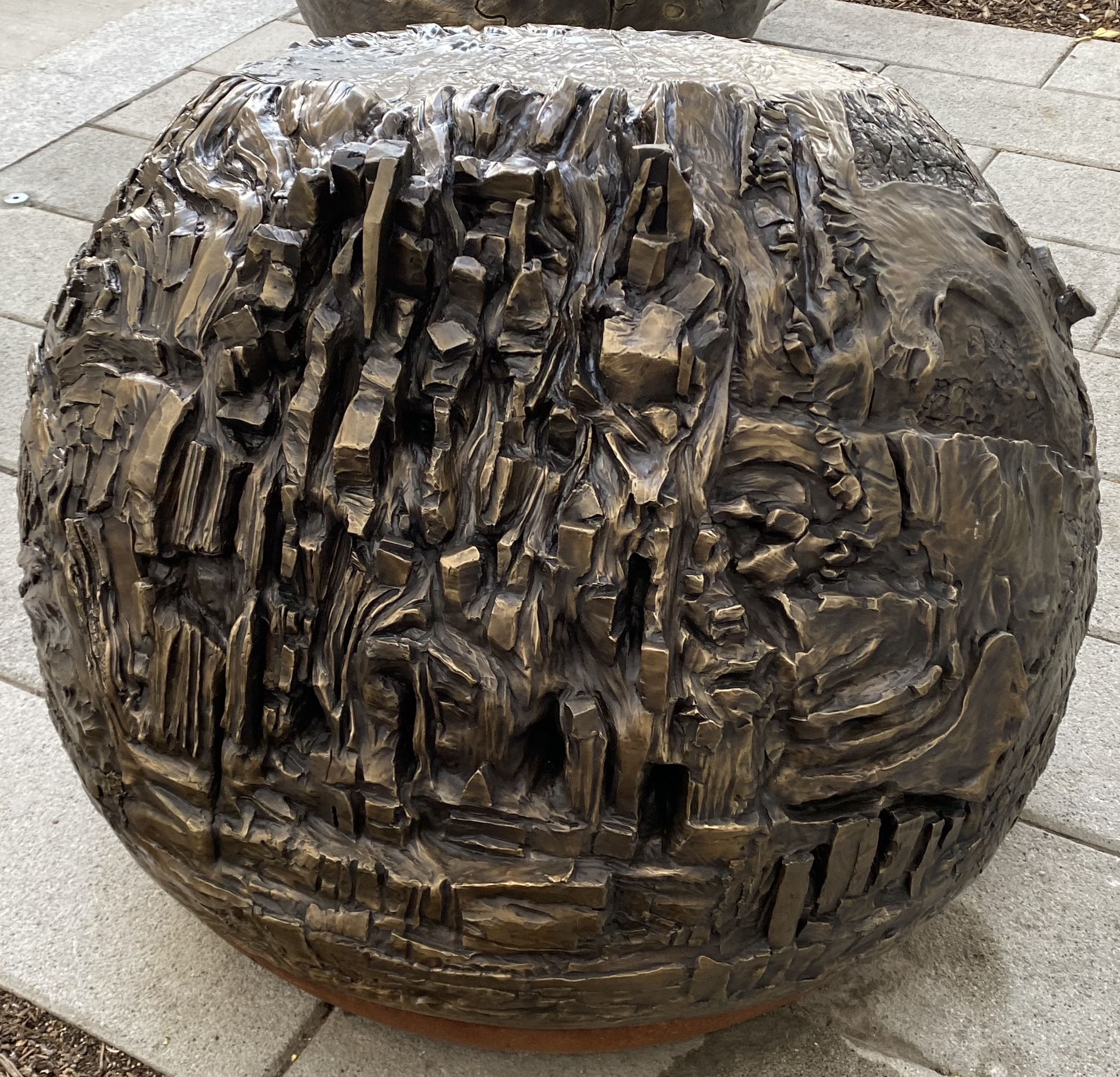
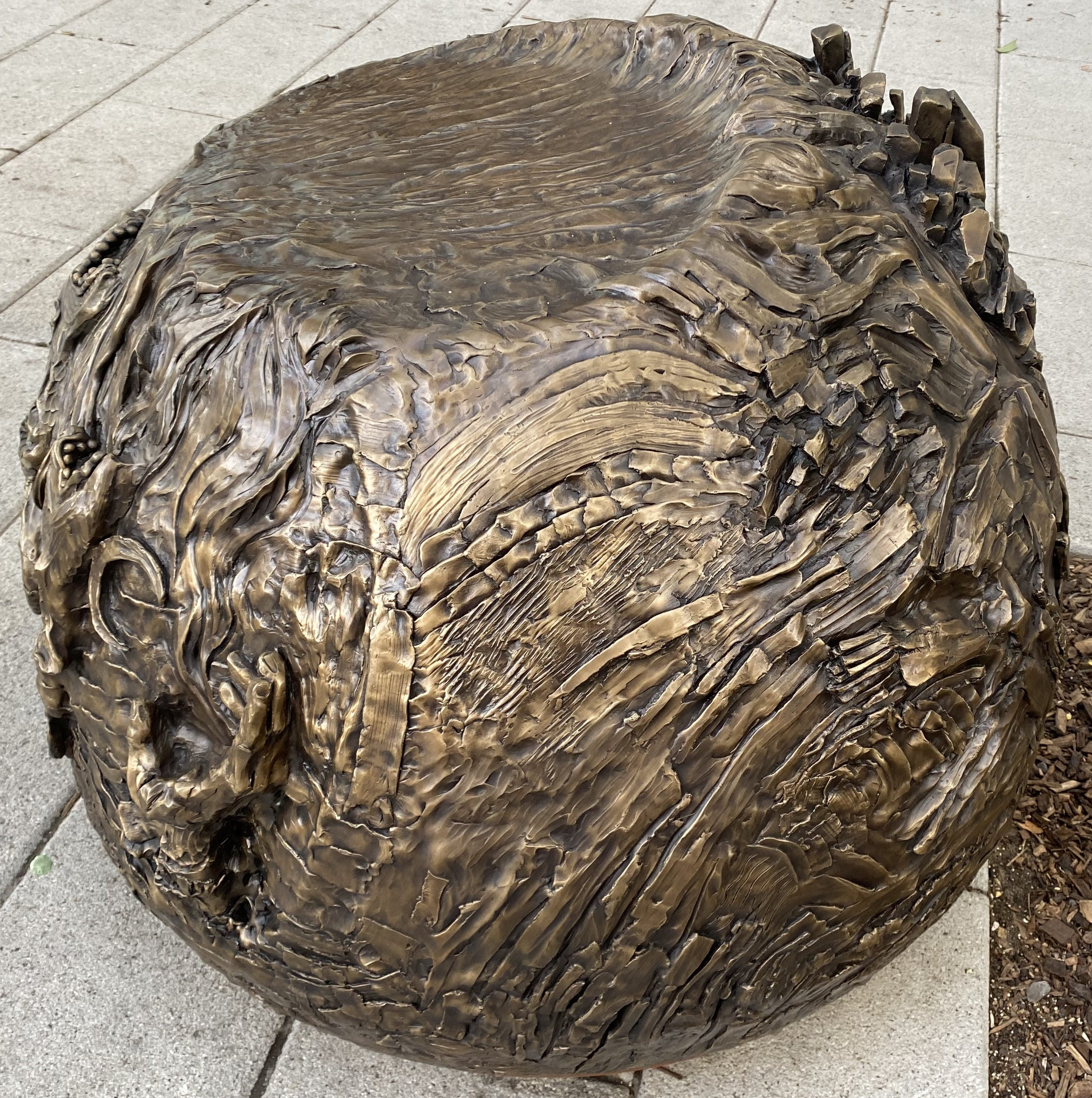

Détails de la sphère allochtone de l'artiste Kyra Revenko - station 2 - Sources de vie (Eau)
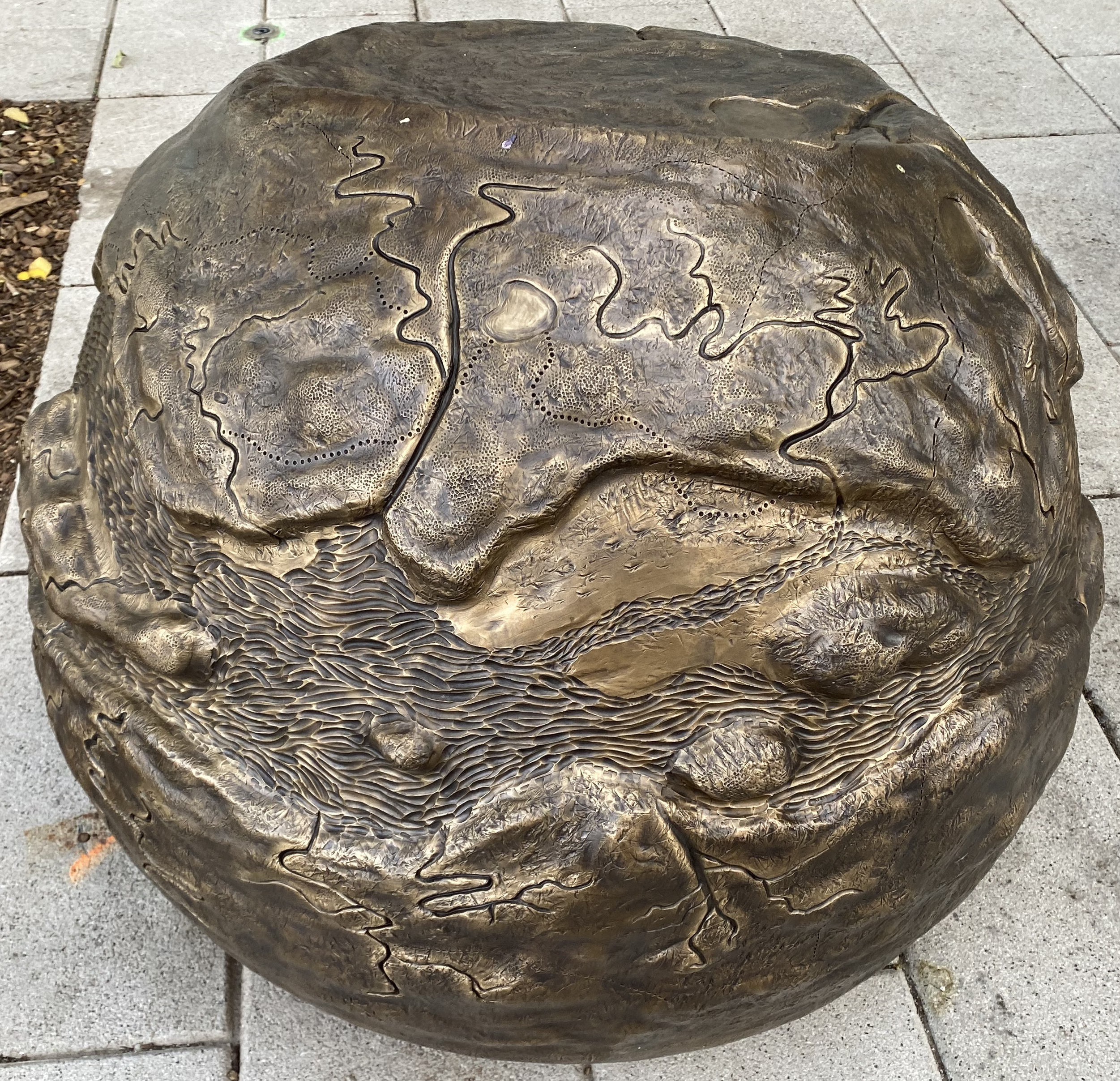
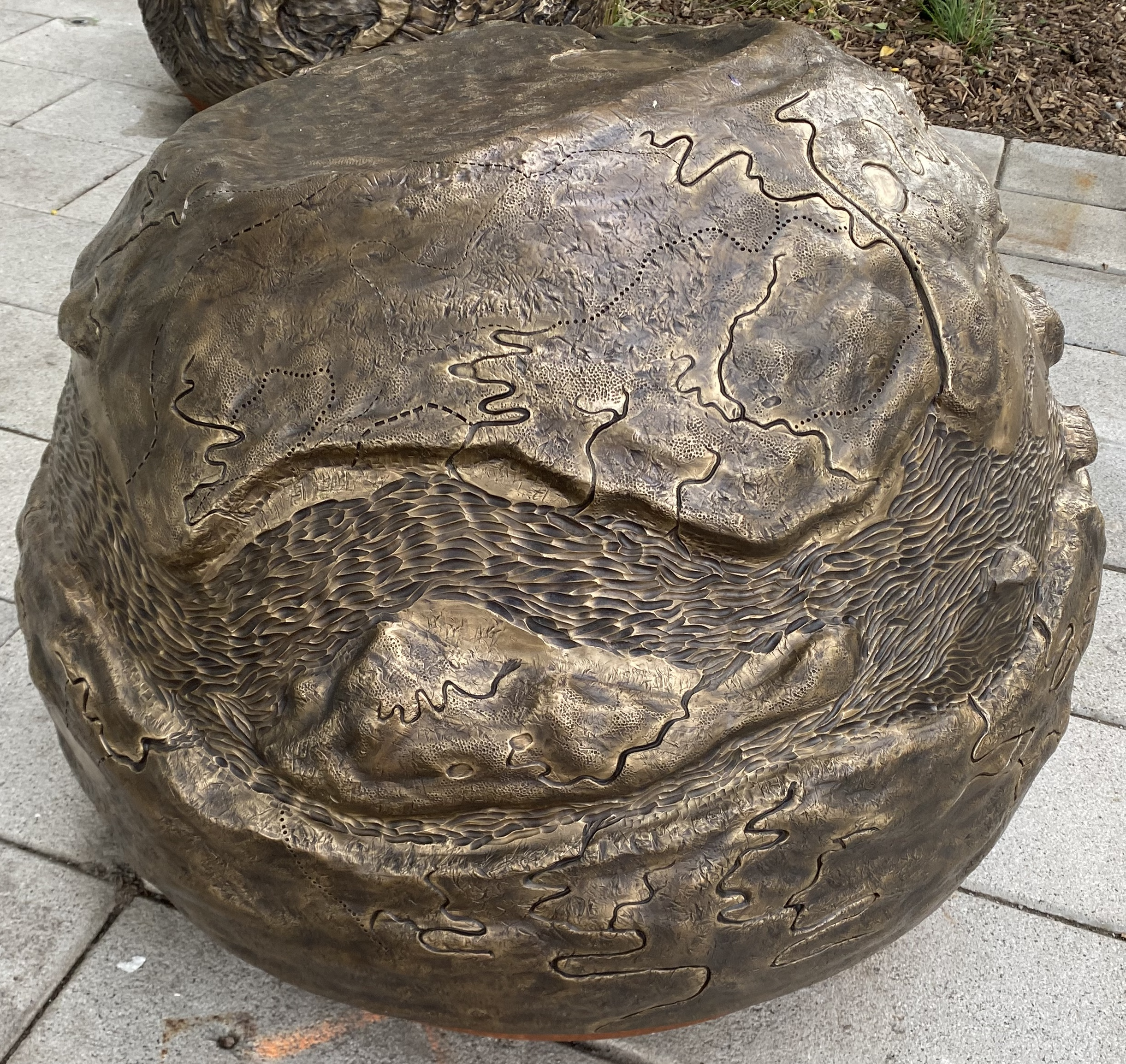
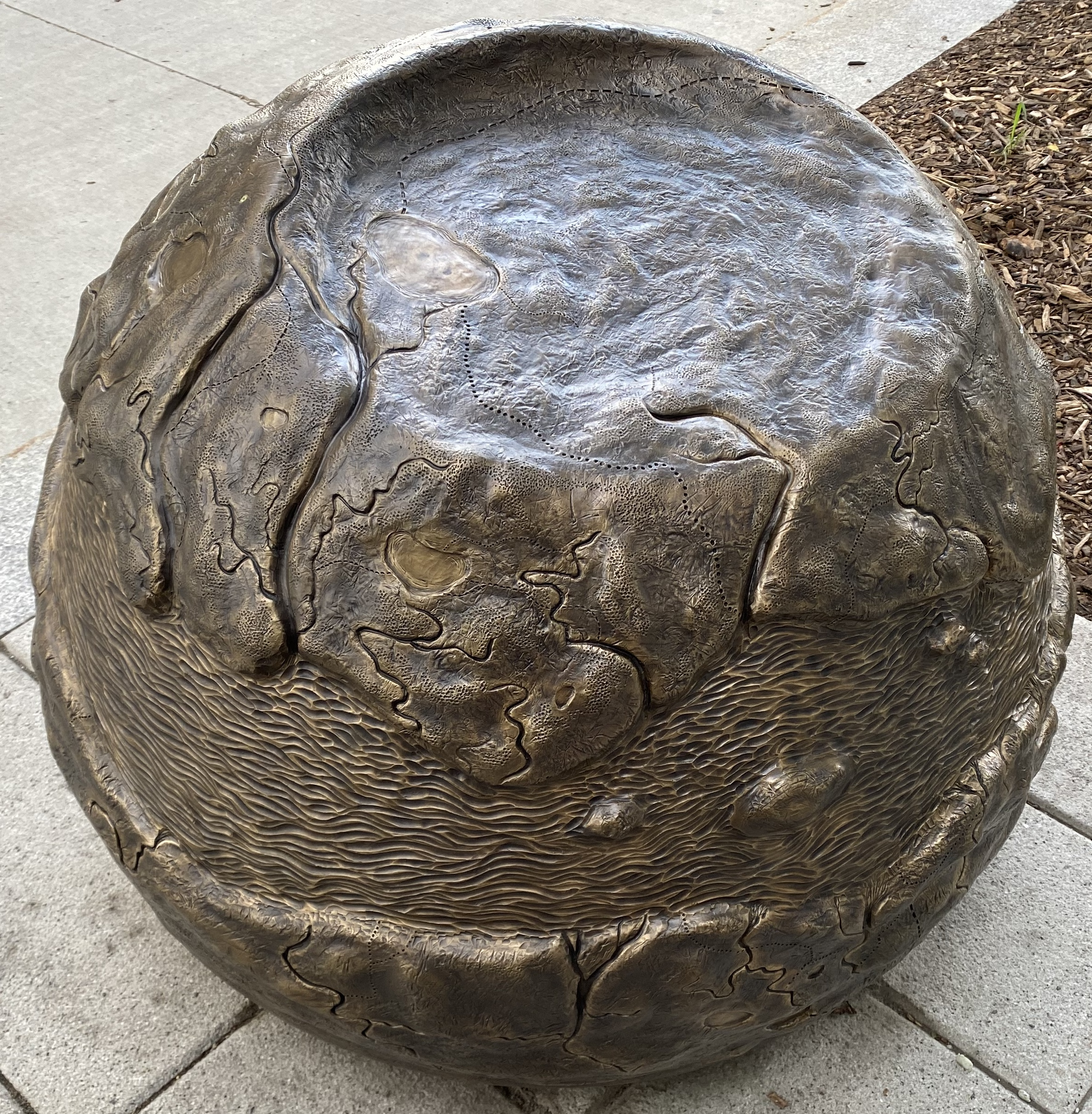

### Station 3
Thème en kanien’kéha : Tionhnhéhkwen 
Thème en  français : Sources de vie (Flore)
Thème en  anglais : Life Sustainers (Flora)

Situation sur la rue Peel : Côté est de la rue, entre les rues Ottawa (au sud) et William (au nord).

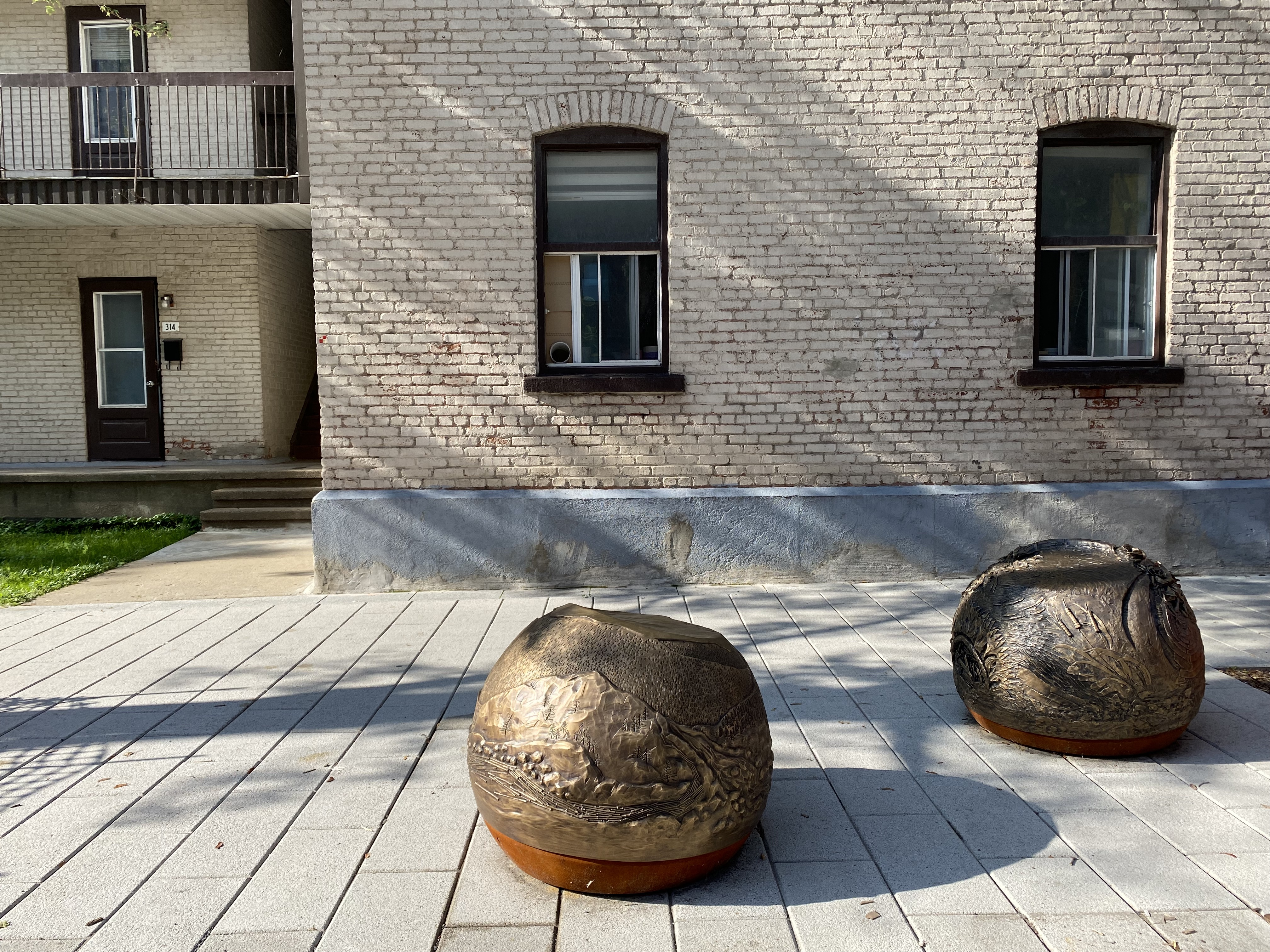
Station 3, sources de vie (Flore) - Vue en situation des deux sphères de bronze de Kyra Revenko (à gauche) et MC Snow (à droite)

Détails de la sphère autochtone de l'artiste MC Snow - station 3 - Sources de vie (Flore)
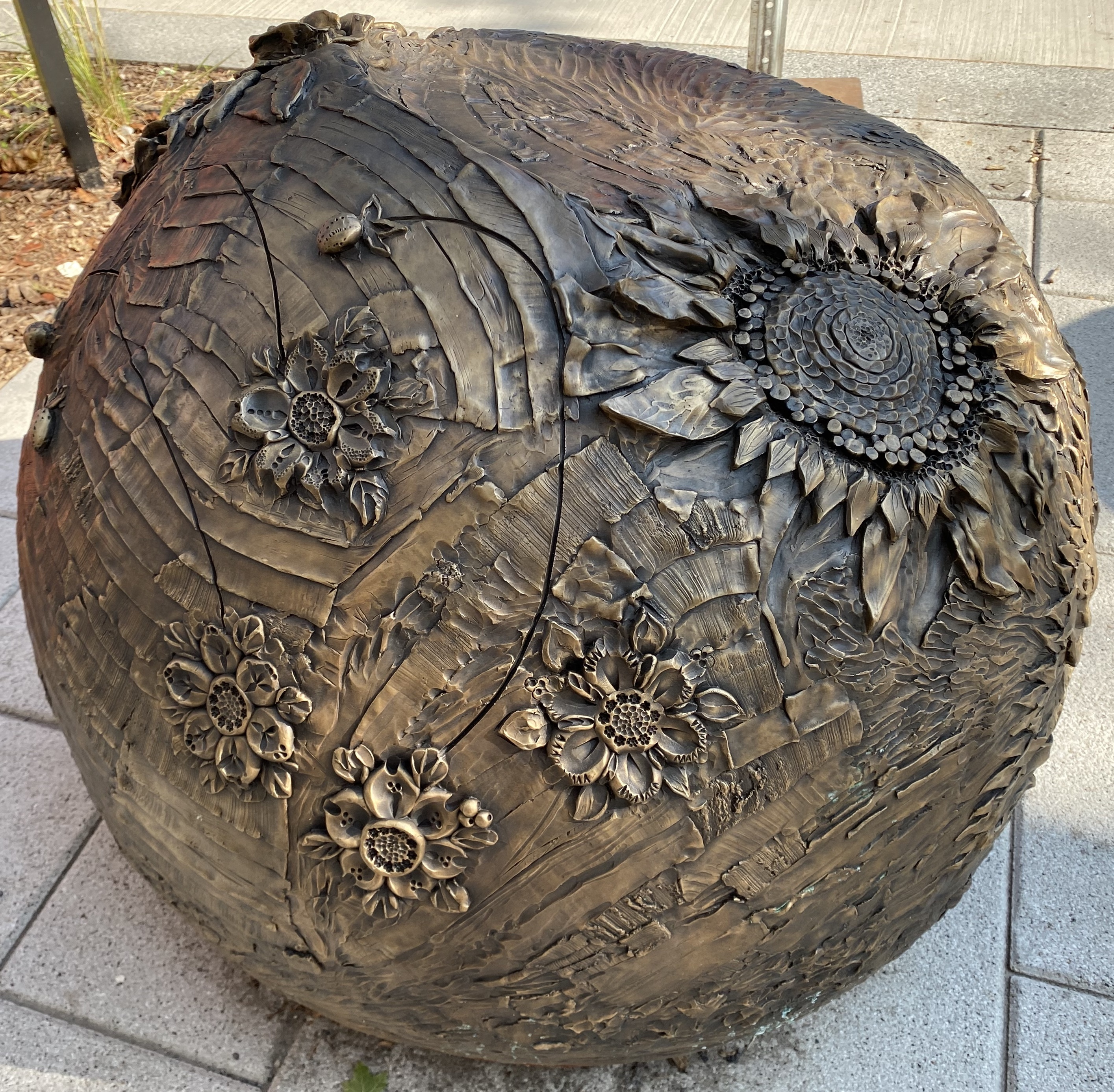
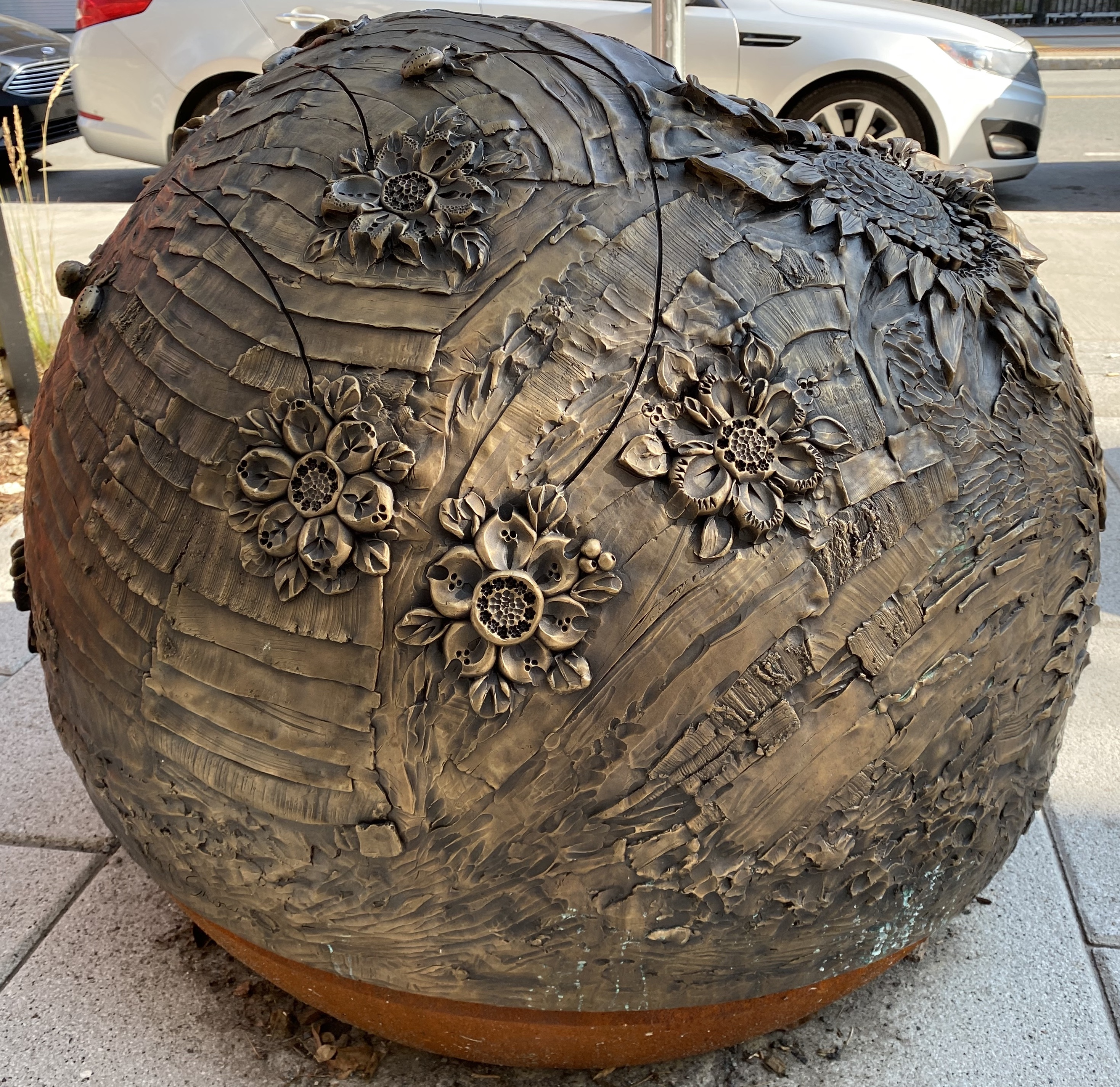
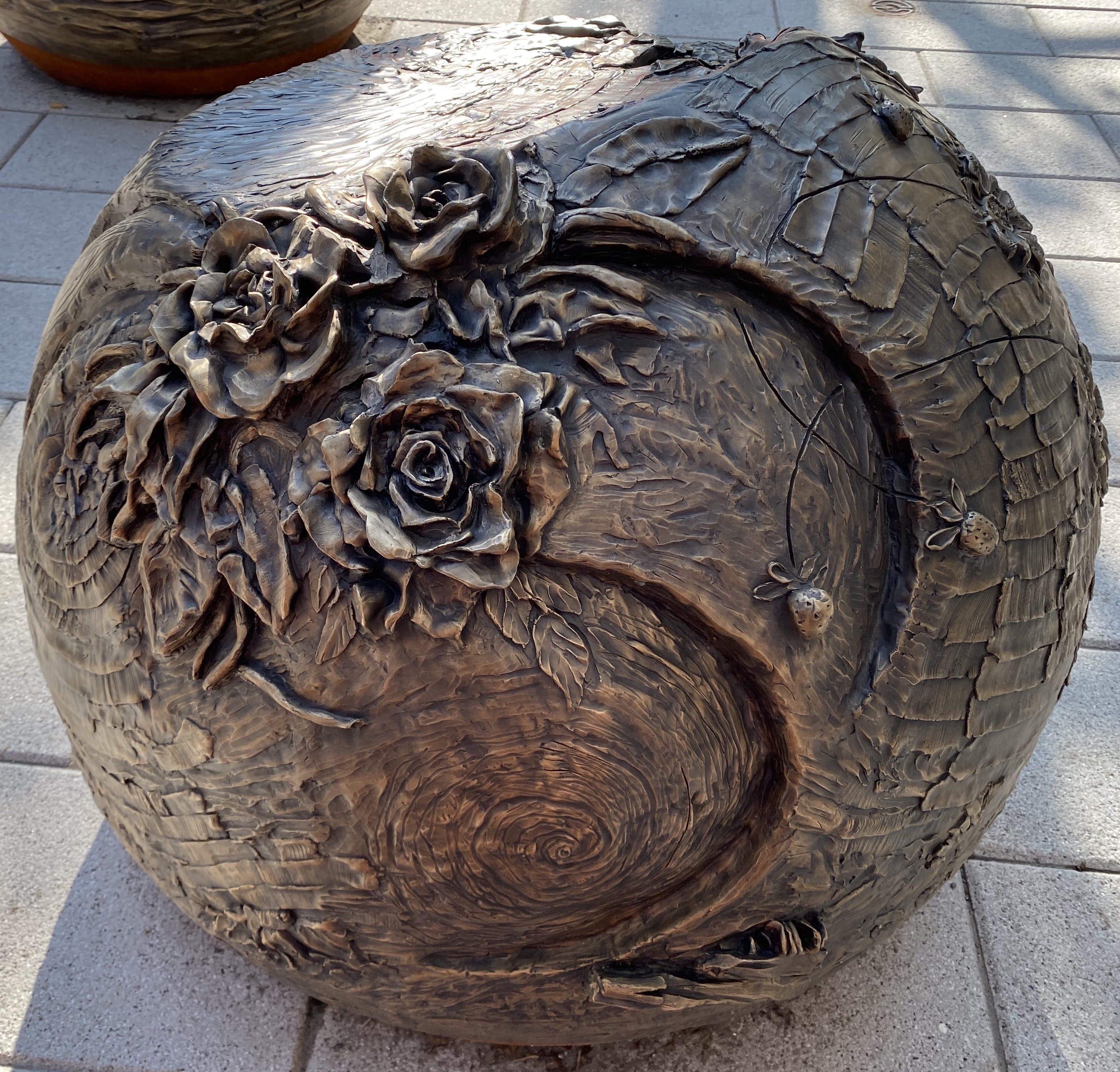

Détails de la sphère allochtone de l'artiste Kyra Revenko - station 3 - Sources de vie (Flore)
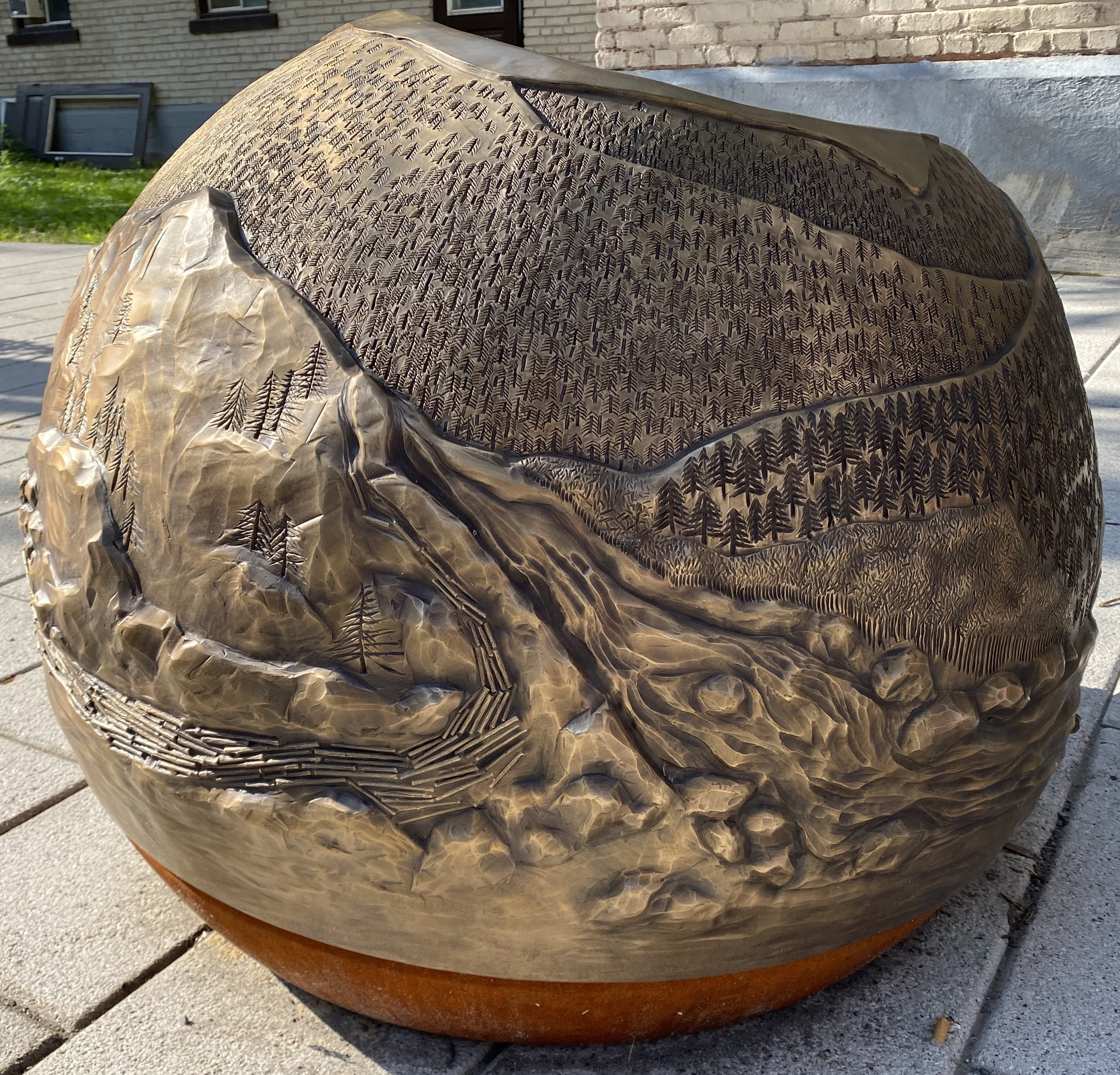
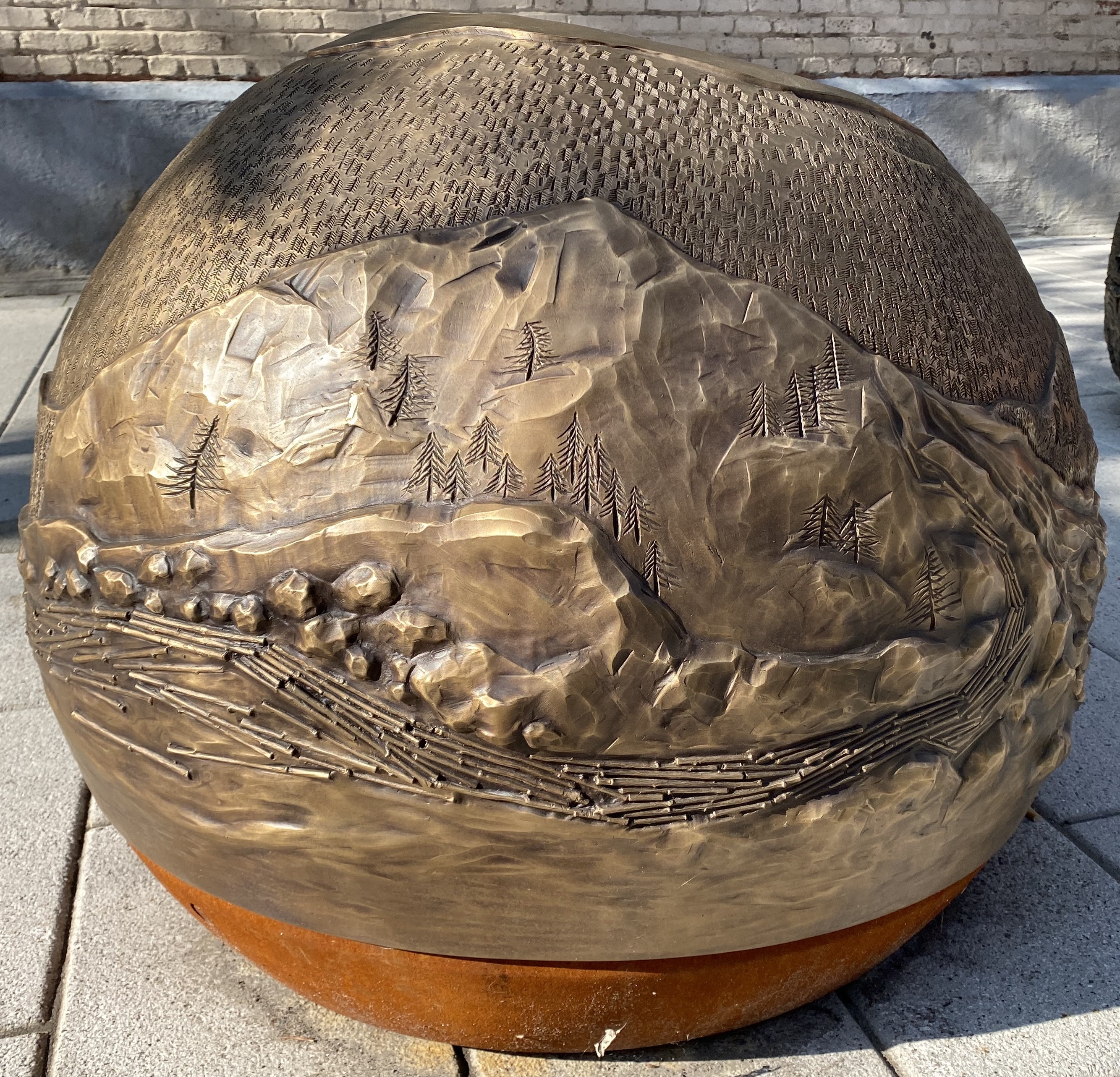
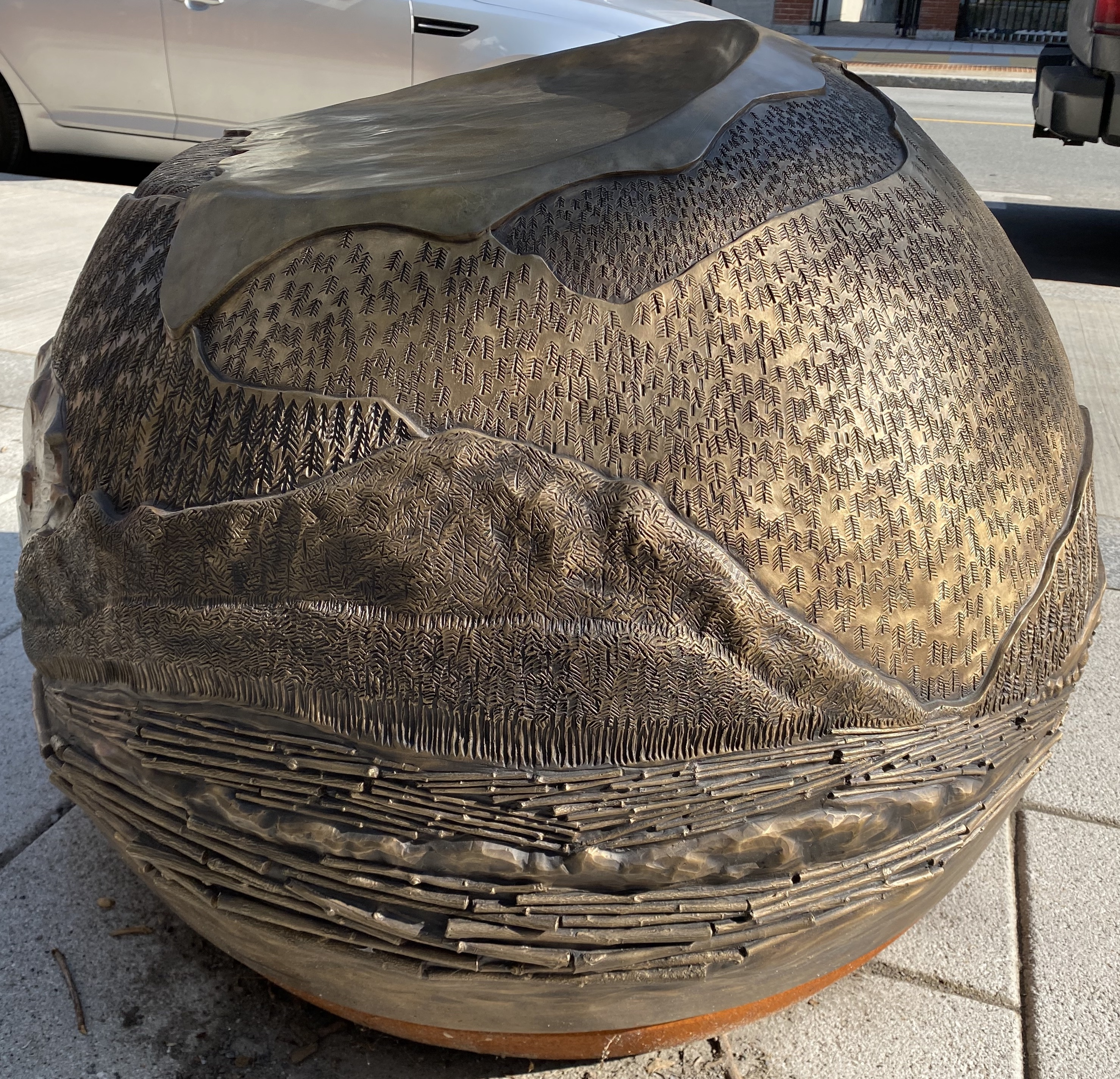

### Station 4
Thème en kanien’kéha : Tsi karonhià:ke 
Thème en  français : Monde céleste (Carte des constellations)
Thème en  anglais : Sky World (Constellation Chart)

Situation sur la rue Peel : Dans le parc carré Chaboillez, côté est de la rue, entre les rues Notre-Dame (au sud) et St-Jacques (au nord). À côté de l'ancien planétarium de Montréal

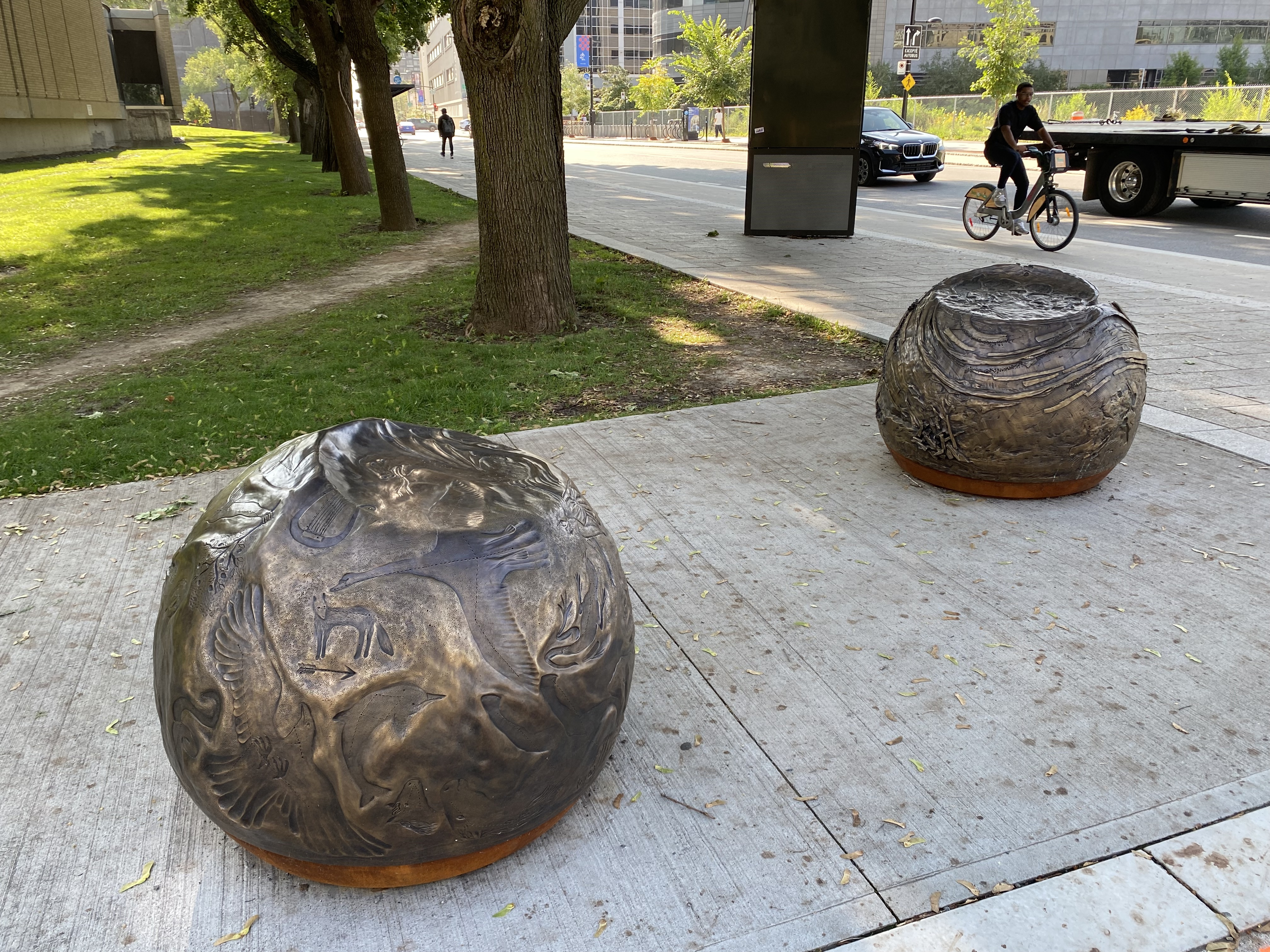
Station 4, Monde céleste (Carte des constellations) - Vue en situation des deux sphères de bronze de Kyra Revenko (à gauche) et MC Snow (à droite)

Détails de la sphère autochtone de l'artiste MC Snow - station 4 - Monde céleste (Carte des constellations)
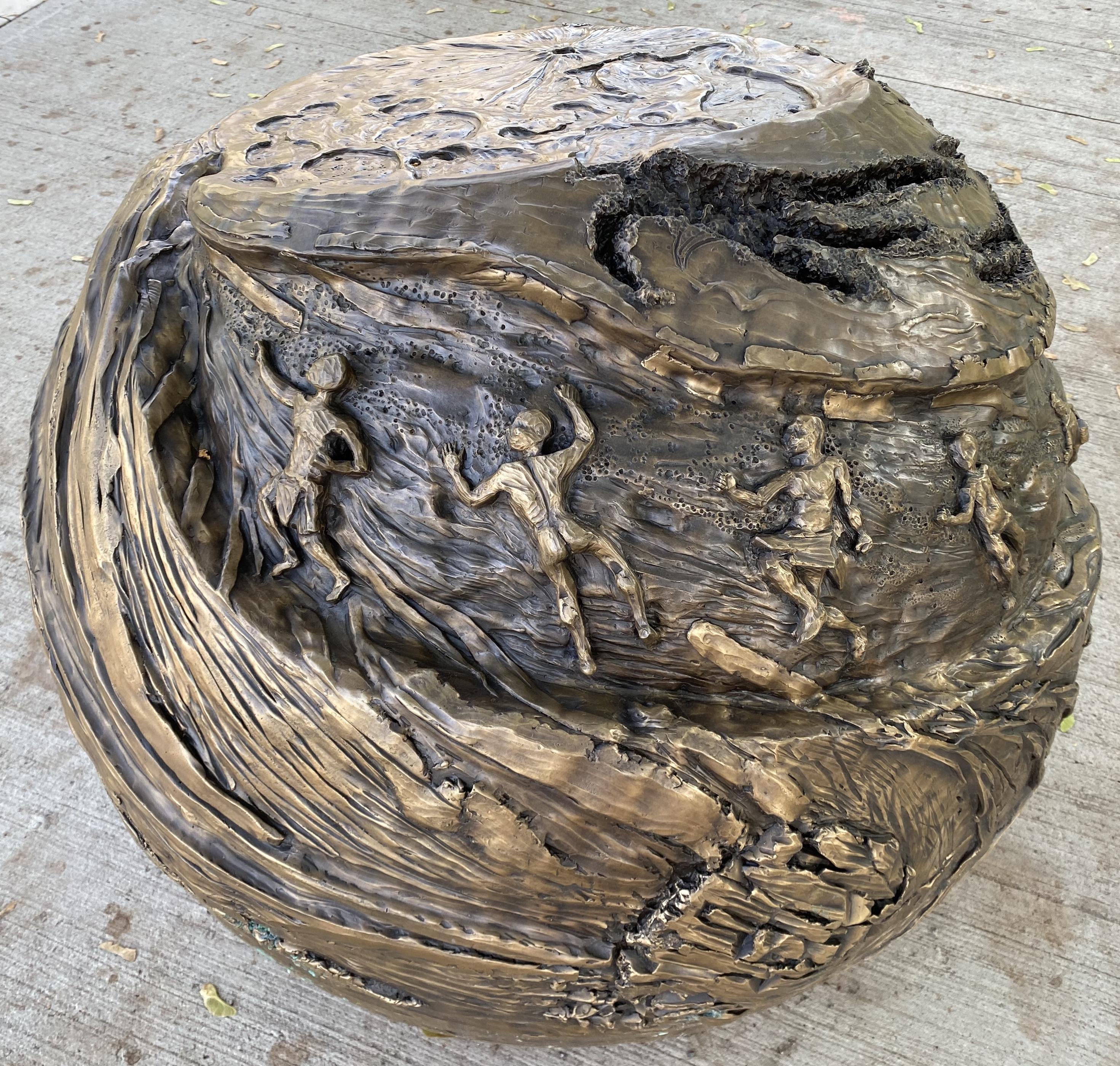
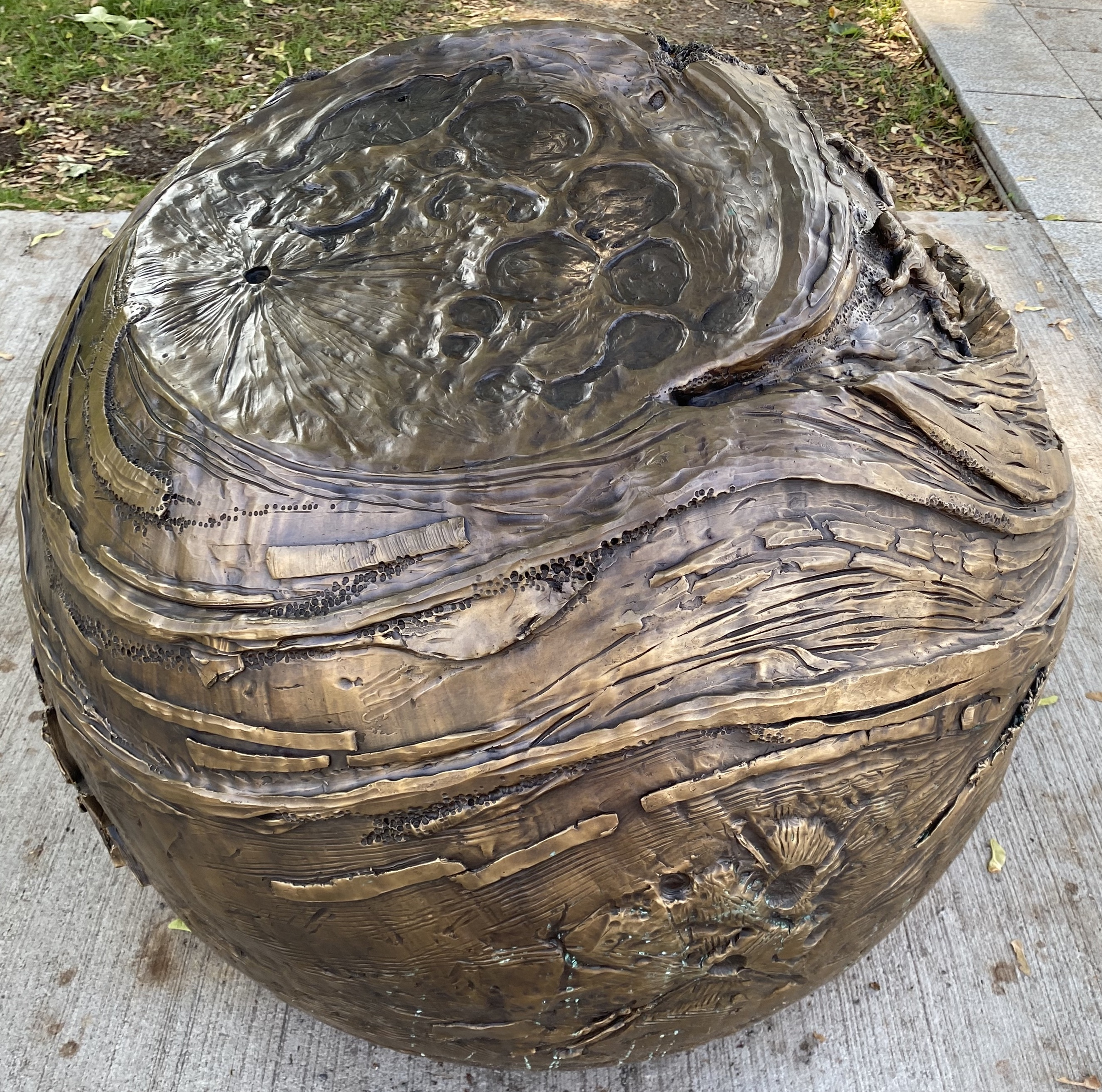
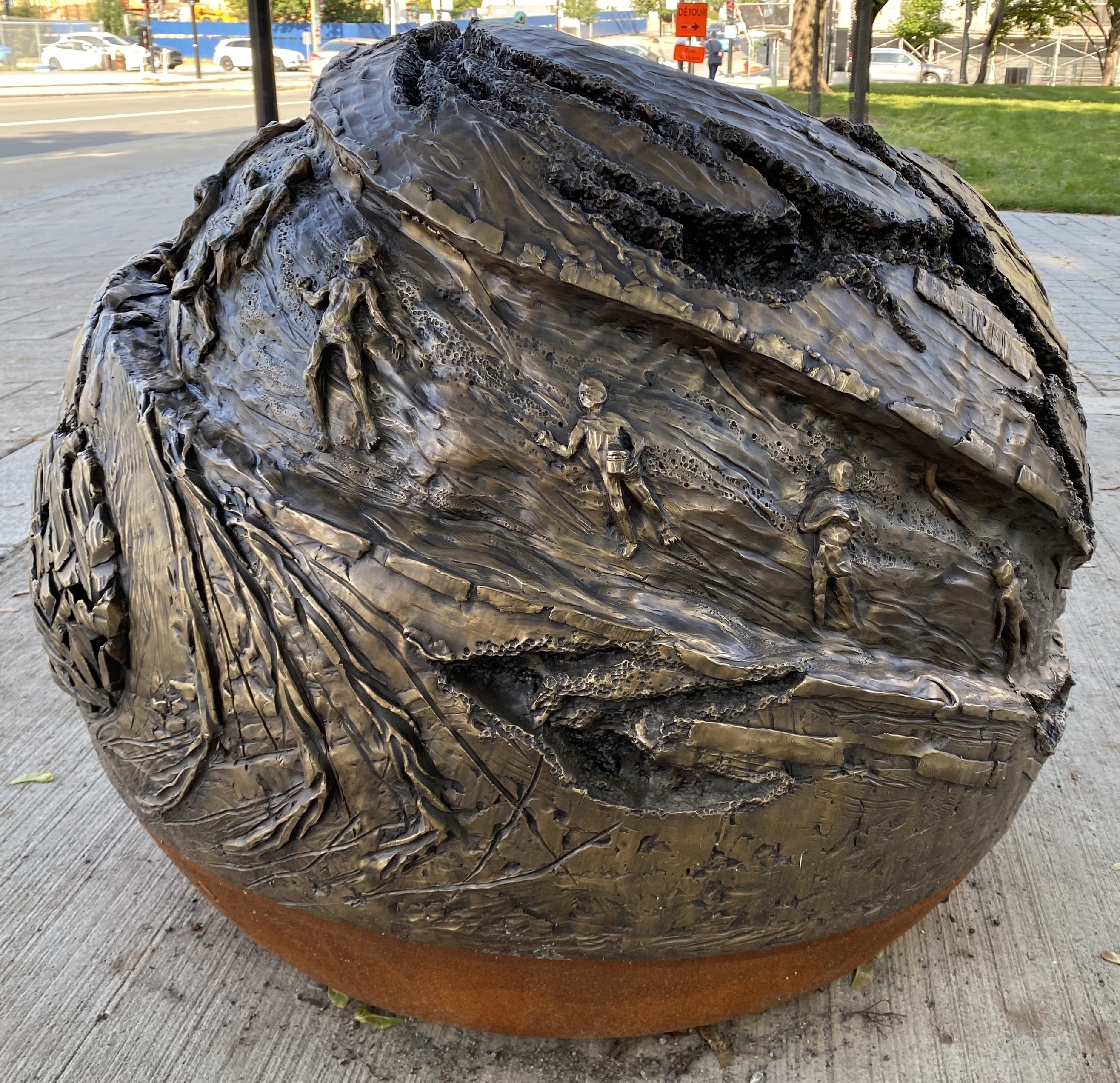

Détails de la sphère allochtone de l'artiste Kyra Revenko - station 4 - Monde céleste (Carte des constellations)
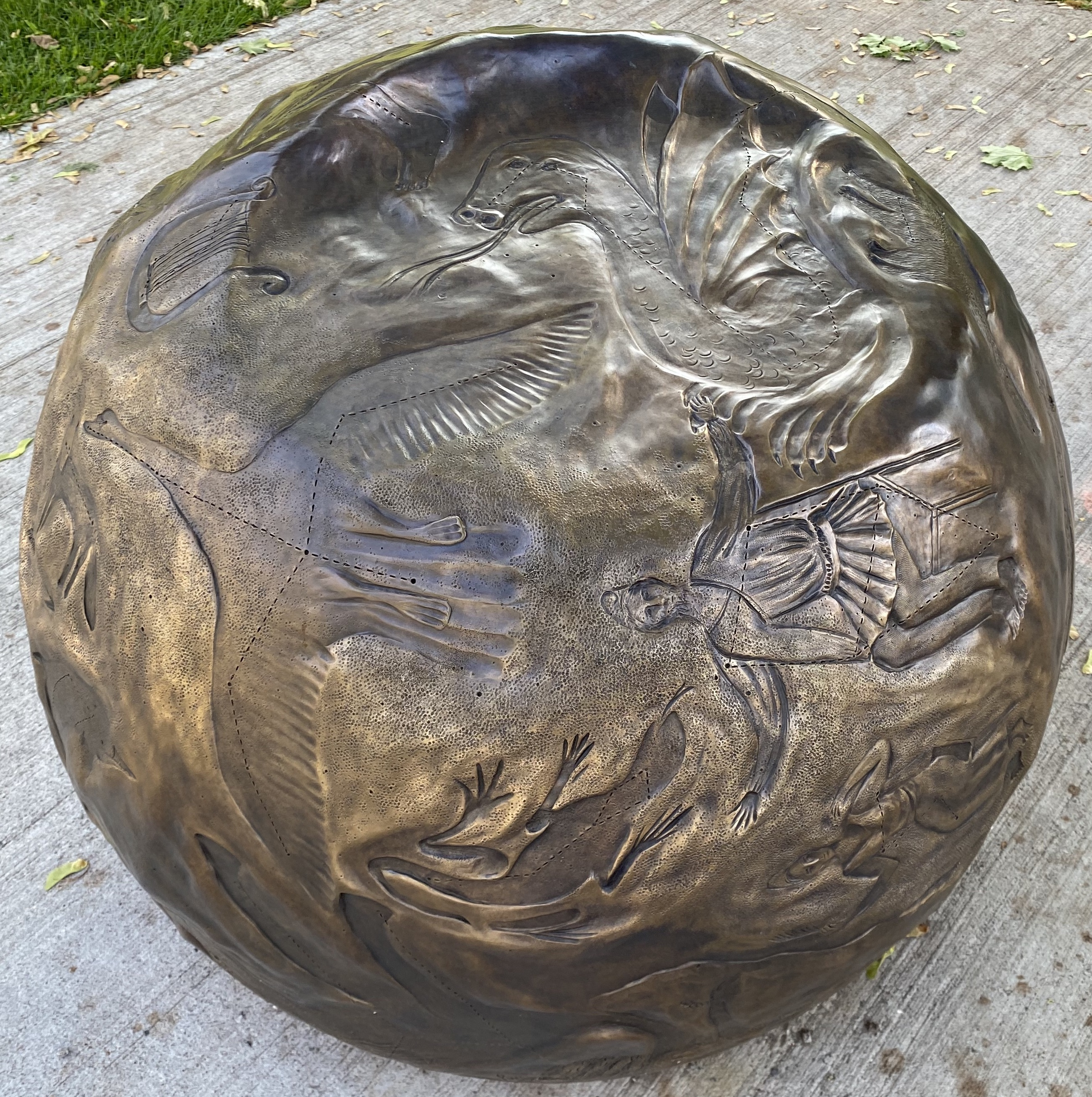
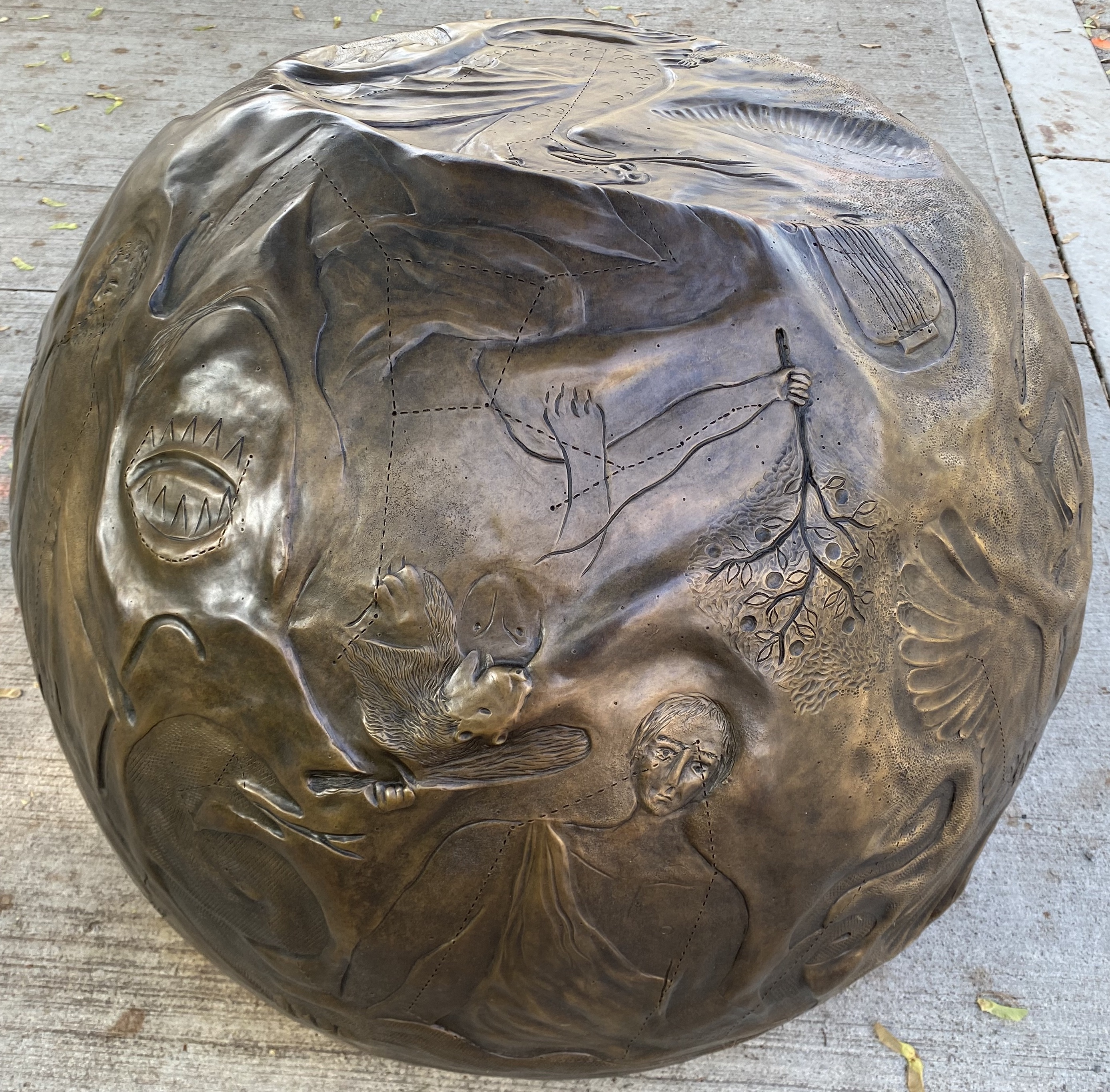
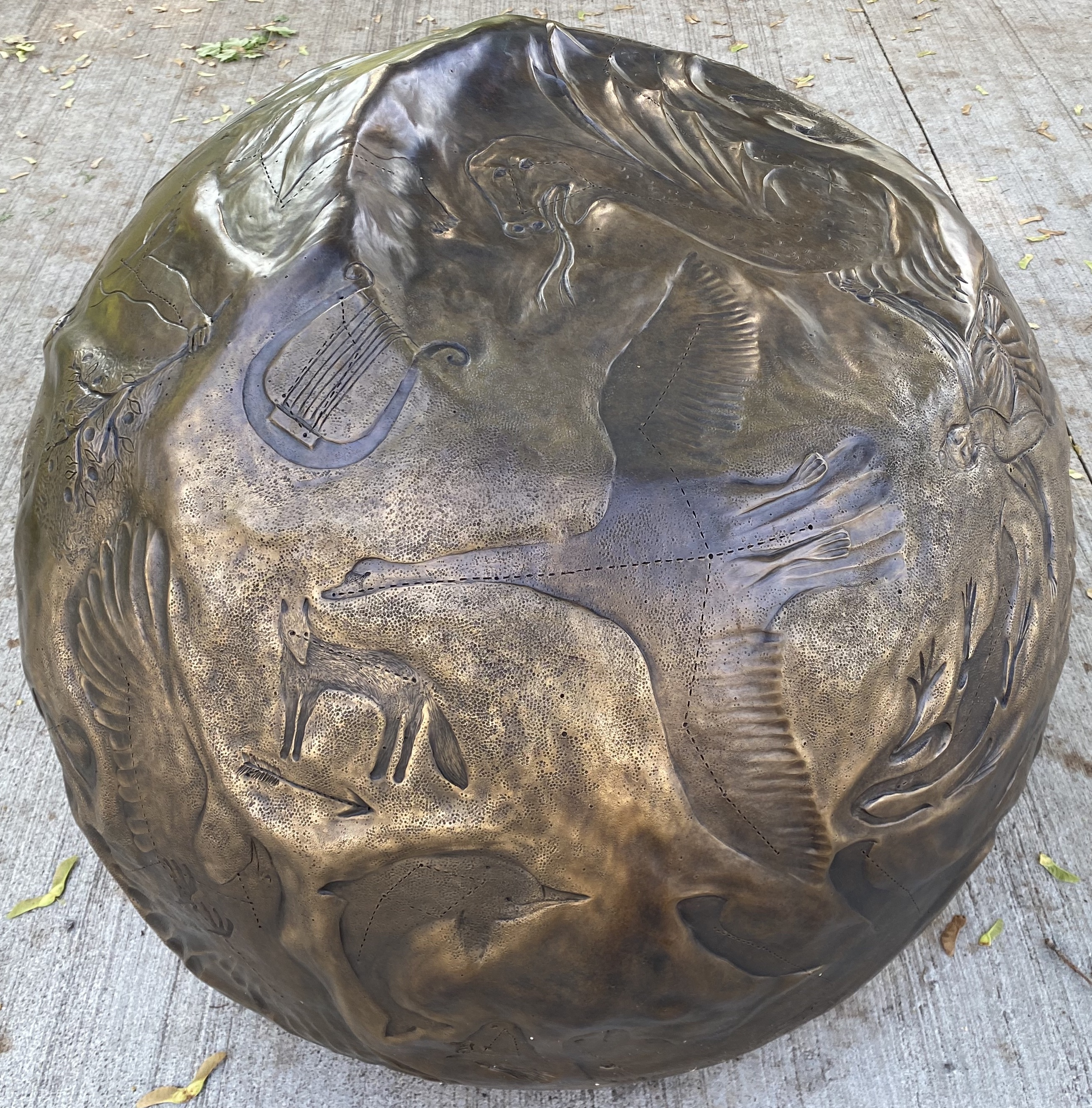

### Station 5
Thème en kanien’kéha : Tehontá:kwi
Thème en  français : Échange (Commerce et Troc)
Thème en  anglais : Trade (Trade and Barter)

Situation sur la rue Peel : Coin sud ouest du Boulevard René-Lévesque (emplacement temporaire).

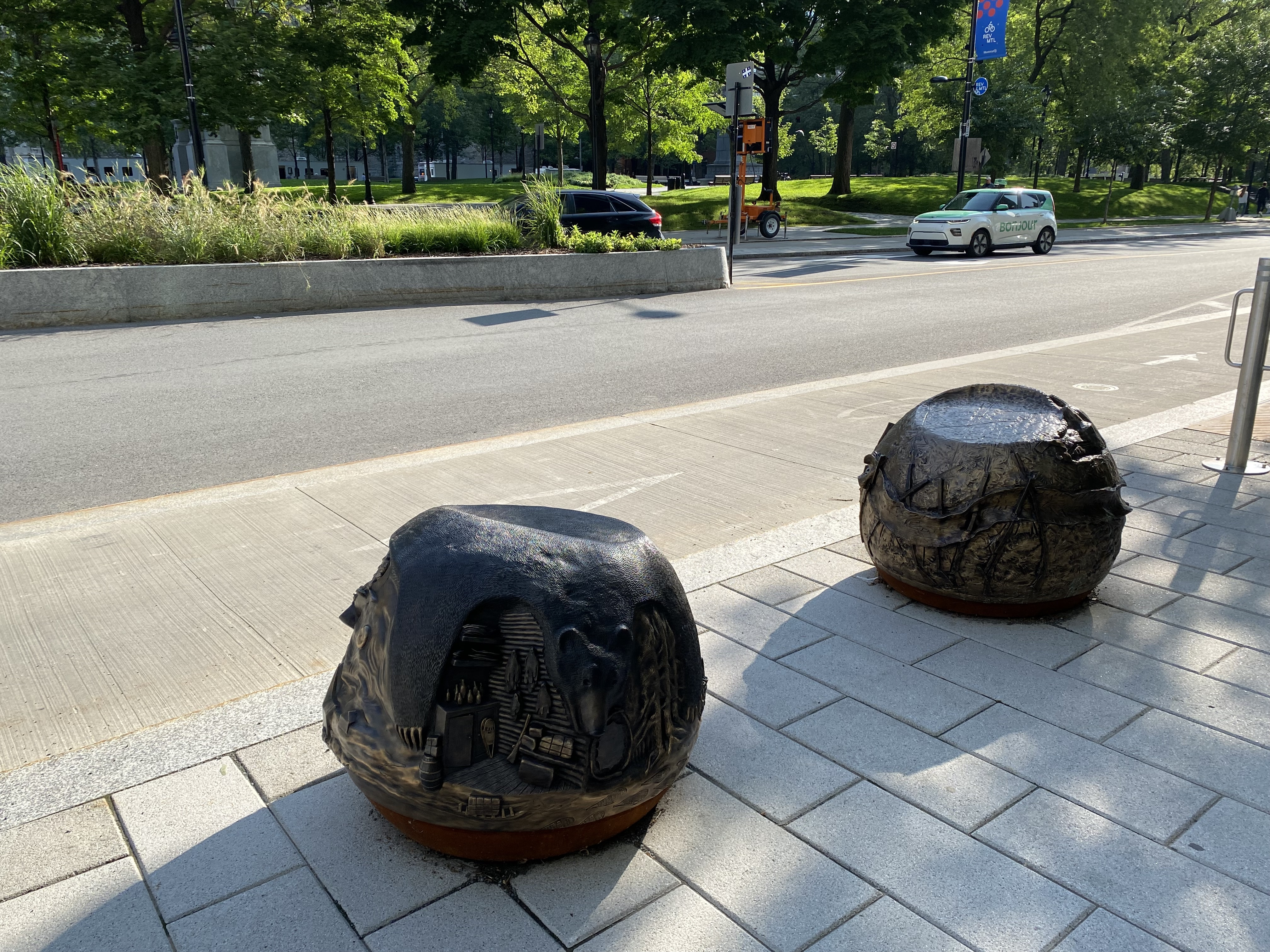
Station 5, Échange (Commerce et Troc) - Vue en situation des deux sphères de bronze de Kyra Revenko (à gauche) et MC Snow (à droite)

Détails de la sphère autochtone de l'artiste MC Snow - station 5 - Échange (Commerce et Troc)
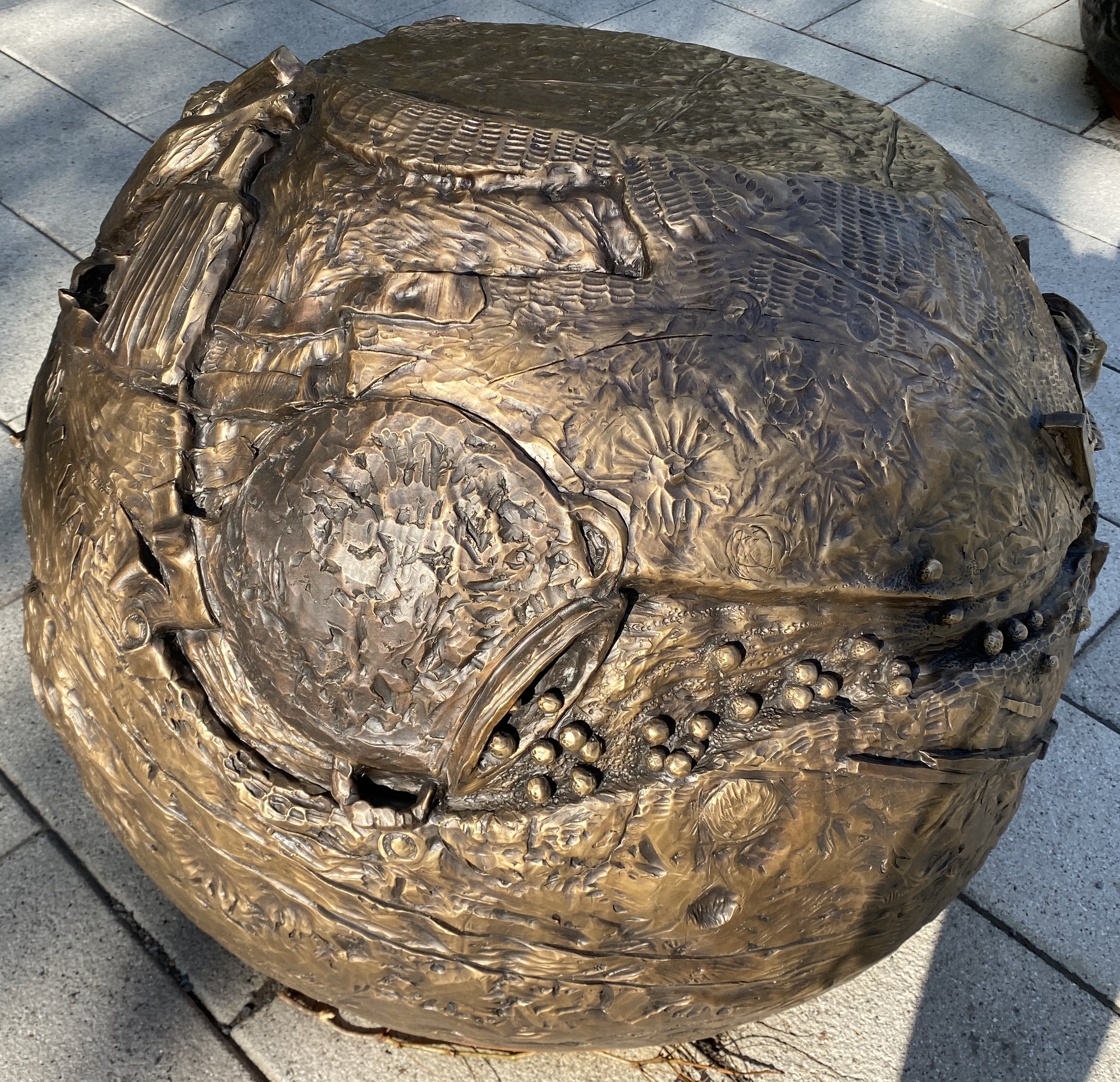
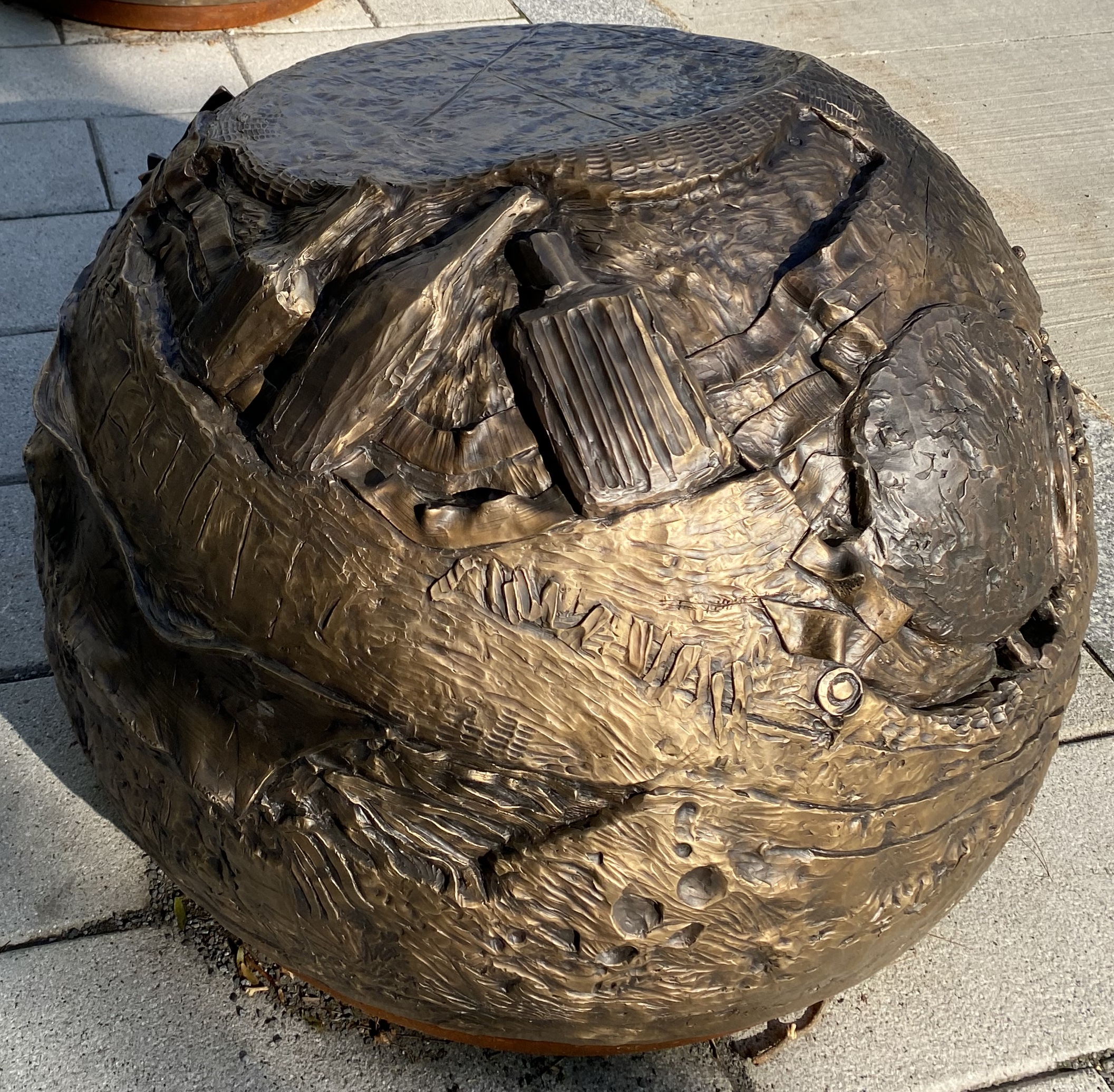
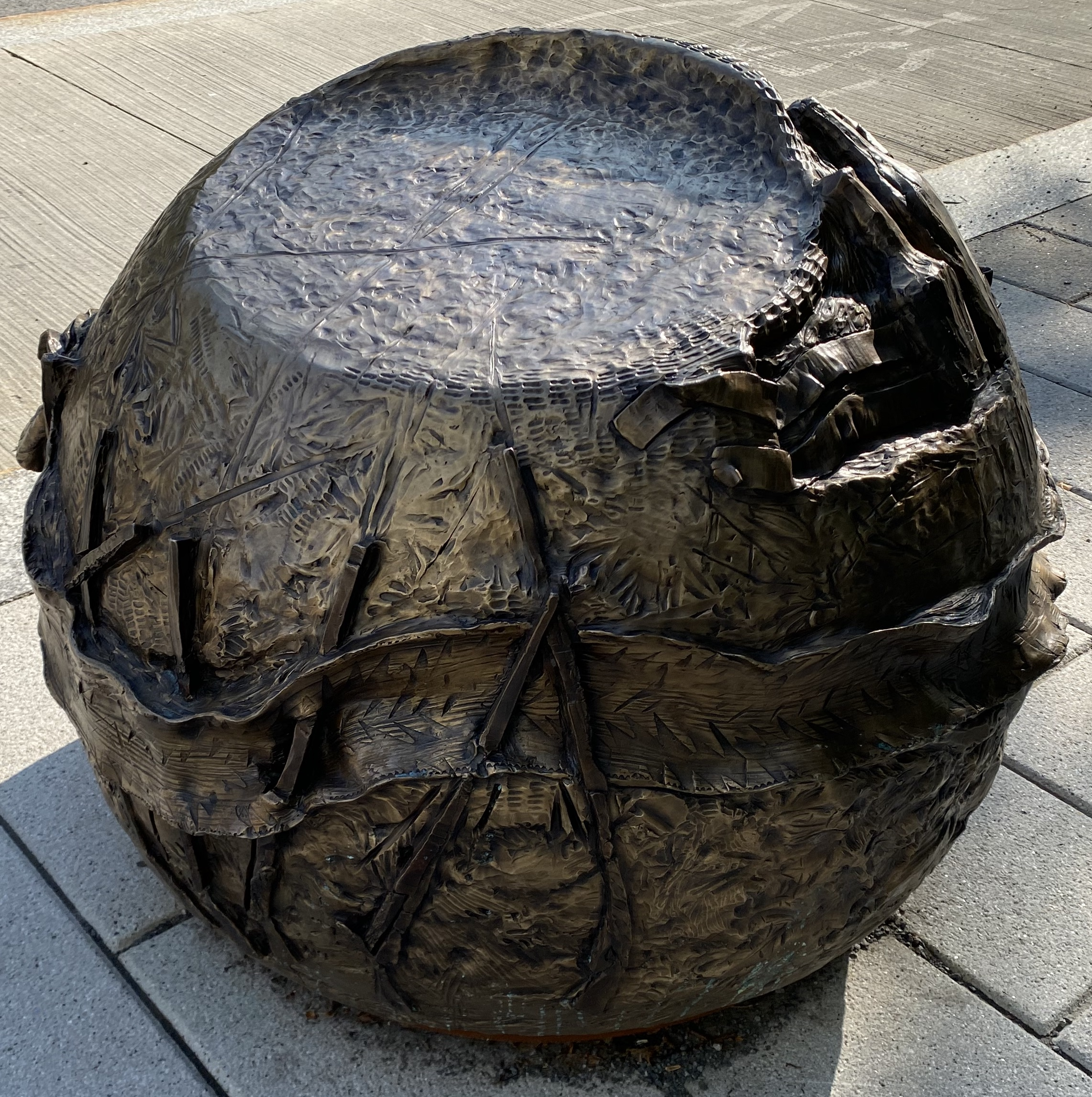

Détails de la sphère allochtone de l'artiste Kyra Revenko - station 5 - Échange (Commerce et Troc)
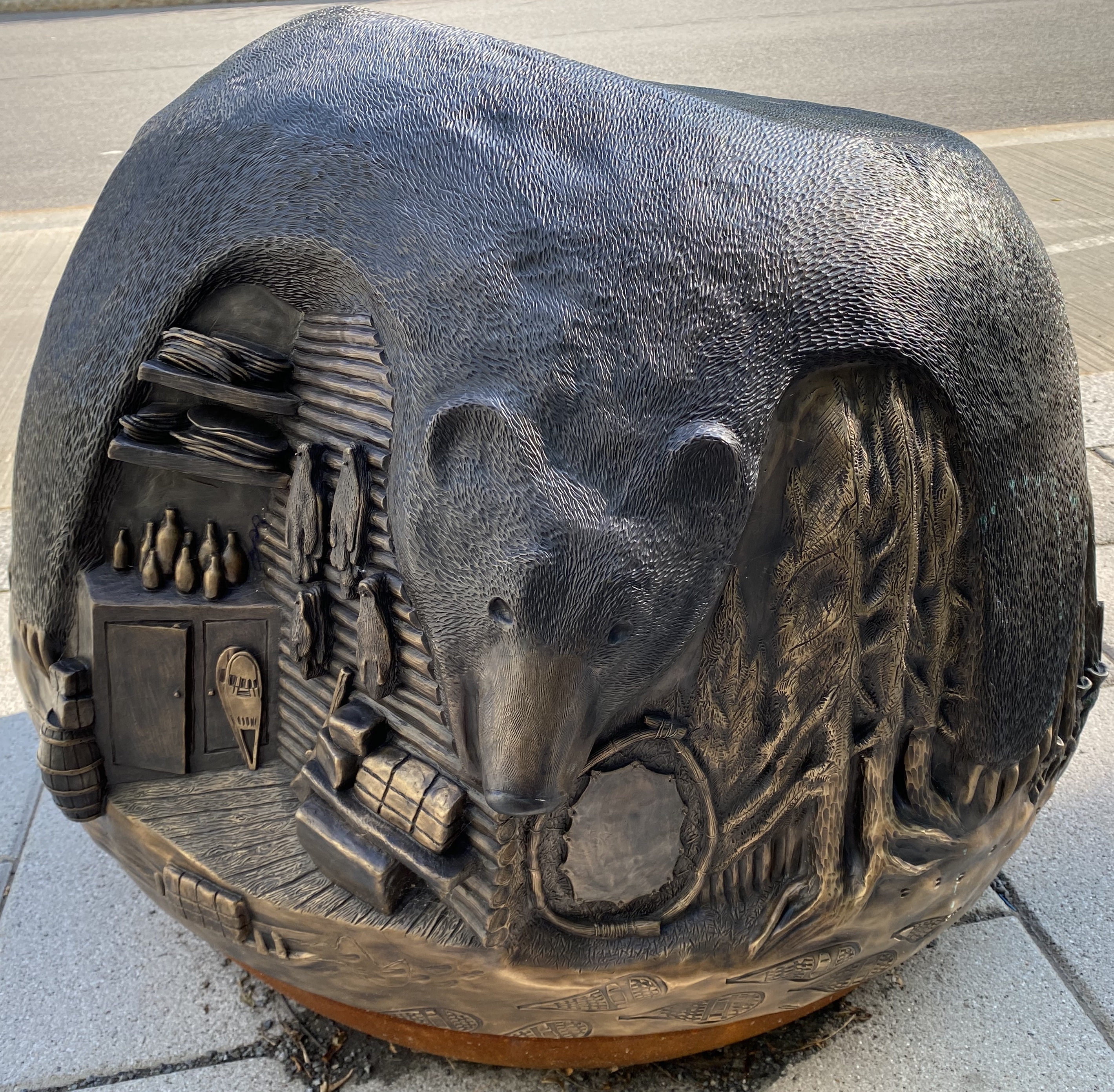
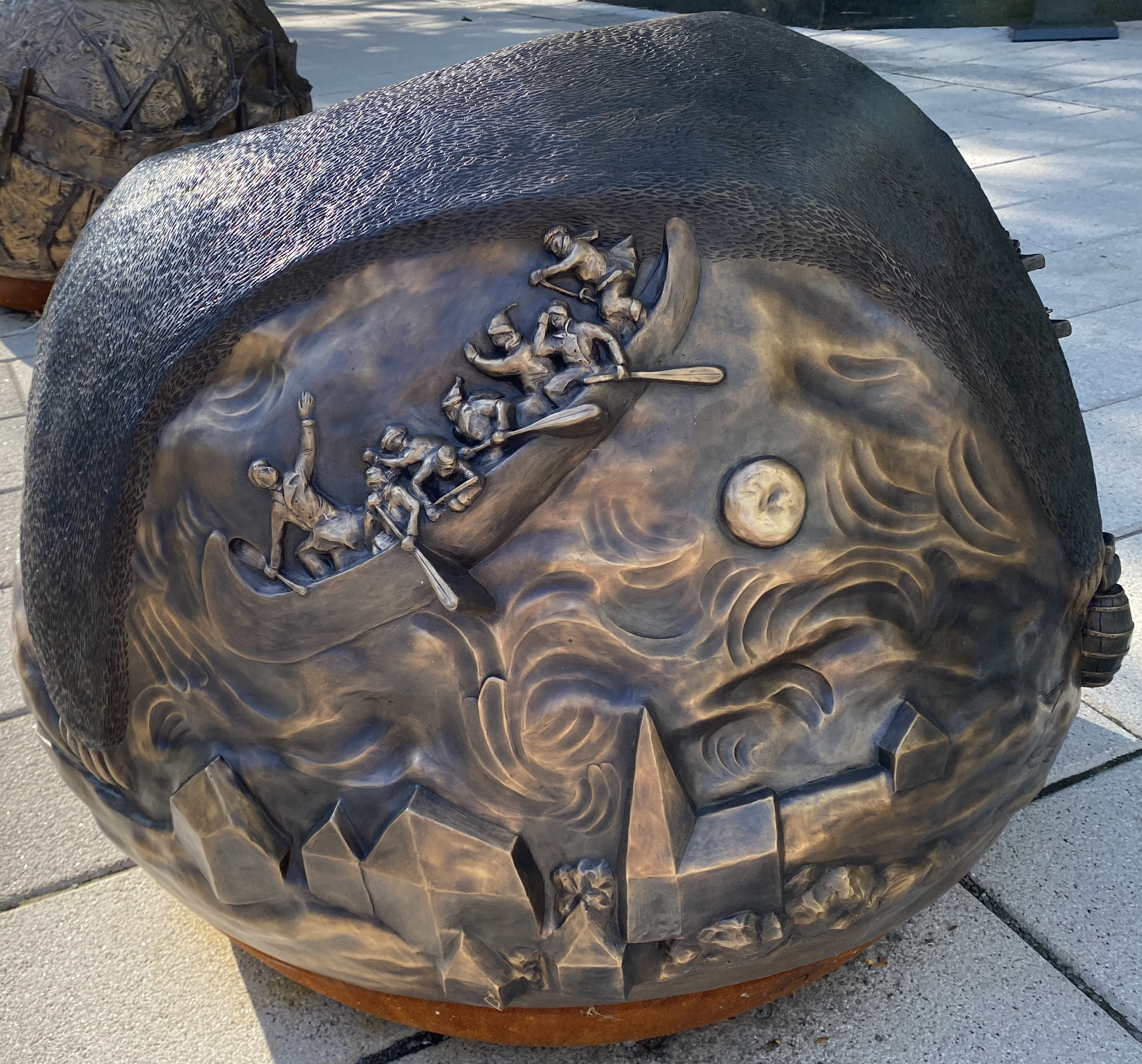
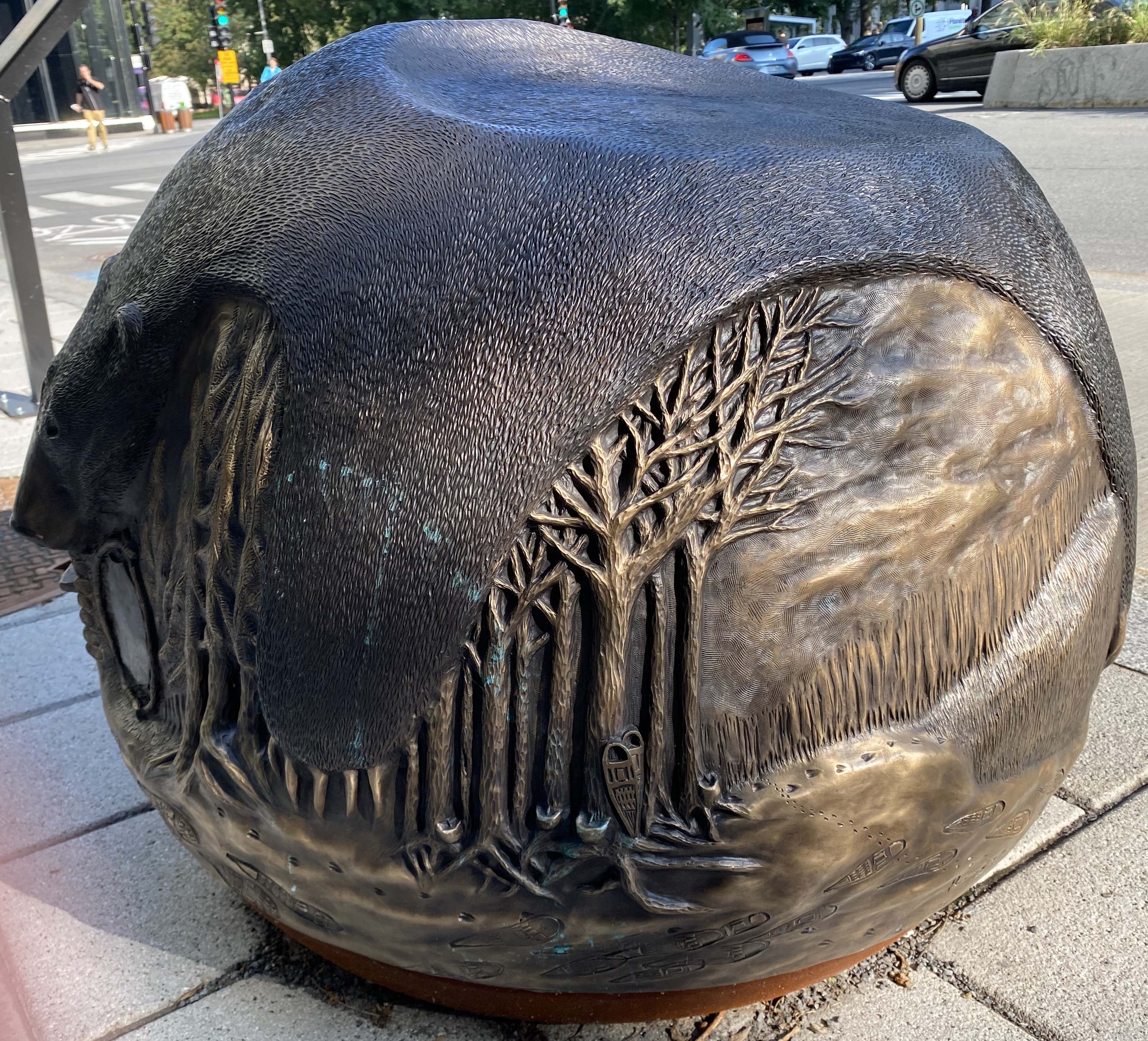

### Station 6
Thème en kanien’kéha : Áhsen nikontate’kèn:’a ase’shón:’a 
Thème en  français : Trois sœurs (Agriculture) 
Thème en  anglais : Three Sisters (Agriculture) 
Situation sur la rue Peel : Coin nord-est du boulevard de Maisonneuve O..

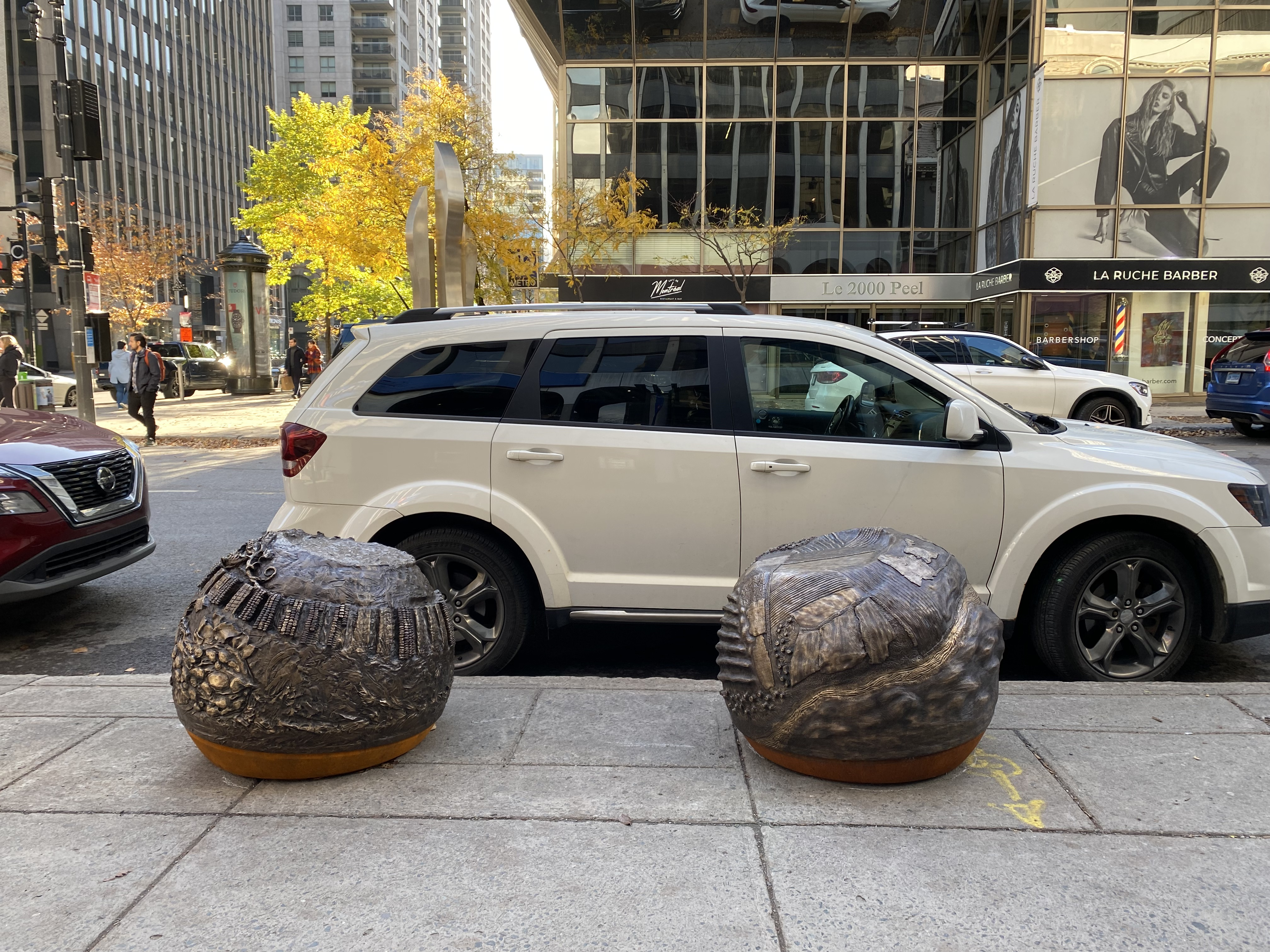
Station 6, Trois sœurs (Agriculture) - Vue en situation des deux sphères de bronze de MC Snow (à gauche) et Kyra Revenko (à droite)

Détails de la sphère autochtone de MC Snow - Station 6 - Trois sœurs (Agriculture)
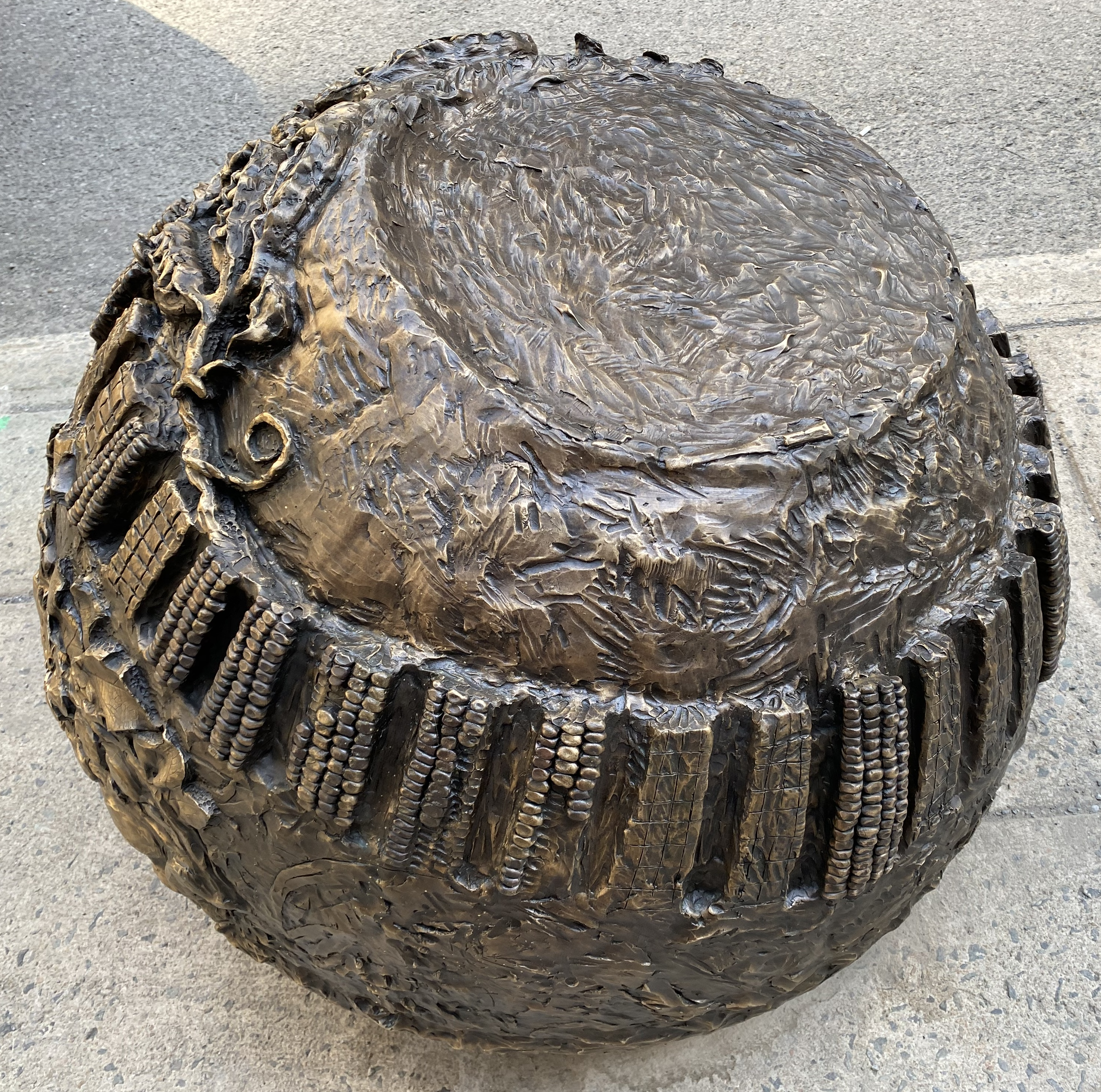
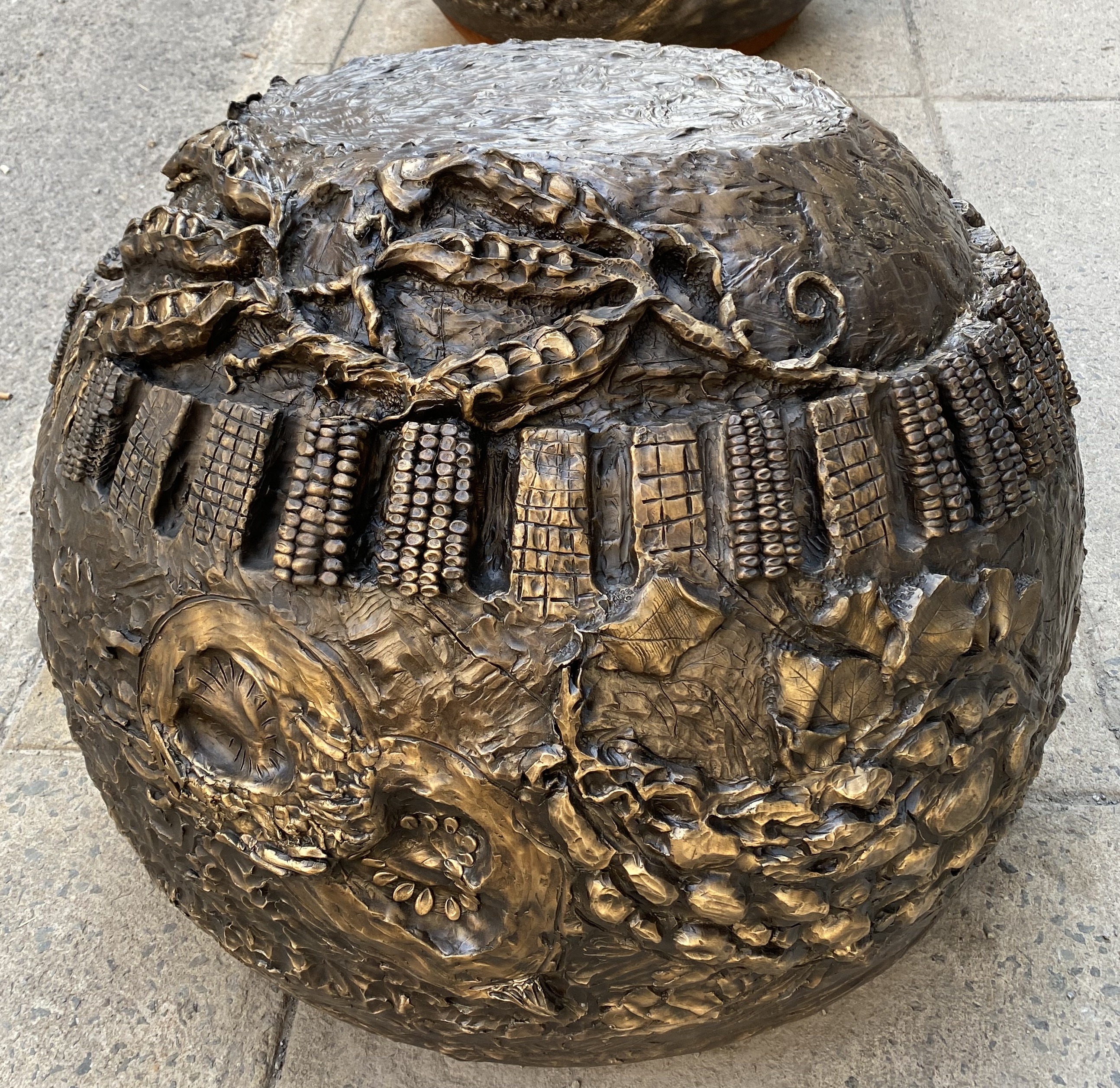
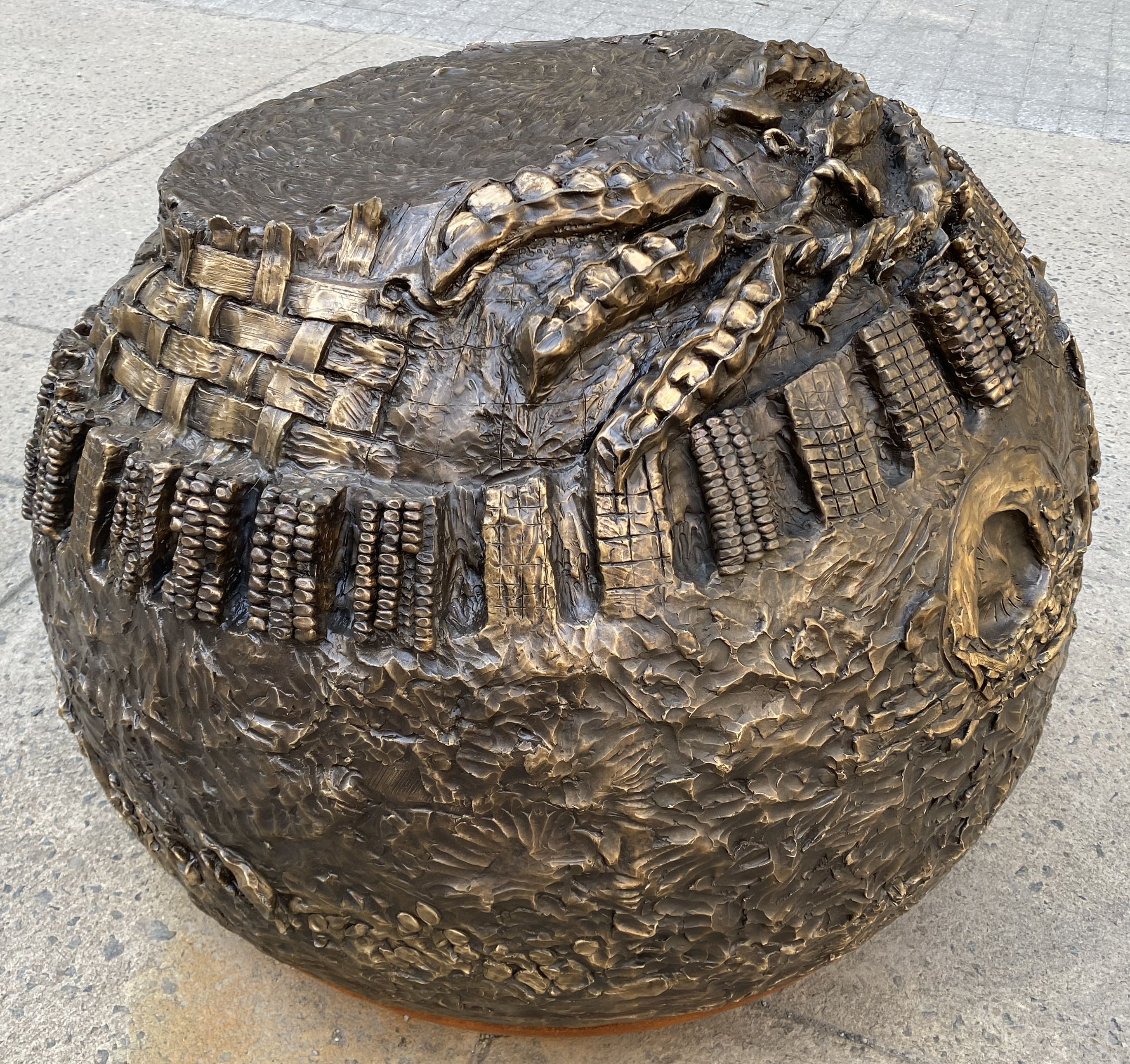

Détails de la sphère allochtone de Kyra Revenko - Station 6 - Trois sœurs (Agriculture)
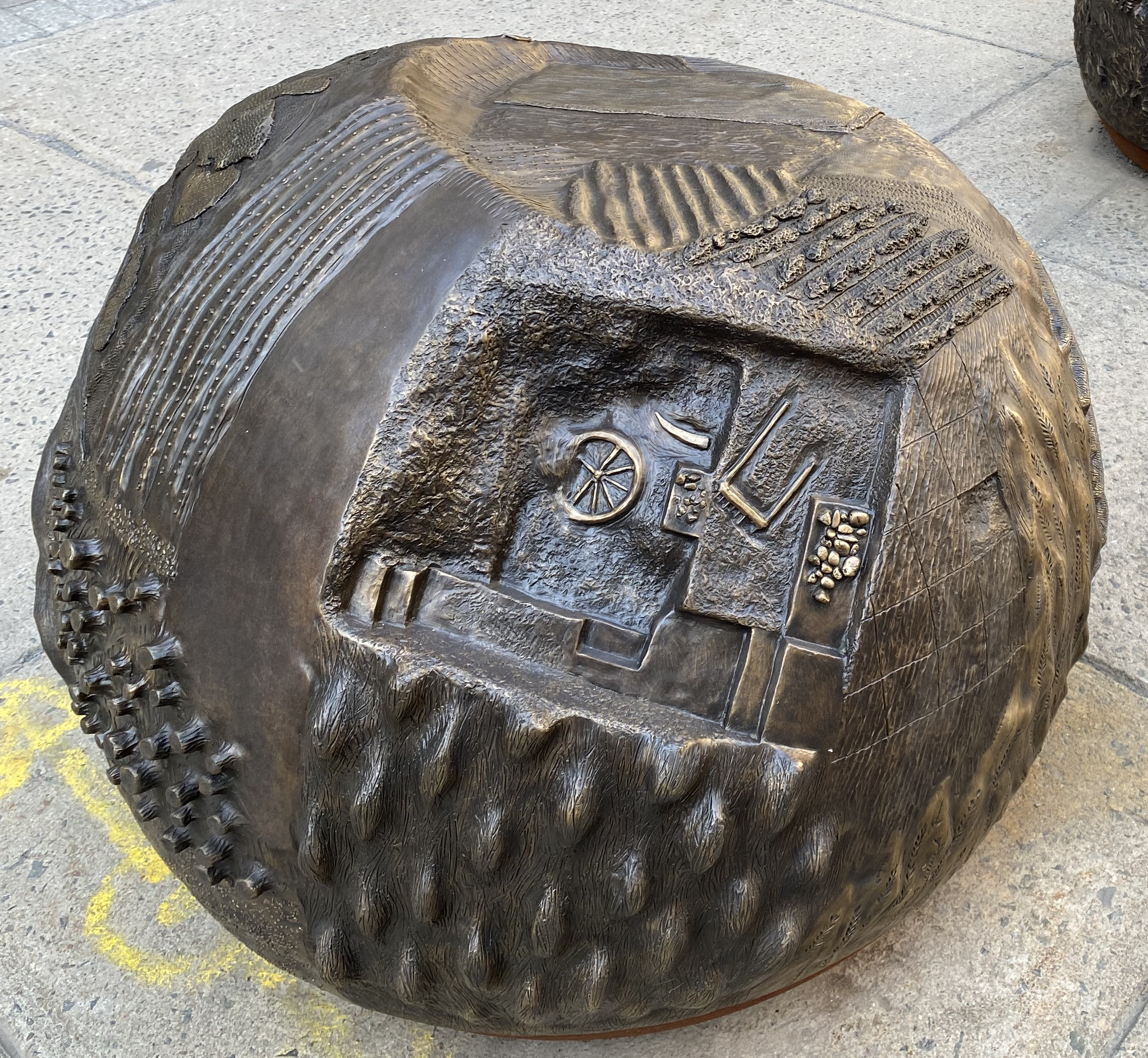
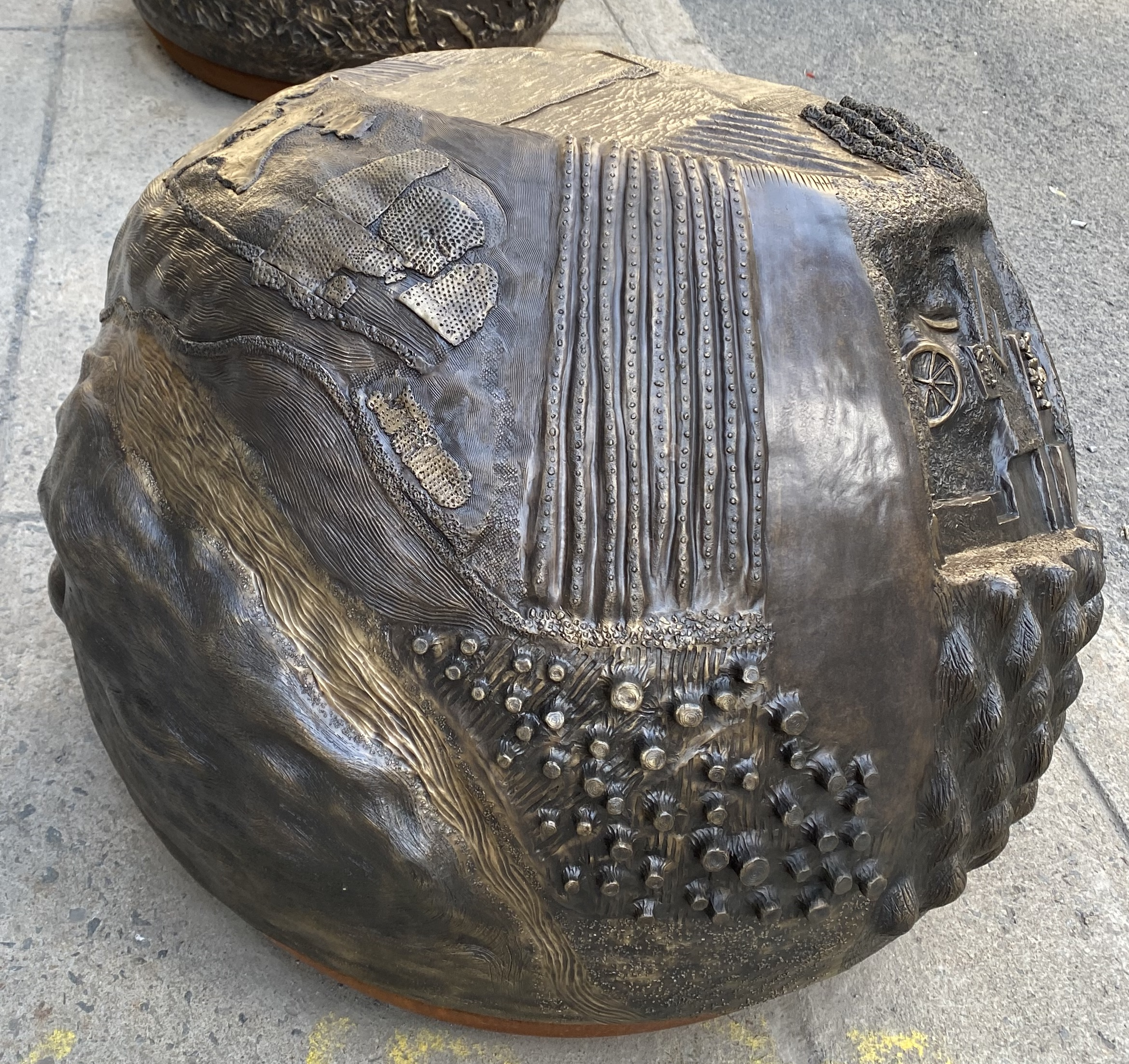
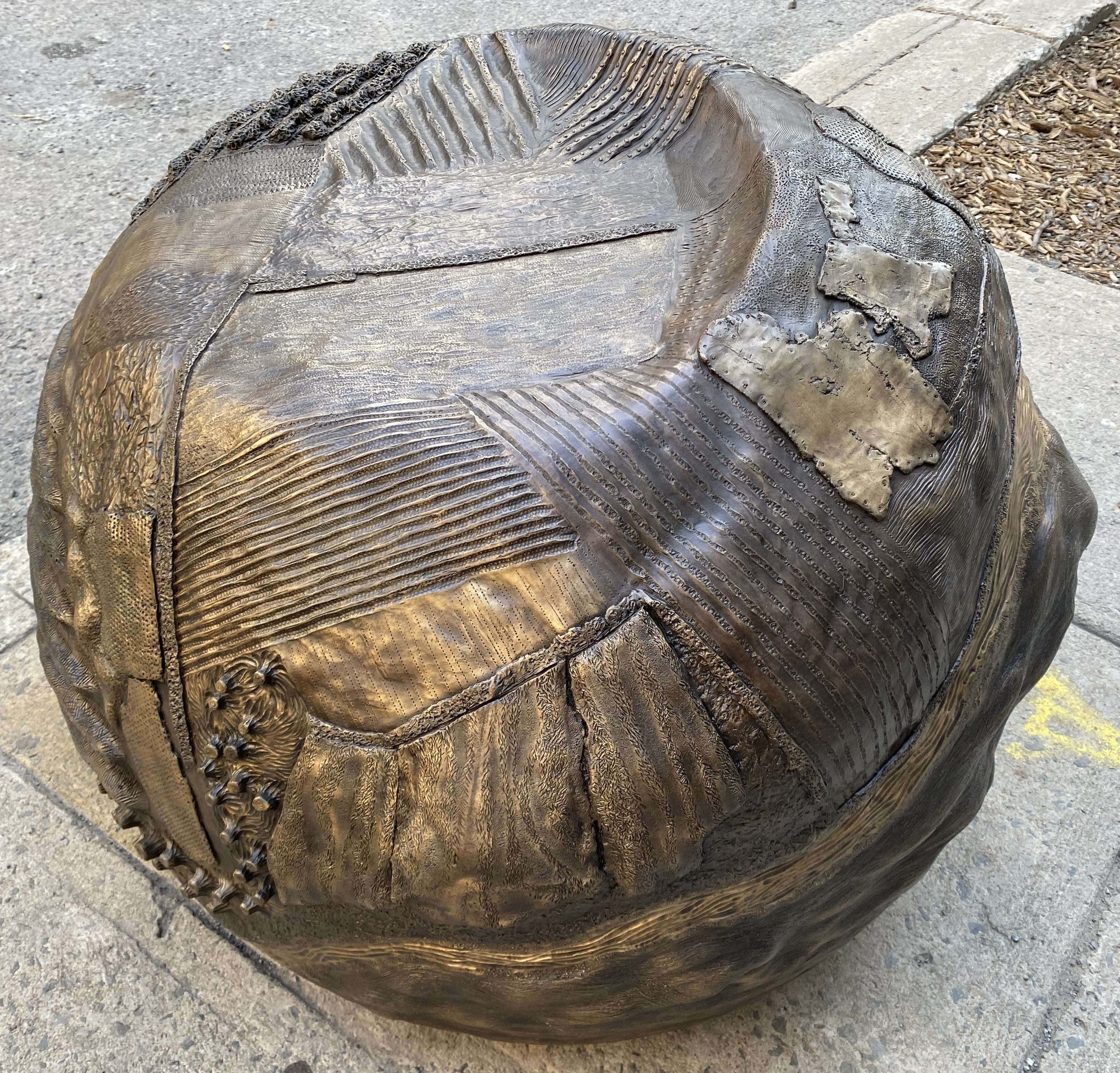

### Station 7
Thème en kanien’kéha : Kanonhraró:ron 
Thème en  français : Lieu de rassemblement (Lieux de mémoires) 
Thème en  anglais : Gathering Place (Places of Memory) 
Situation sur la rue Peel : Côté Est, au nord de la rue Sherbrooke O..

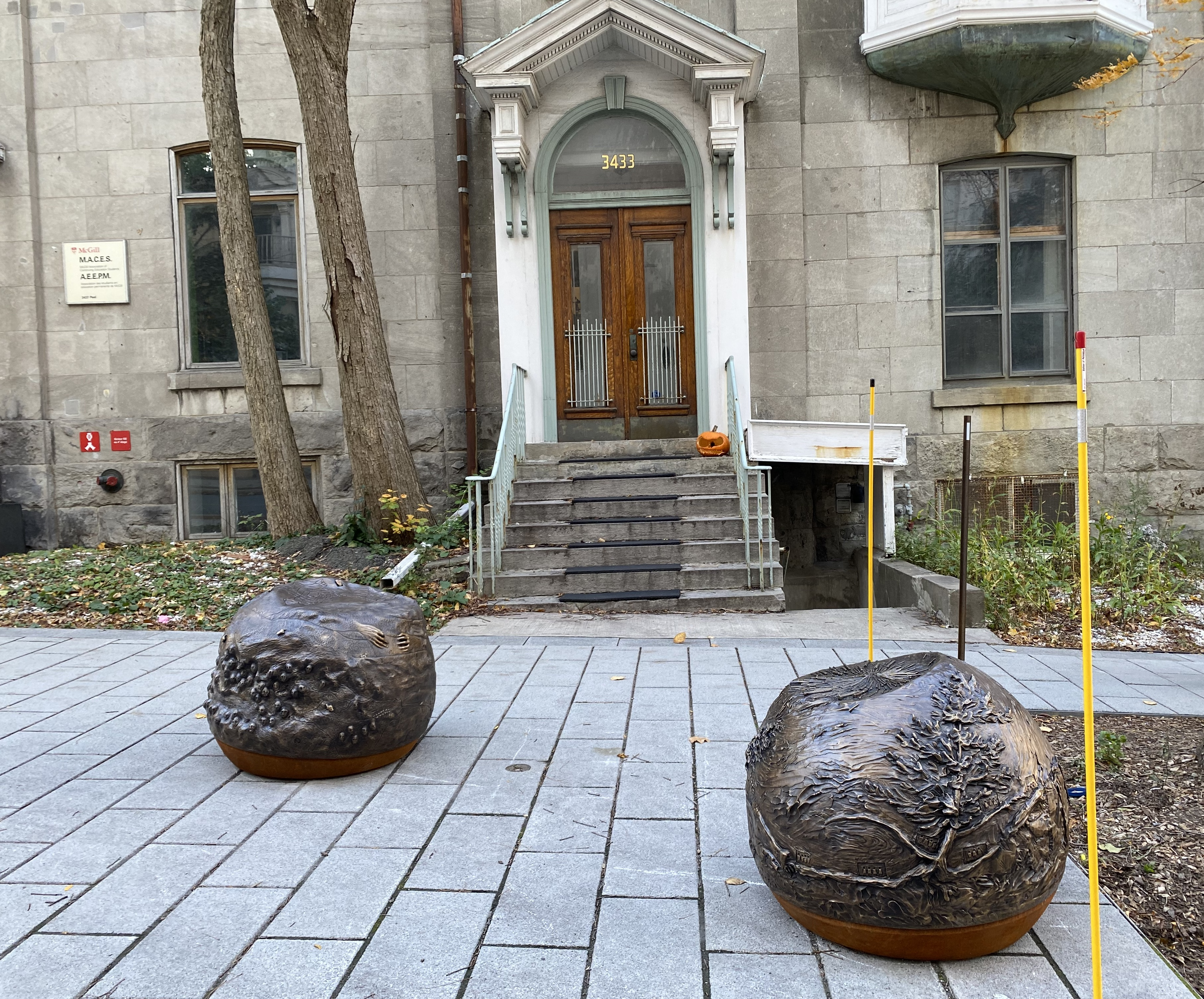
Station 7, Lieu de rassemblement - Vue en situation des deux sphères de bronze de Kyra Revenko (à gauche) et MC Snow (à droite)

Détails de la sphère autochtone de MC Snow - Station 7 - Lieux de mémoires
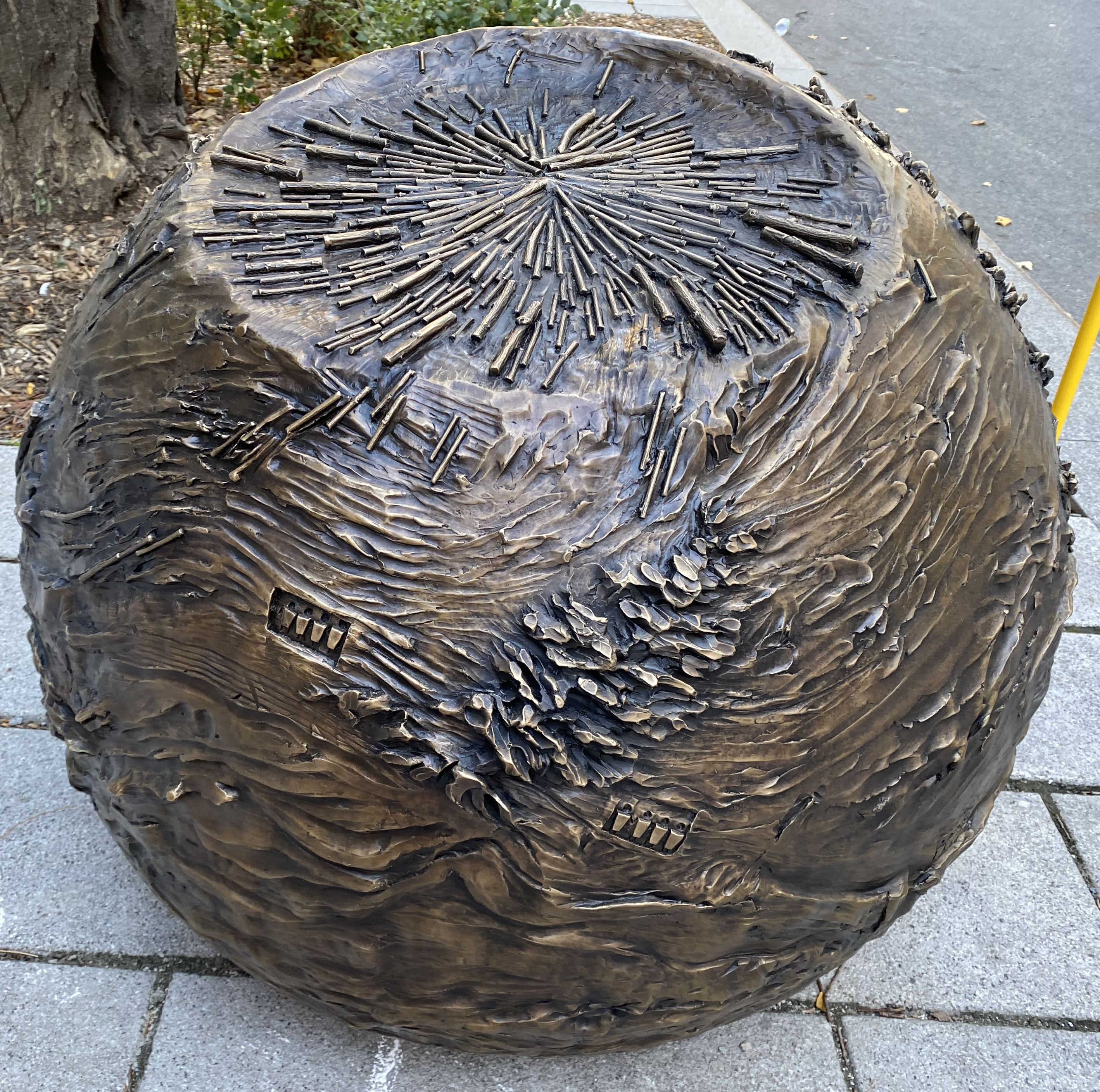
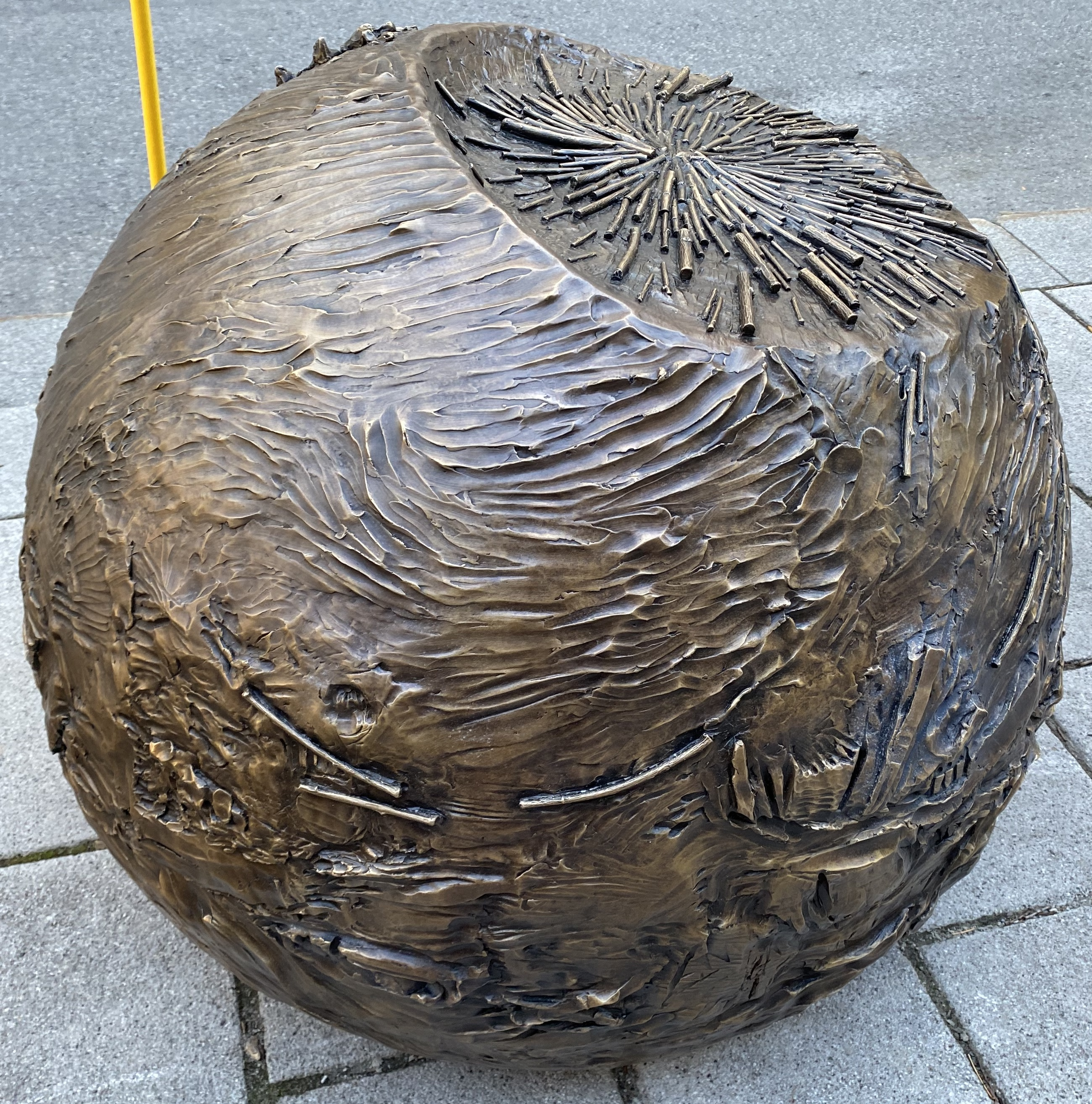
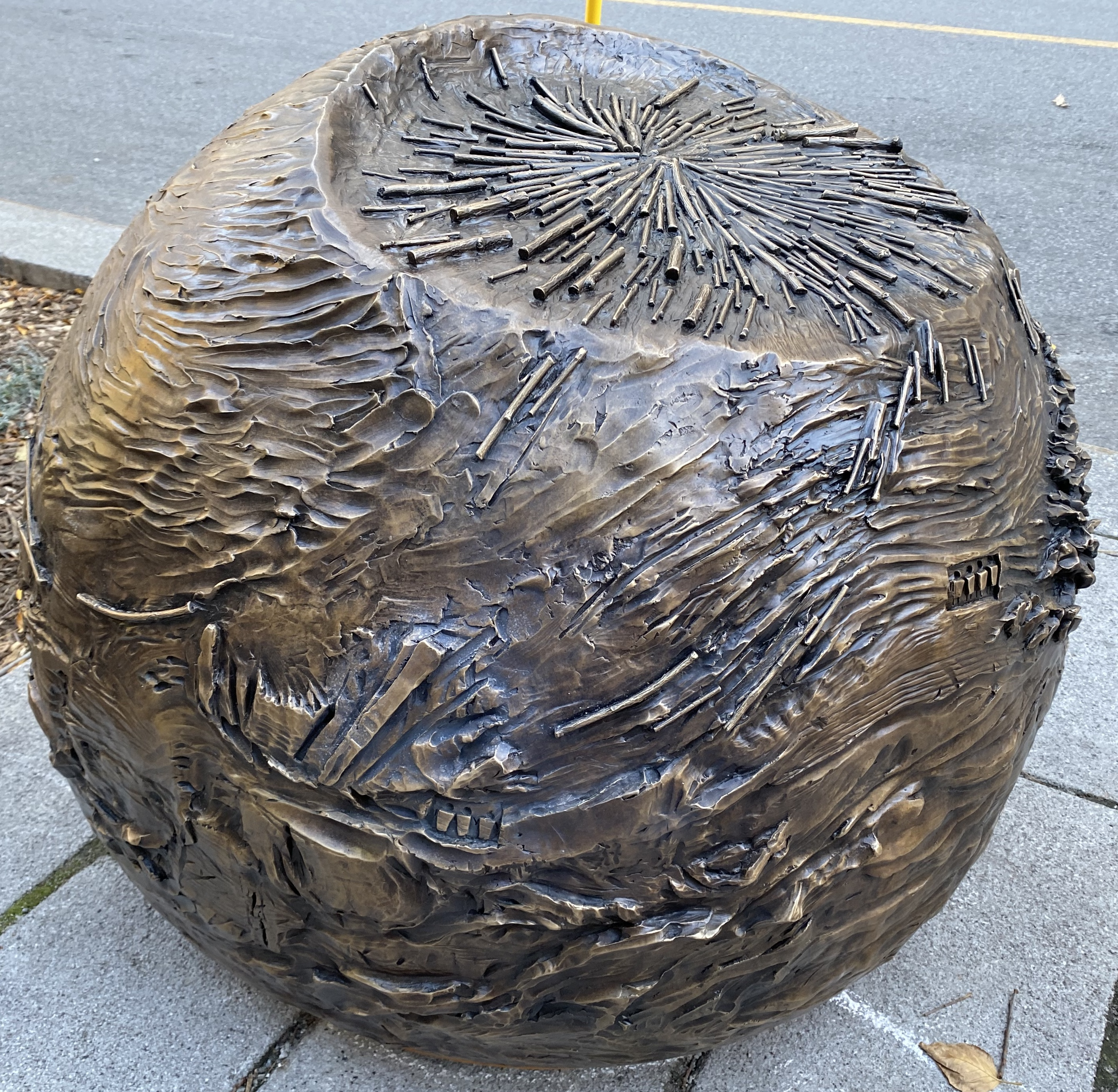

Détails de la sphère allochtone de Kyra Revenko - Station 7 - Lieux de mémoires
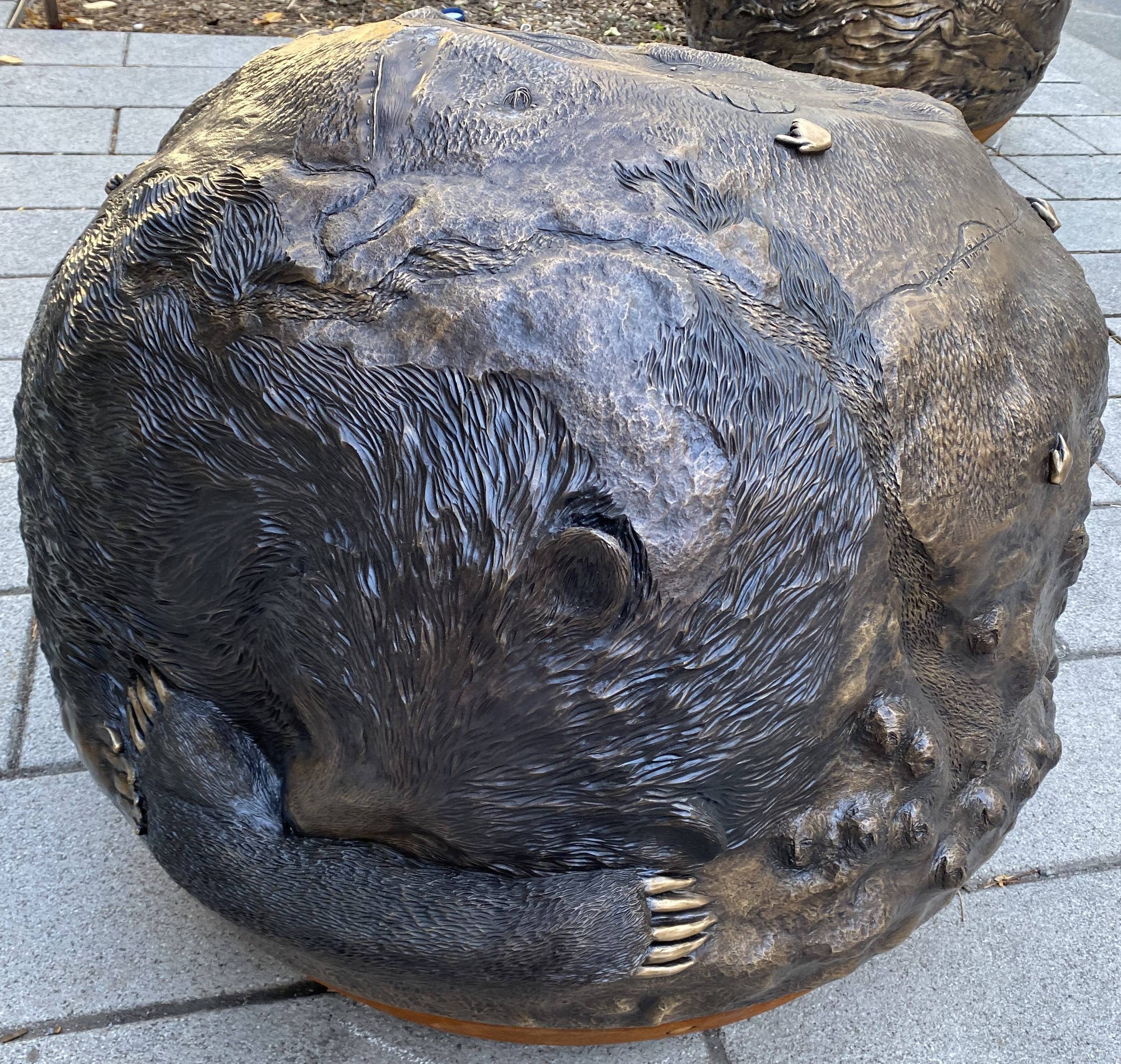
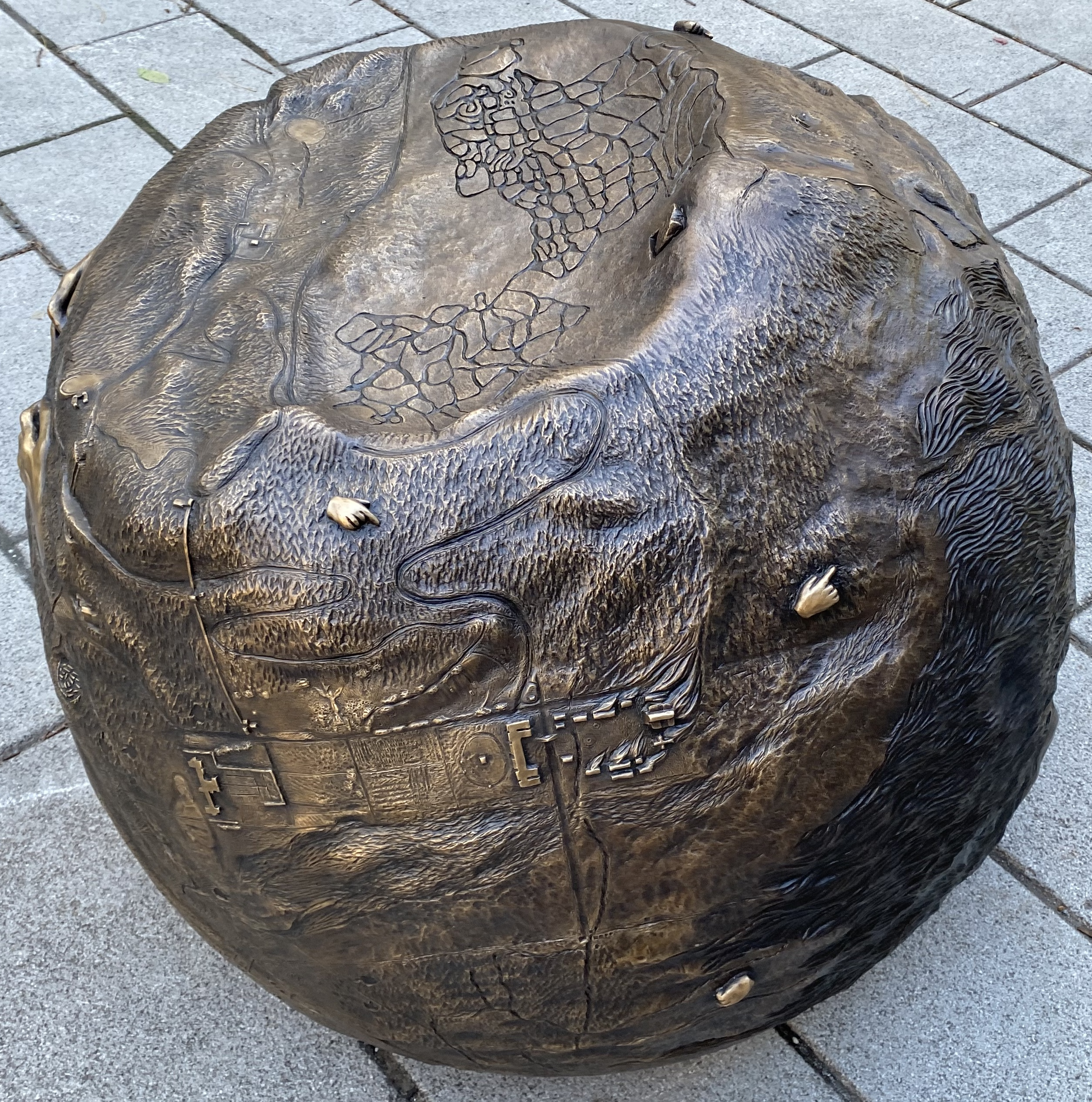
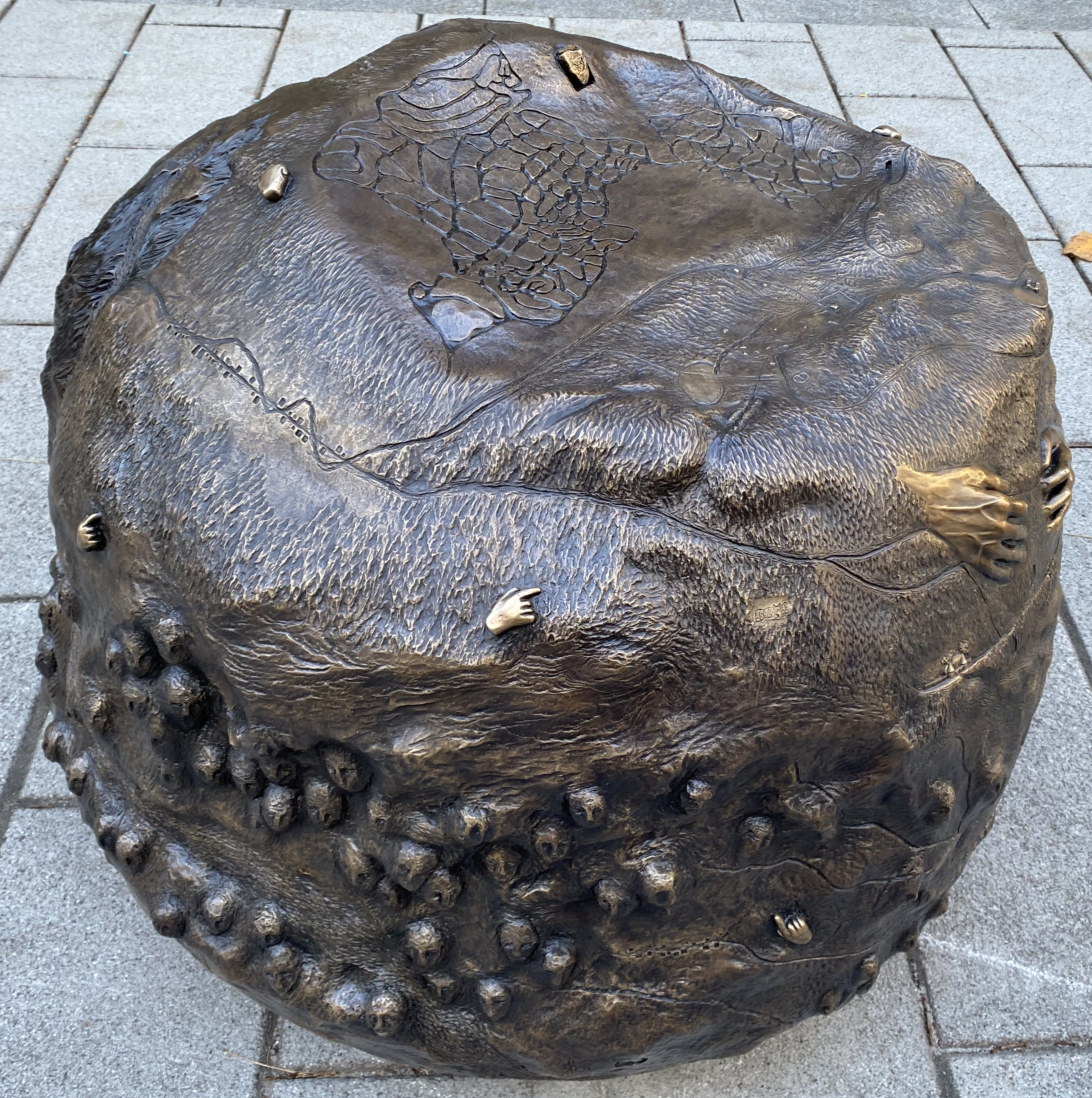

### Station 8
Thème en kanien’kéha : O’tá:ra ionnià:ton kátste 
Thème en  français : Vaisseaux en argile (Poterie) 
Thème en  anglais : Clay Vessels (Pottery) 
Situation sur la rue Peel : Côté Est, entre la rue Sherbrooke O. et l'avenue du Docteur Penfield.
Cette station est composée d'une seule sphère réalisée conjointement par les deux artistes MC Snow (autochtone) et Kyra Revenko (allochtone).

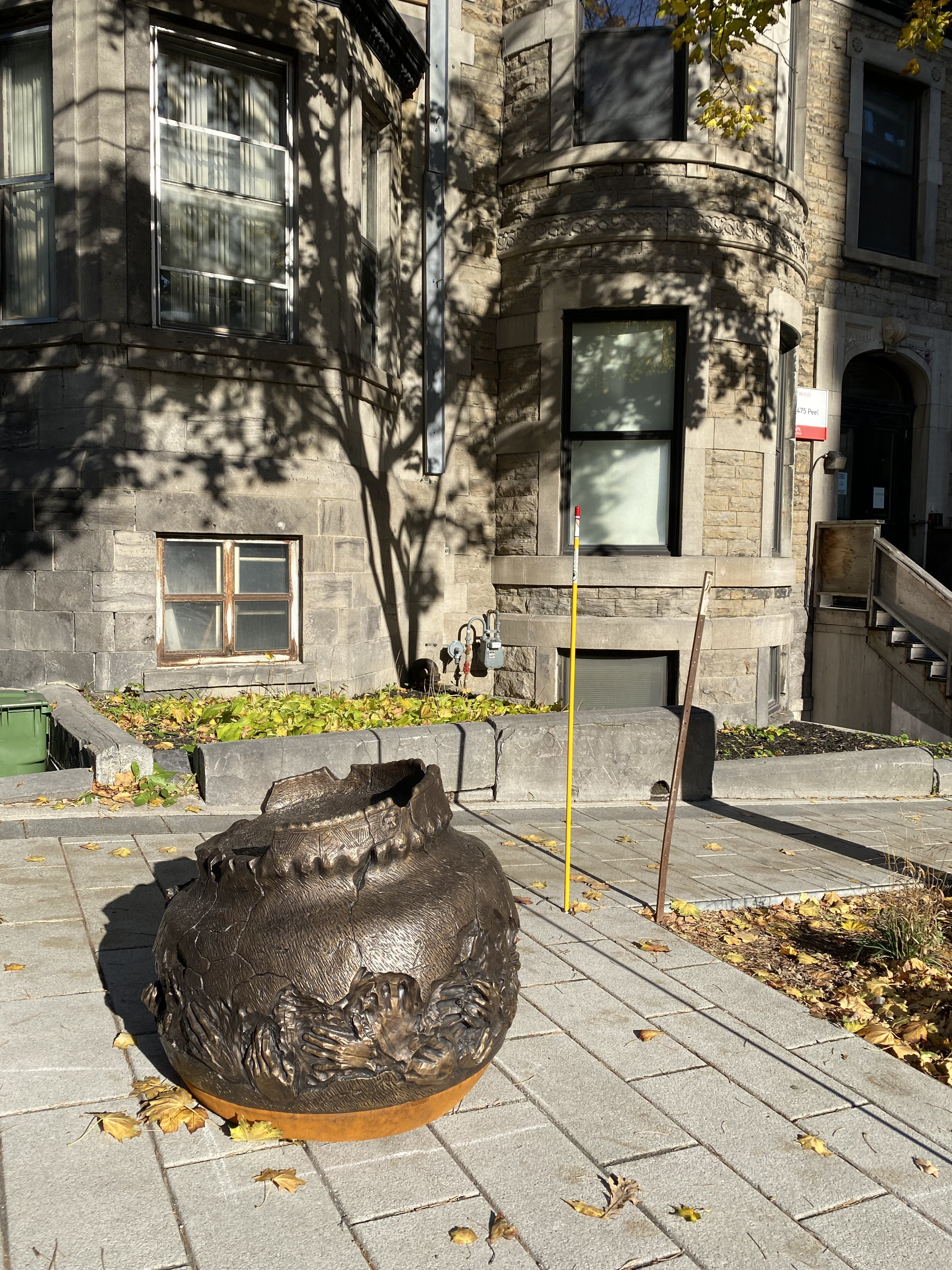
Station 8, Vaisseaux en argile (Poterie)- Vue en situation de la sphère commune de Kyra Revenko et MC Snow

Détails de la sphère commune des artistes MC Snow et Kyra Revenko - station 8 - Vaisseau d'argile
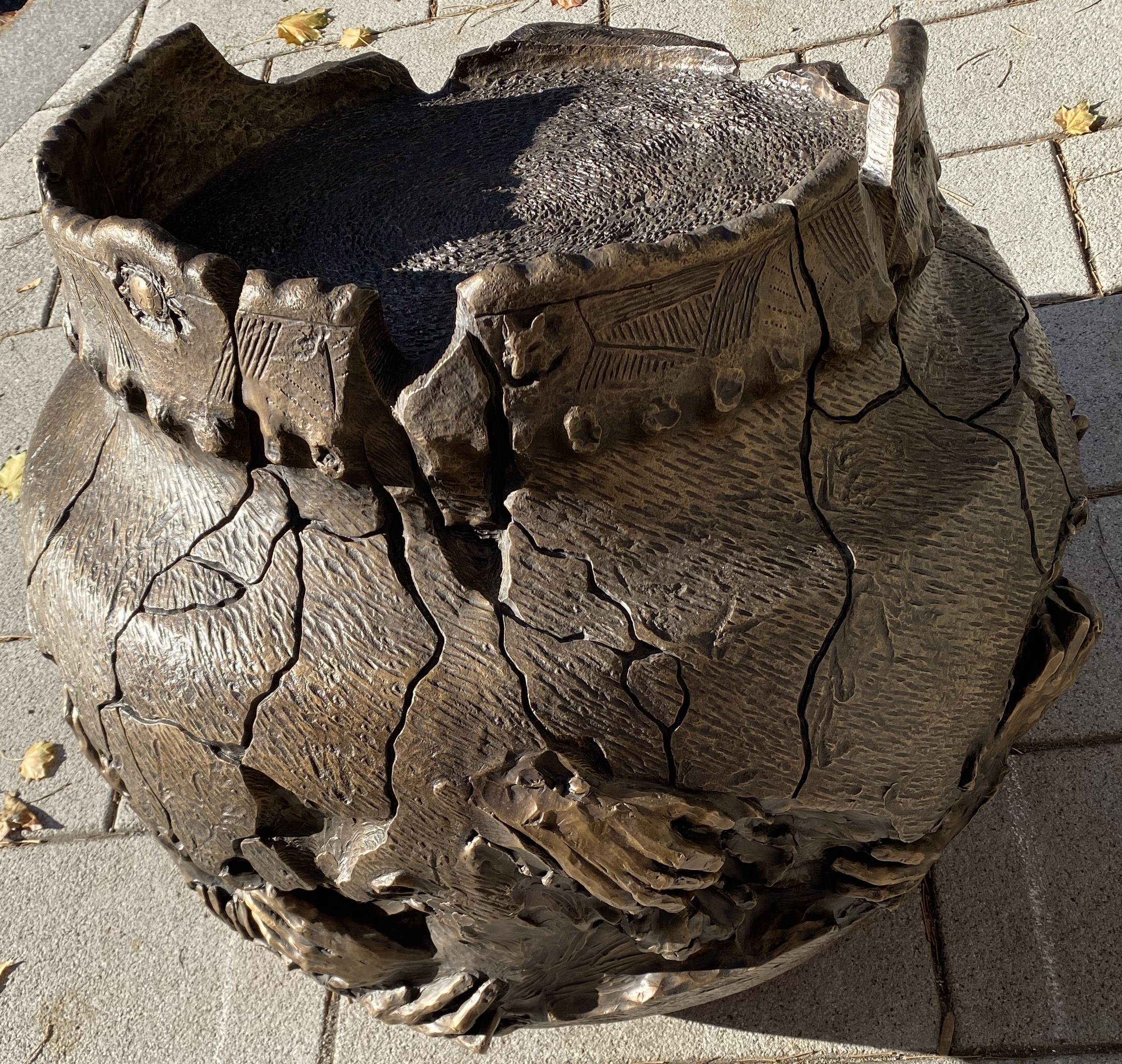
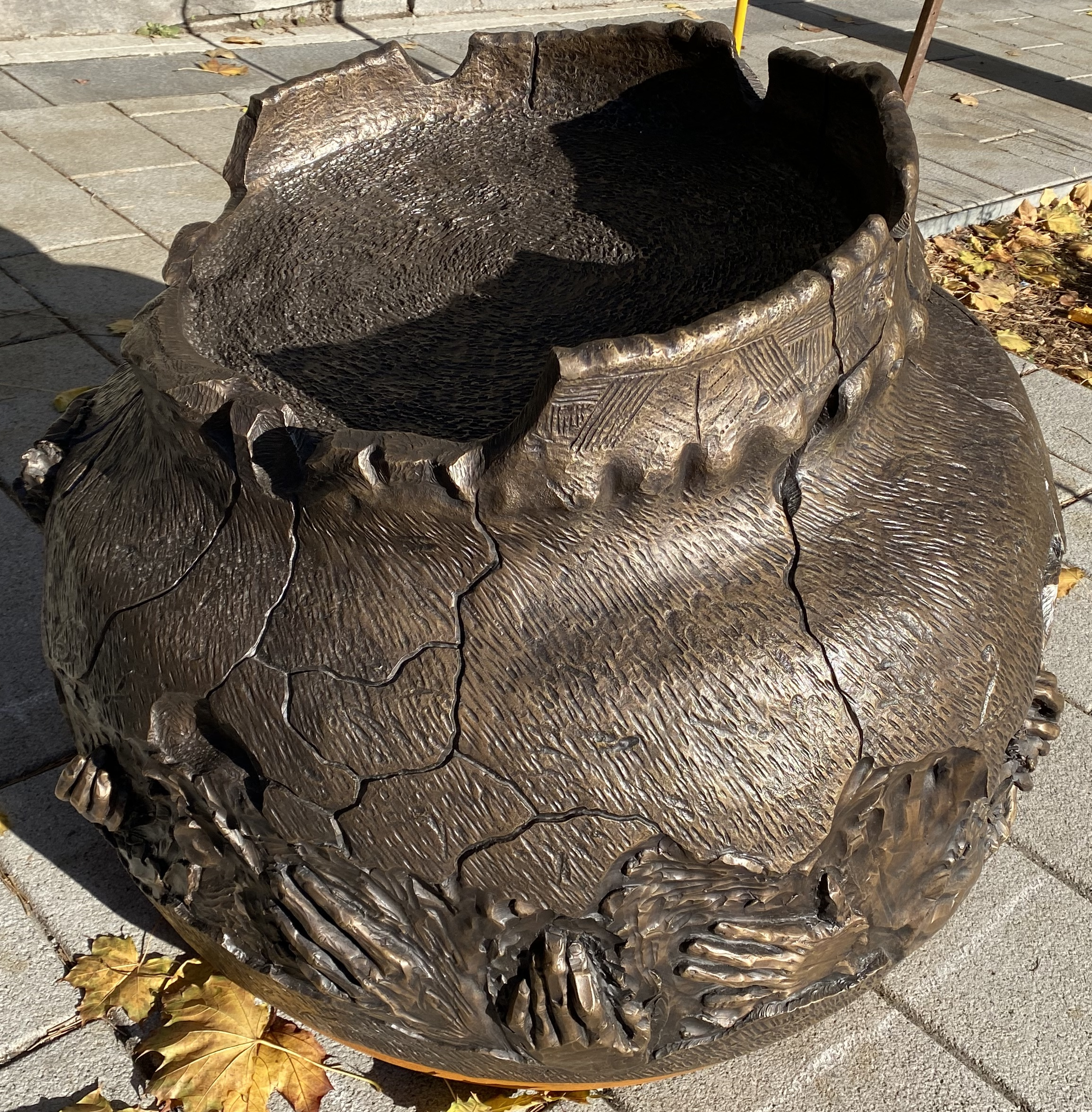
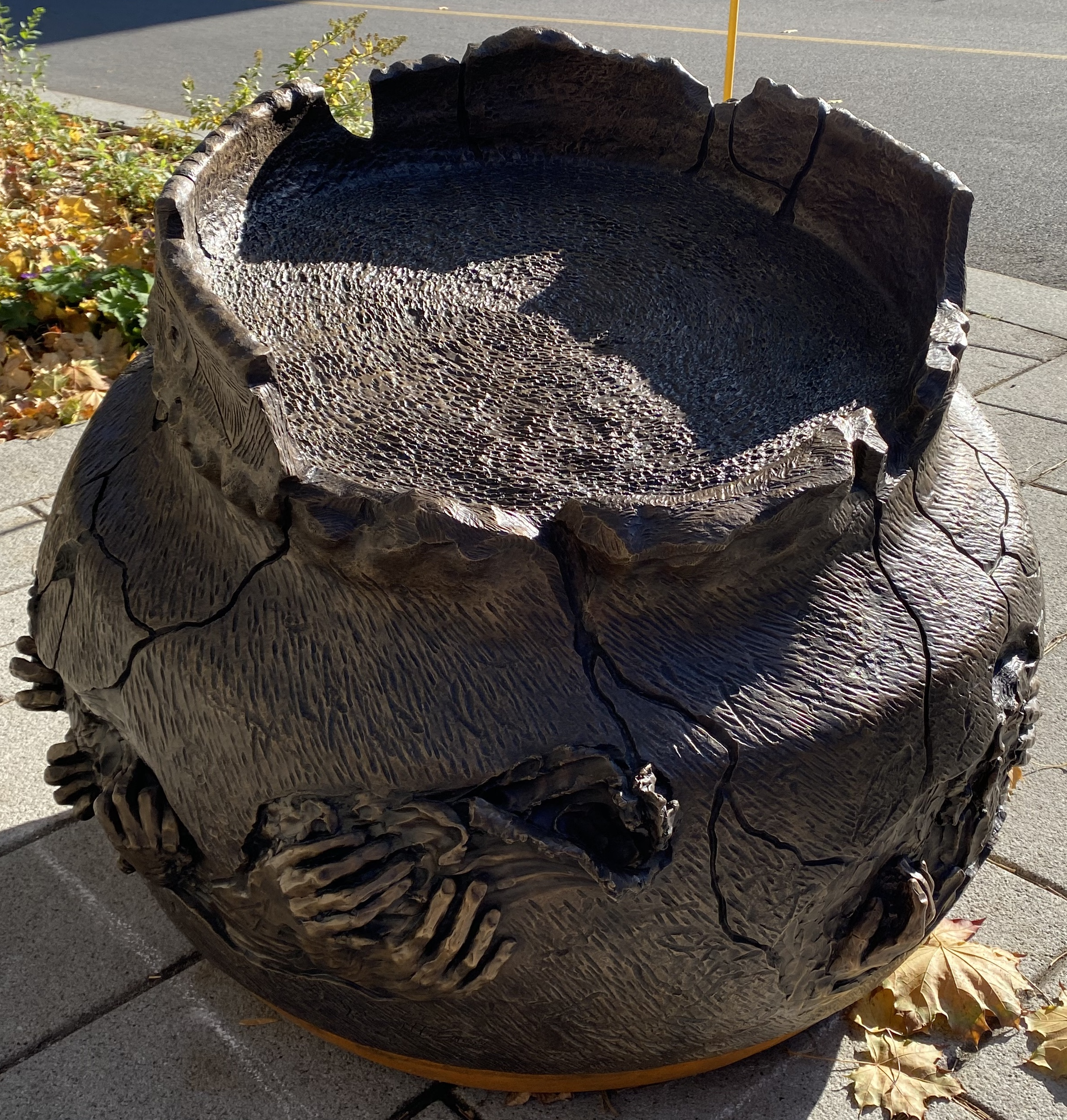

### Station 9
Thème en kanien’kéha : Tsi ní:ioht tsi tionkwé:non 
Thème en  français : Ce que nous tenons pour vrai (Tradition orale) 
Thème en  anglais : What We Know to Be True (Oral Tradition) 
Situation sur la rue Peel : Côté Ouest de la rue Peel, au nord de l'avenue du Docteur-Penfield. Les stations 9 (au sud) et 10 (au nord) sont proches l'une de l'autre.

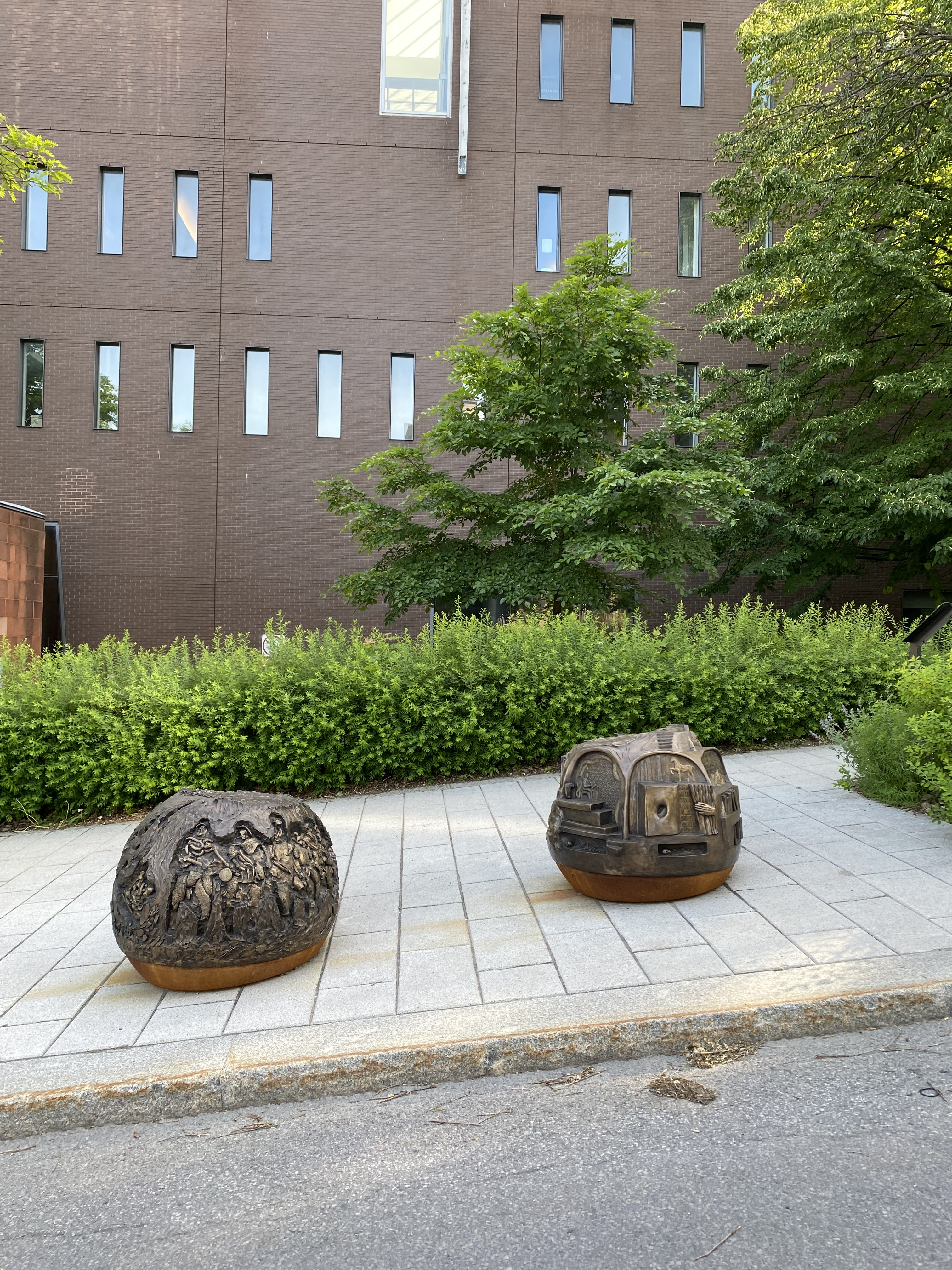
Station 9, Ce que nous tenons pour vrai (Tradition orale) - Vue en situation des deux sphères de bronze de Kyra Revenko (à gauche) et MC Snow (à droite)

Détails de la sphère autochtone de MC Snow - Station 9 - Ce que nous tenons pour vrai (Tradition orale)
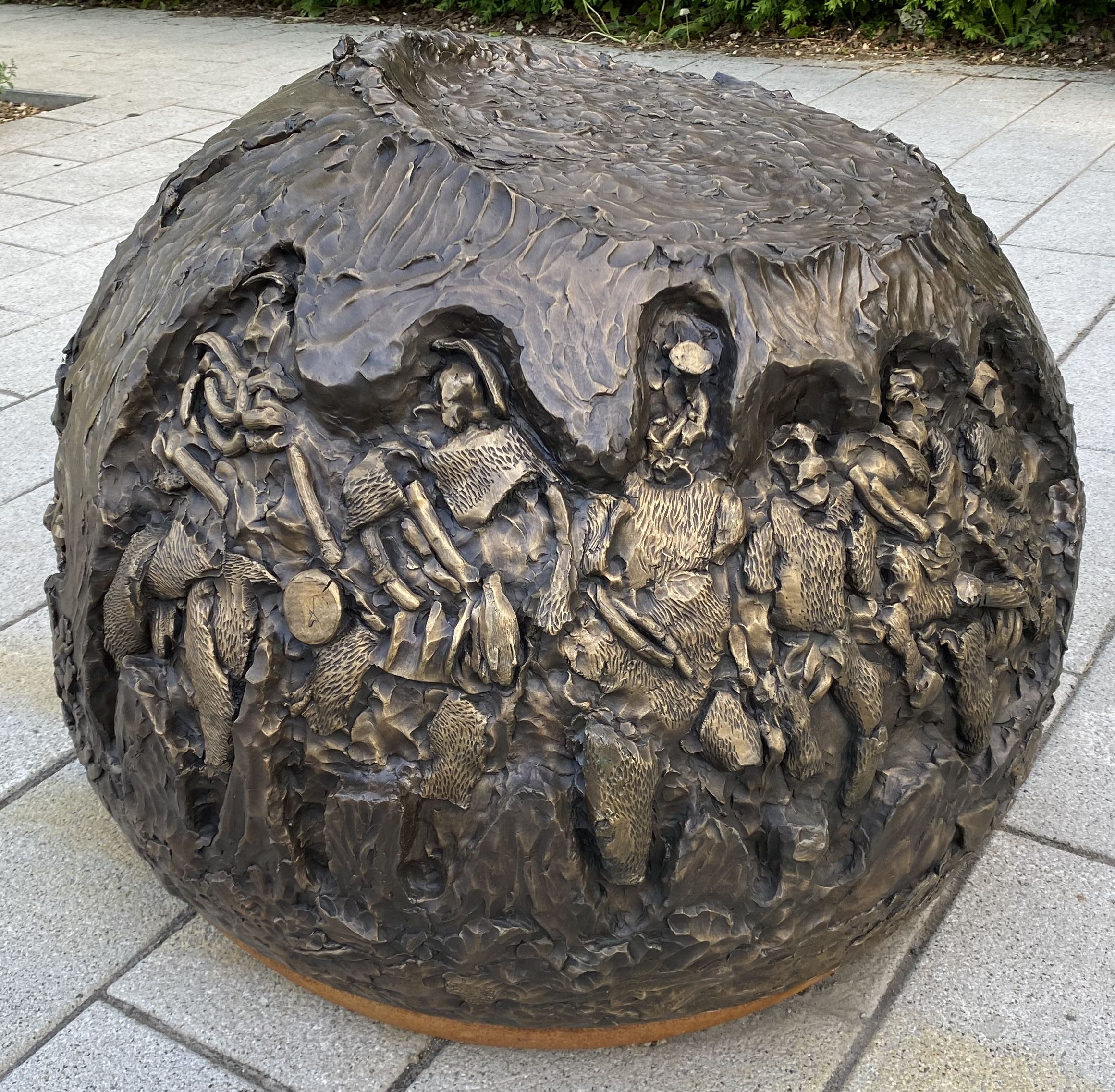
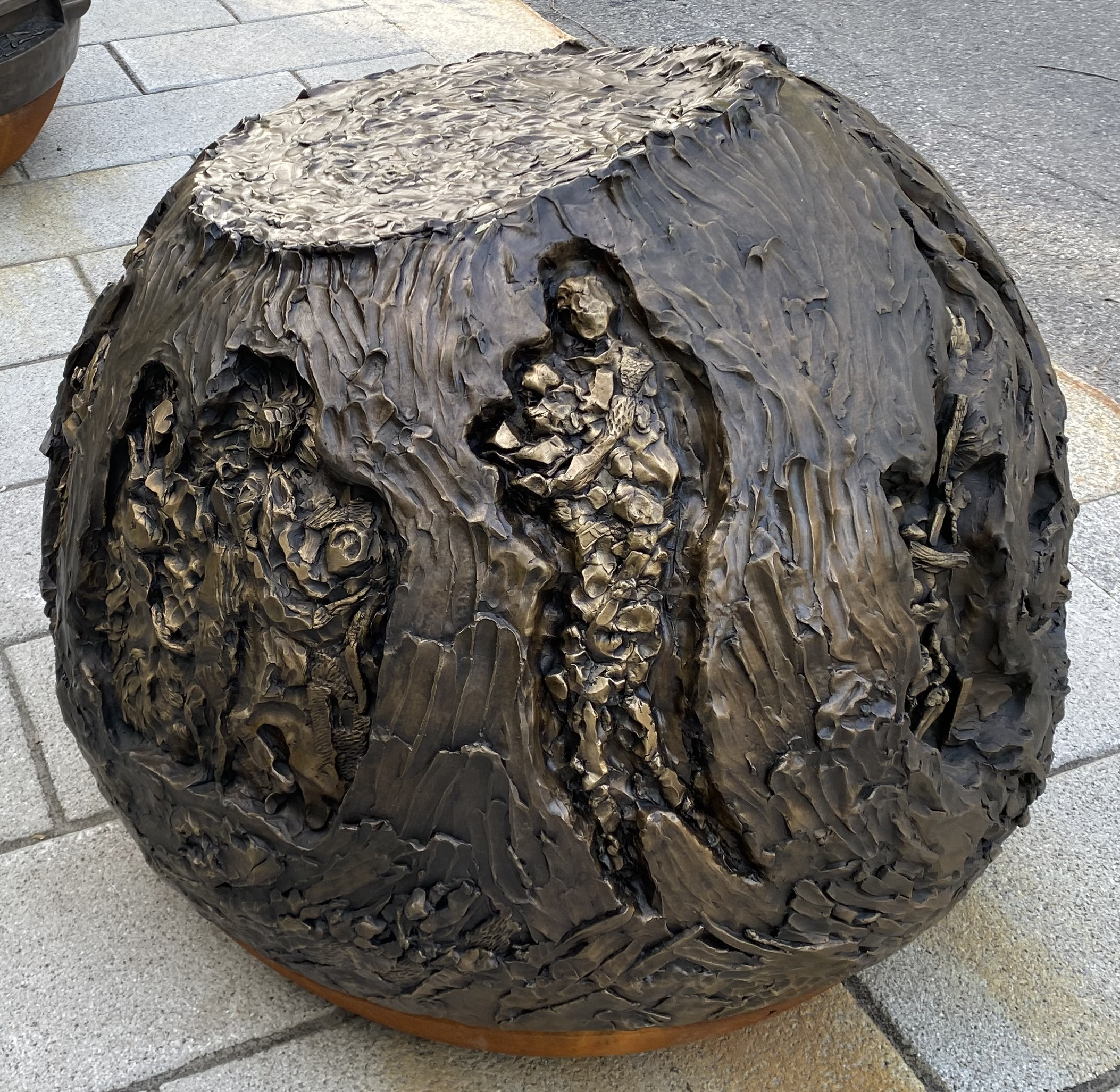
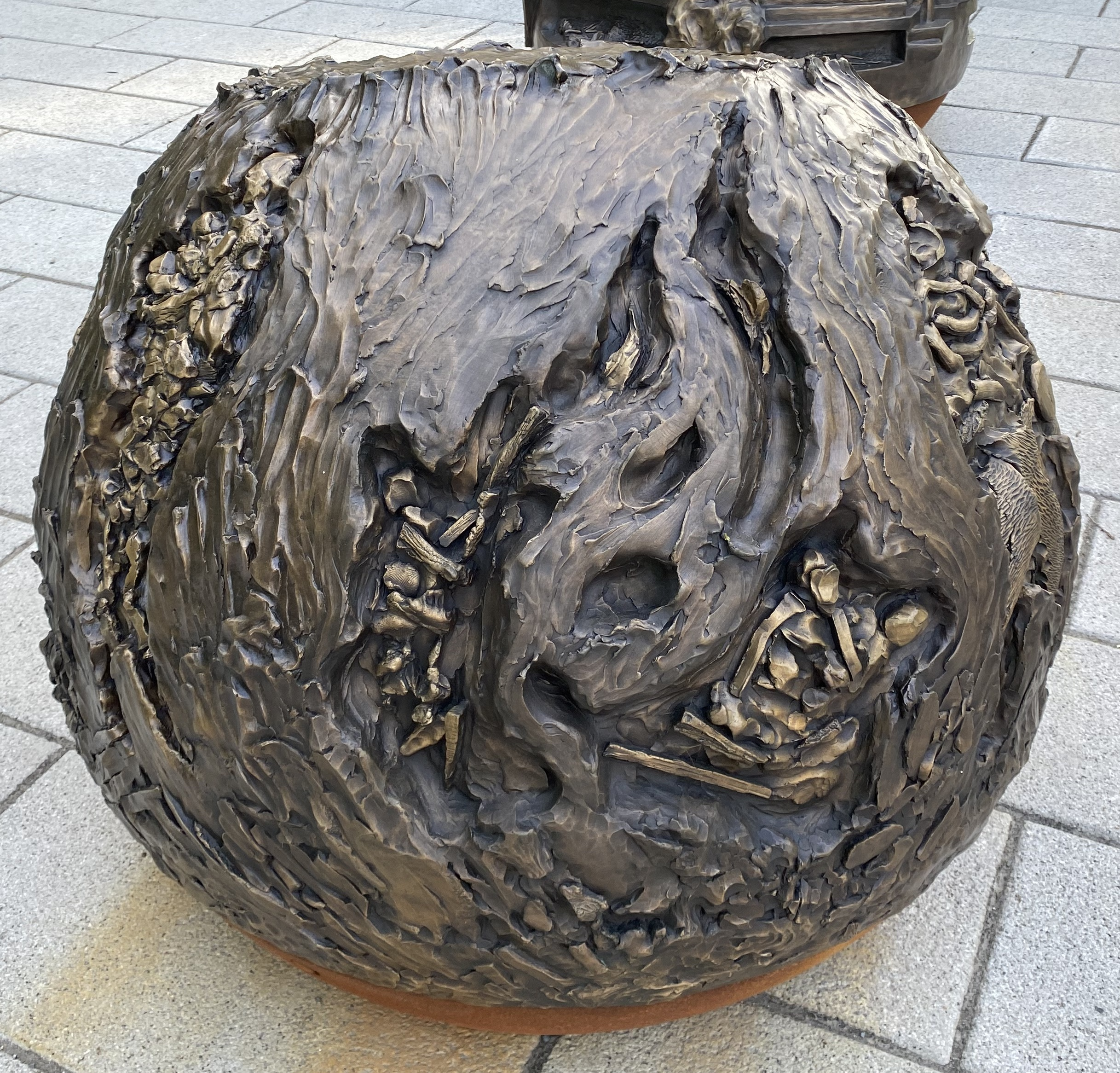

Détails de la sphère allochtone de Kyra Revenko - Station 9 - Ce que nous tenons pour vrai (Tradition orale)
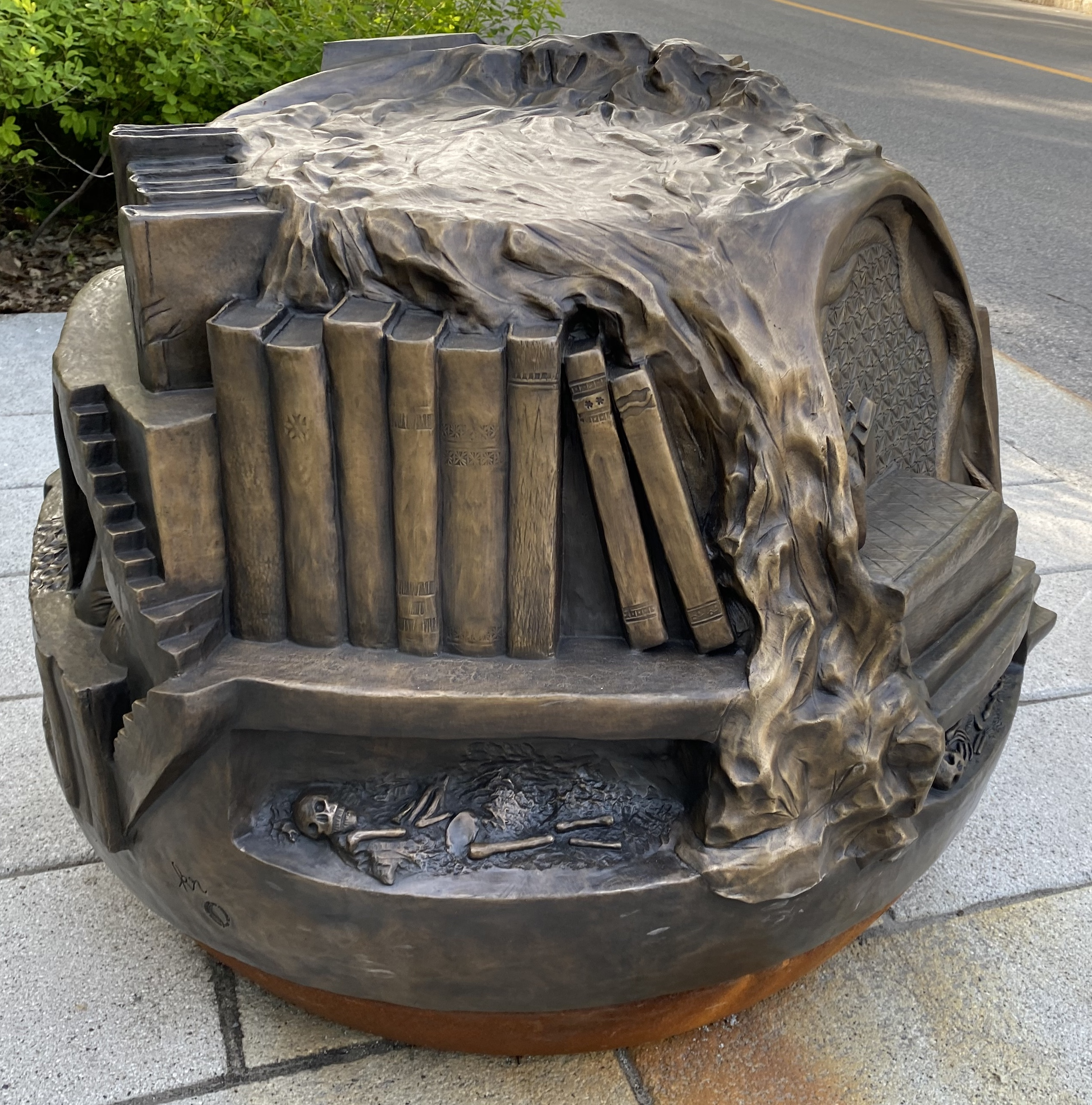
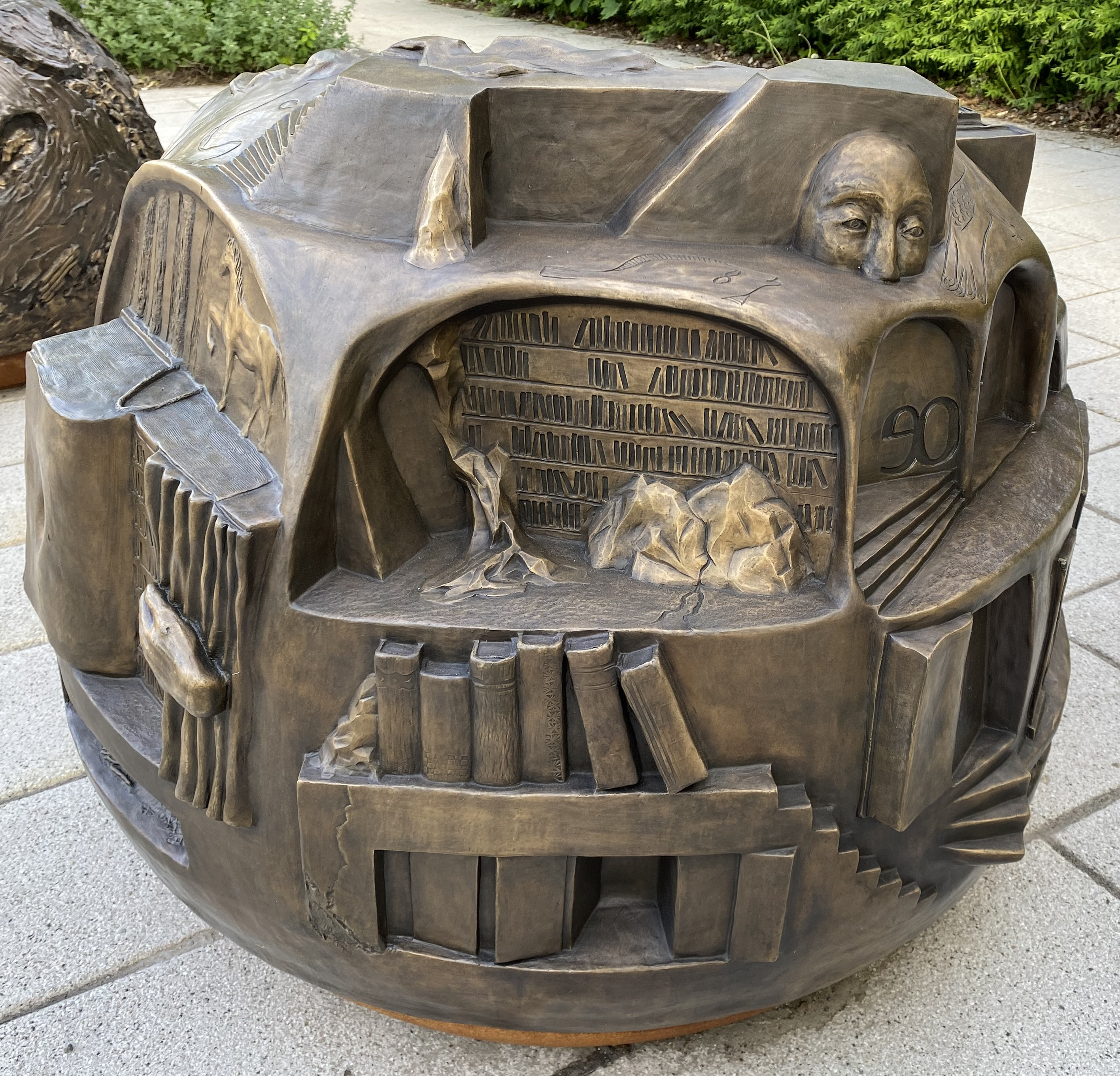
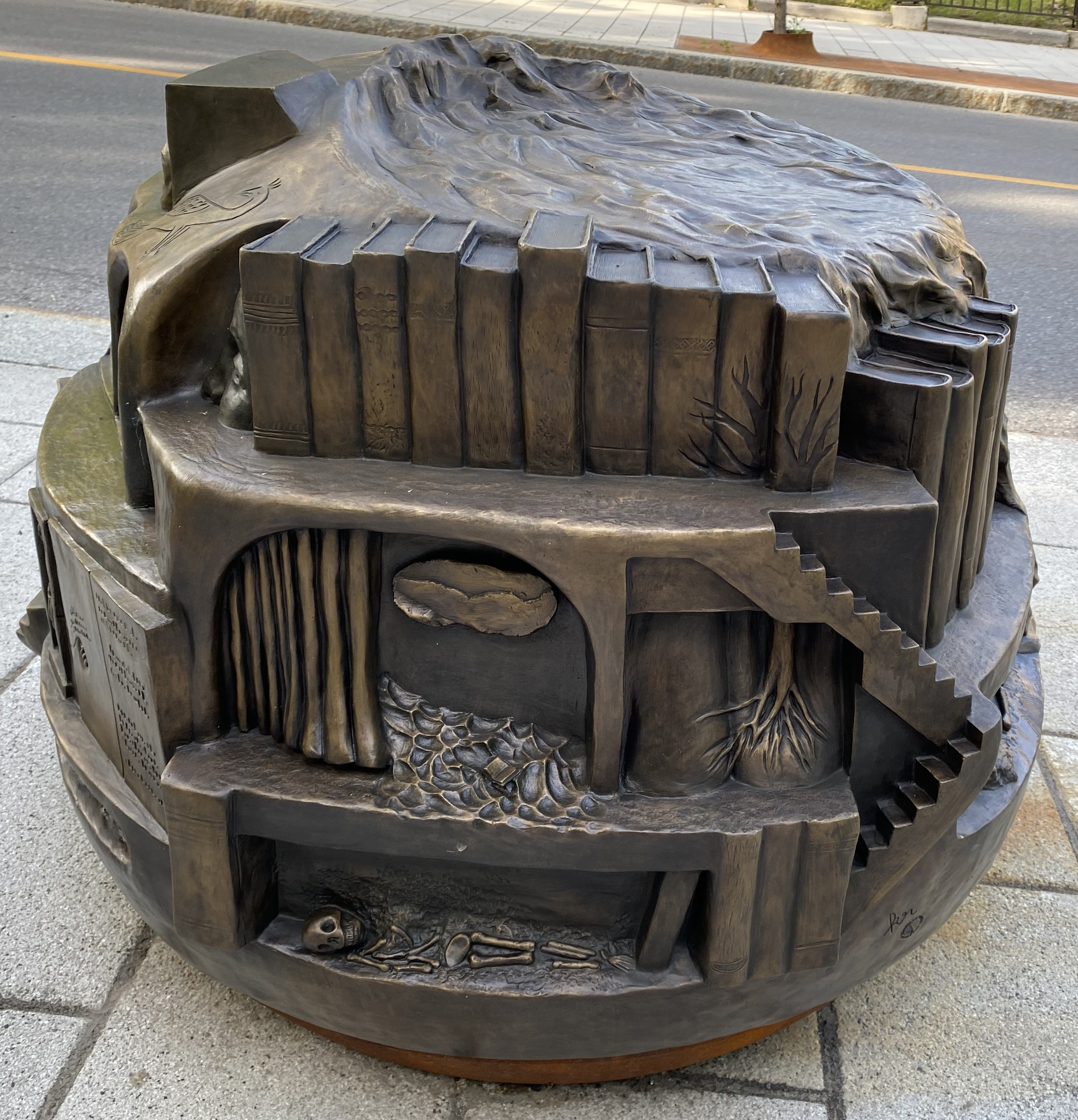

### Station 10
Thème en kanien’kéha : Kaiatoré’tshera 
Thème en  français : Équilibre (Justice) 
Thème en  anglais : Balance (Justice) 
Situation sur la rue Peel : Côté Ouest de la rue Peel, au nord de l'avenue du Docteur-Penfield. Les stations 9 (au sud) et 10 (au nord) sont proches l'une de l'autre.

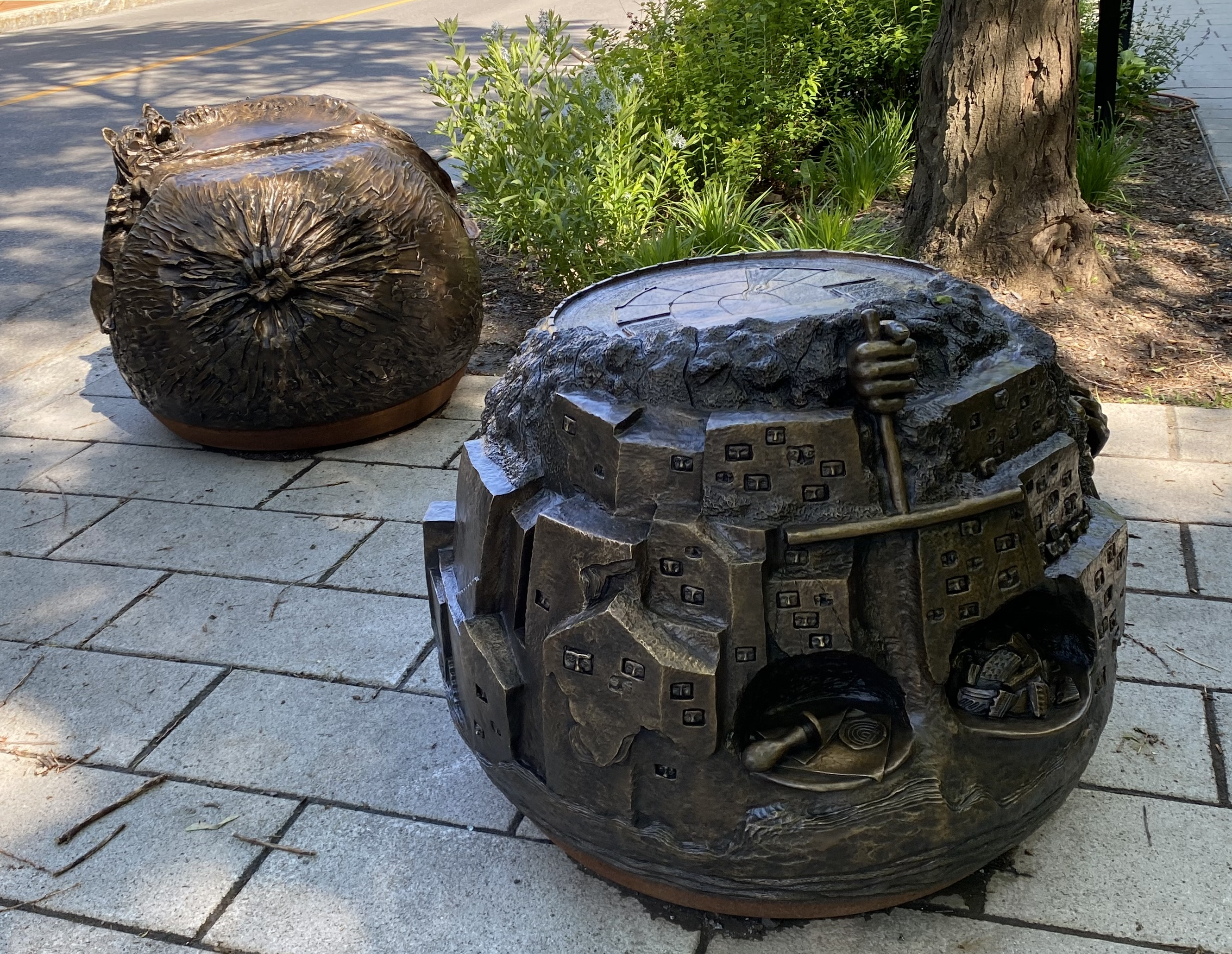
Station 10 - Équilibre (Justice) - Vue en situation des deux sphères de bronze de MC Snow (à gauche) et Kyra Revenko (à droite)

Détails de la sphère autochtone de MC Snow - station 10 - Équilibre (Justice)
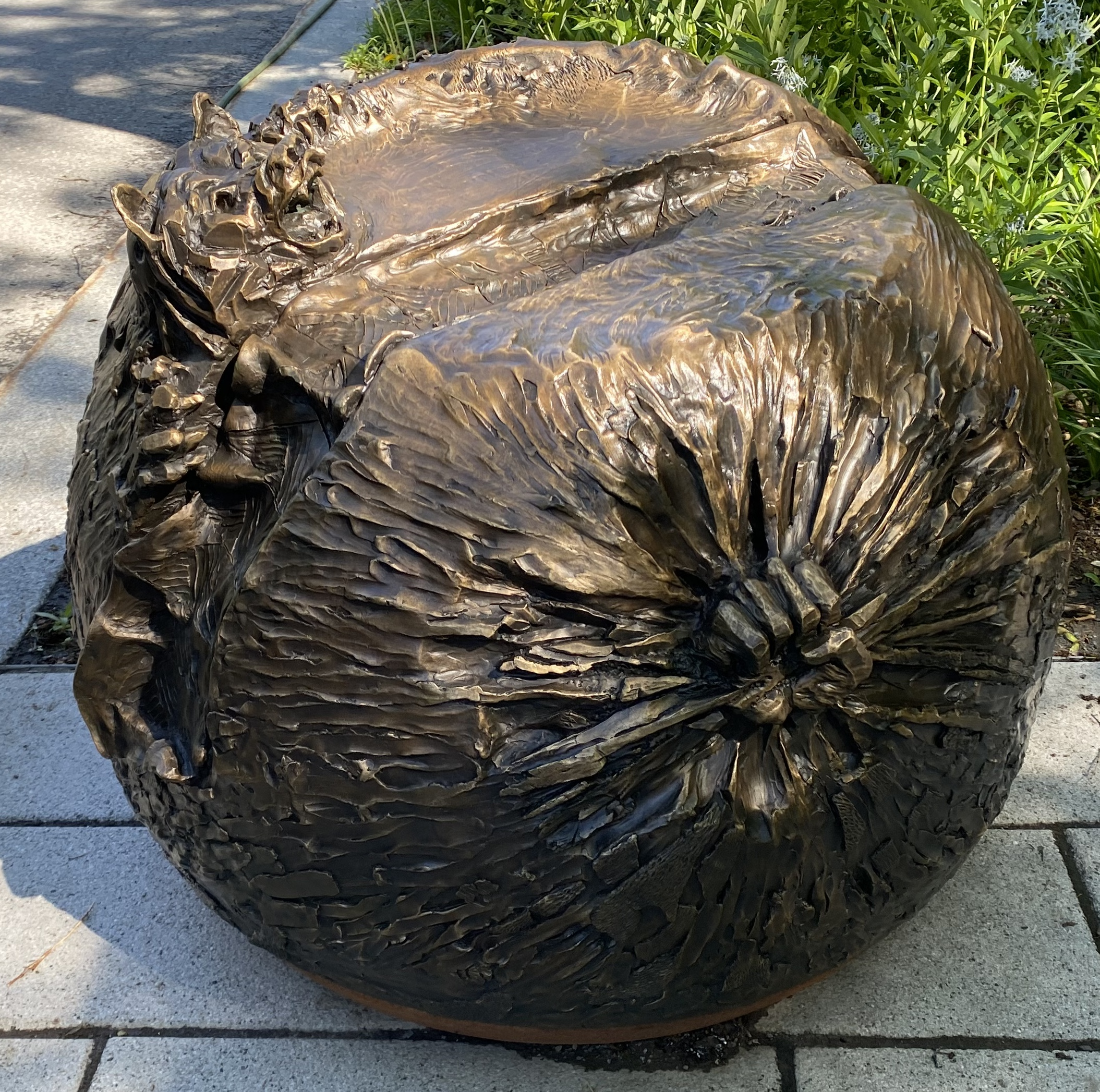
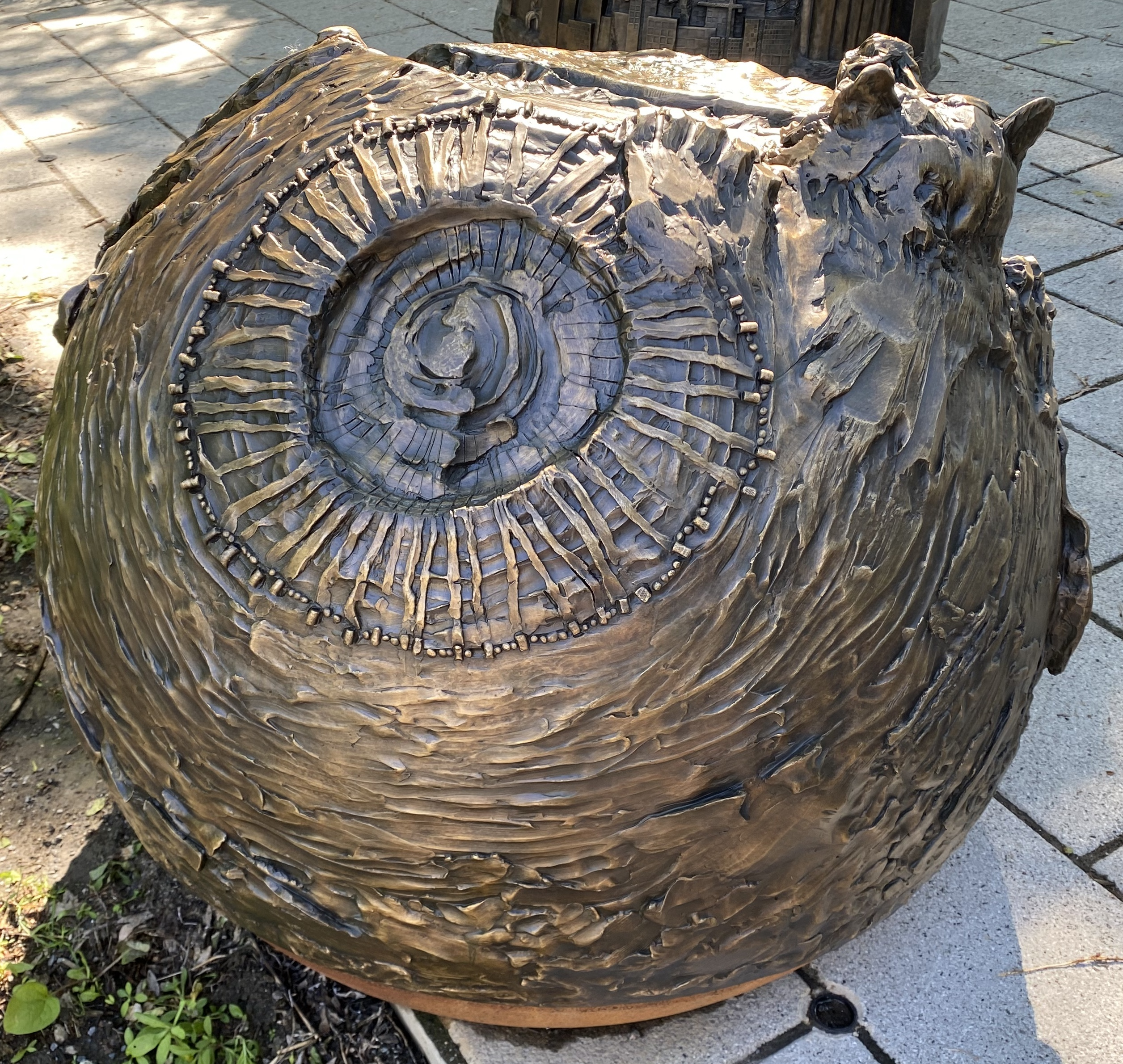
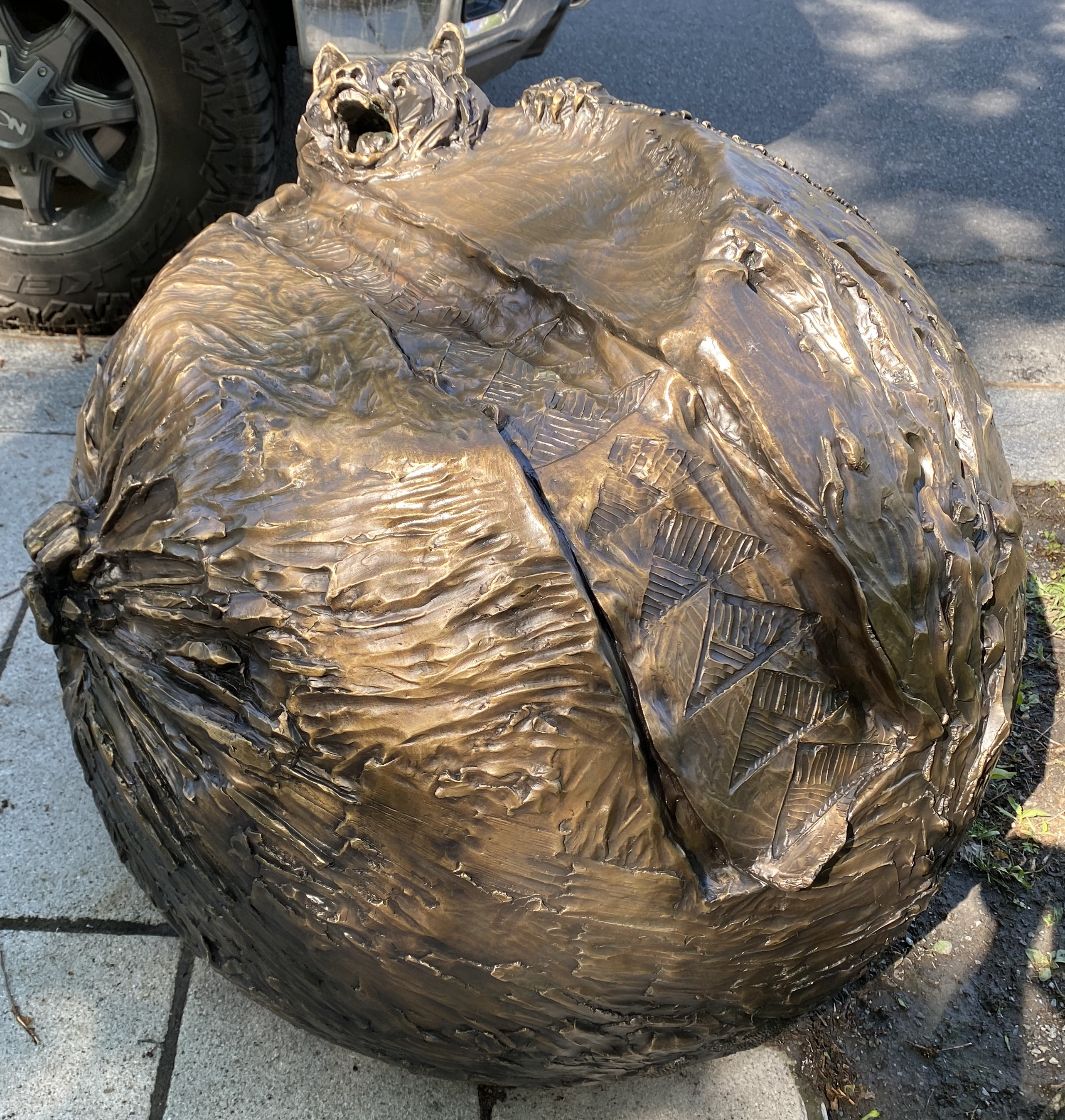

Détails de la sphère allochtone de Kyra Revenko - station 10 - Équilibre (Justice)
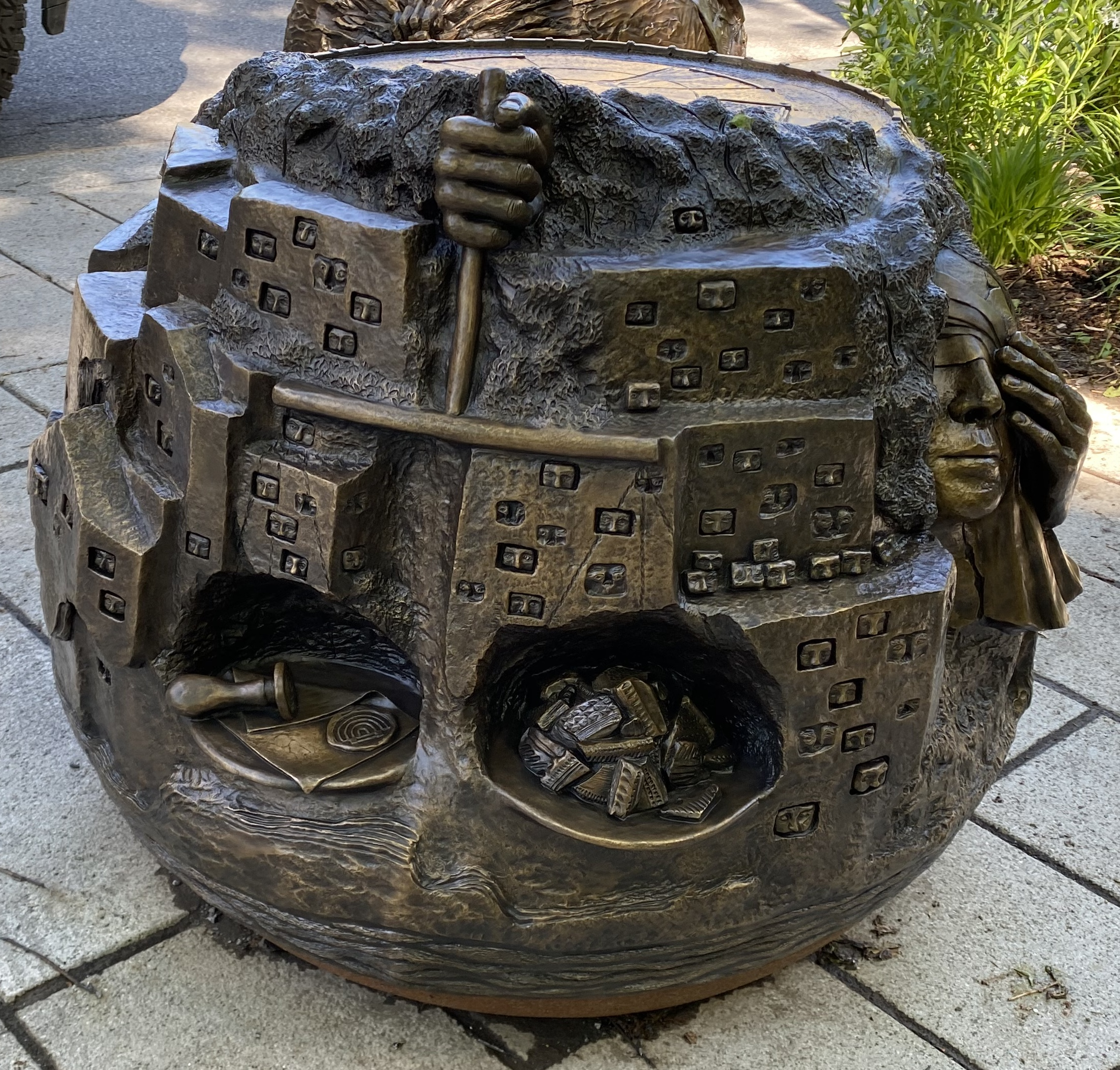
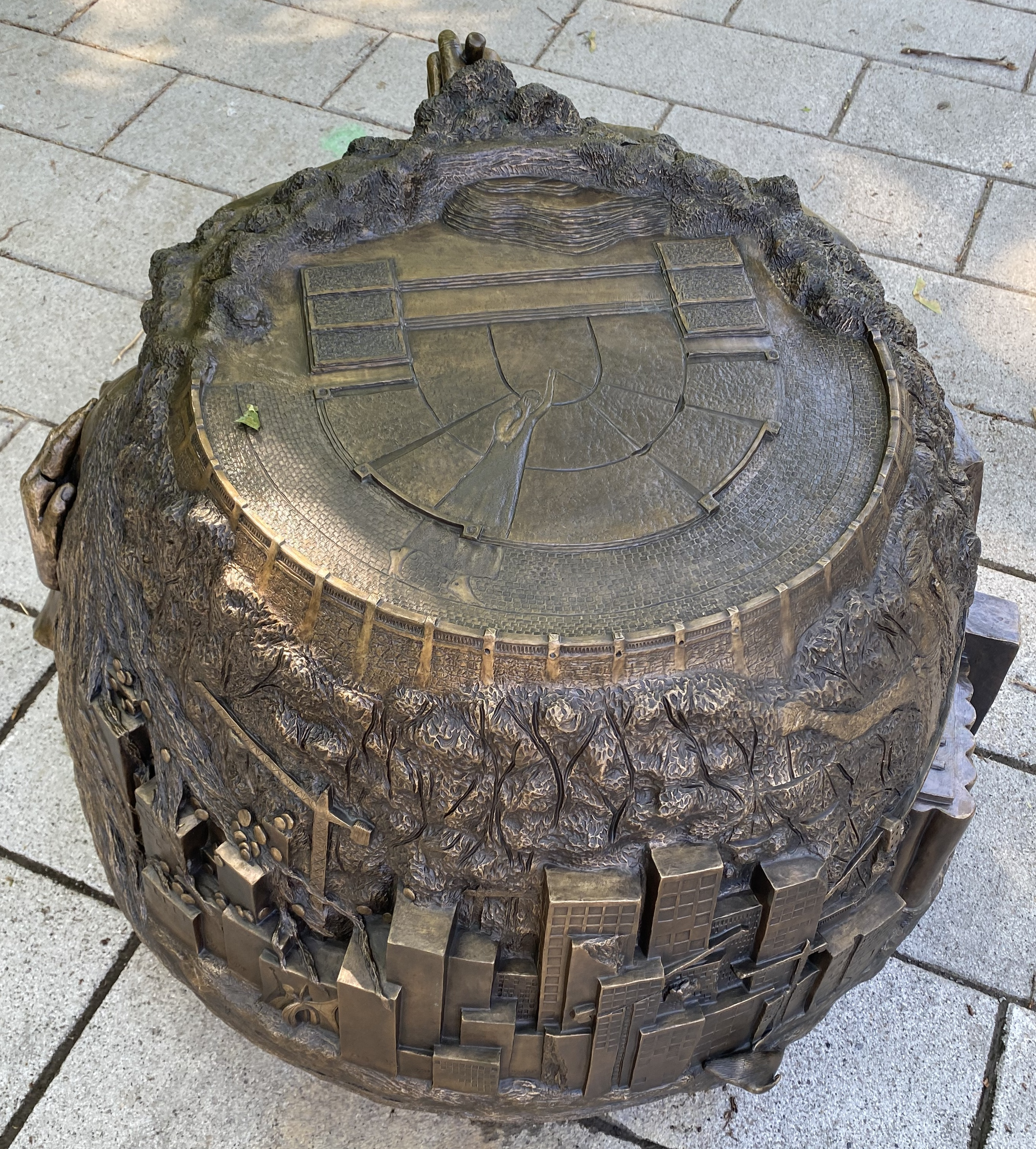
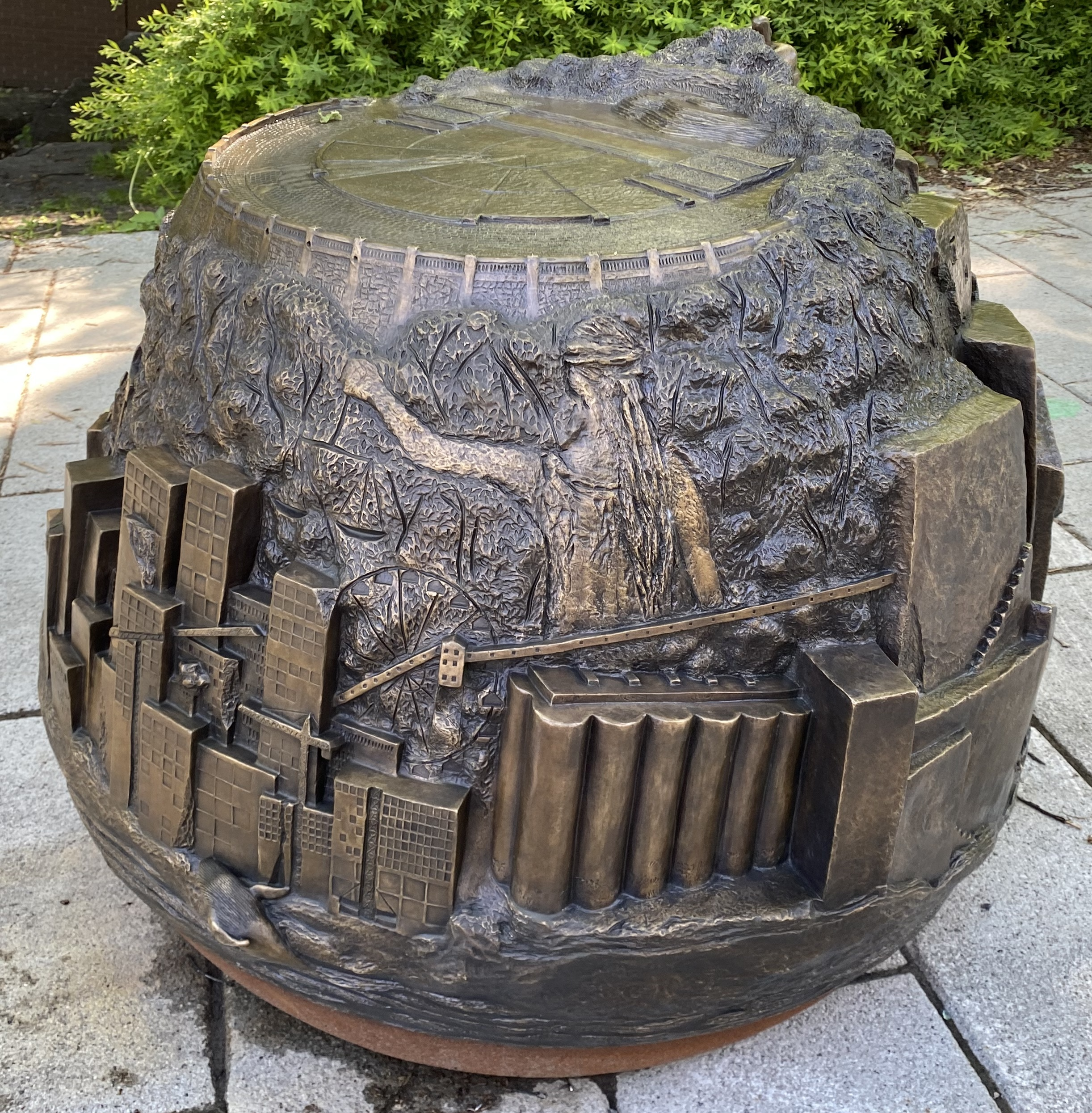

### Station 11 (entrée Peel du Mont-Royal)
Thème en kanien’kéha : Shonkwaia’tíson 
Thème en  français : La création (Croyances et spiritualité) 
Thème en  anglais : All of Creation (Beliefs and Spirituality) 
Situation sur la rue Peel : Côté Est de la rue Peel, Au sud de l'avenue des Pins Ouest.

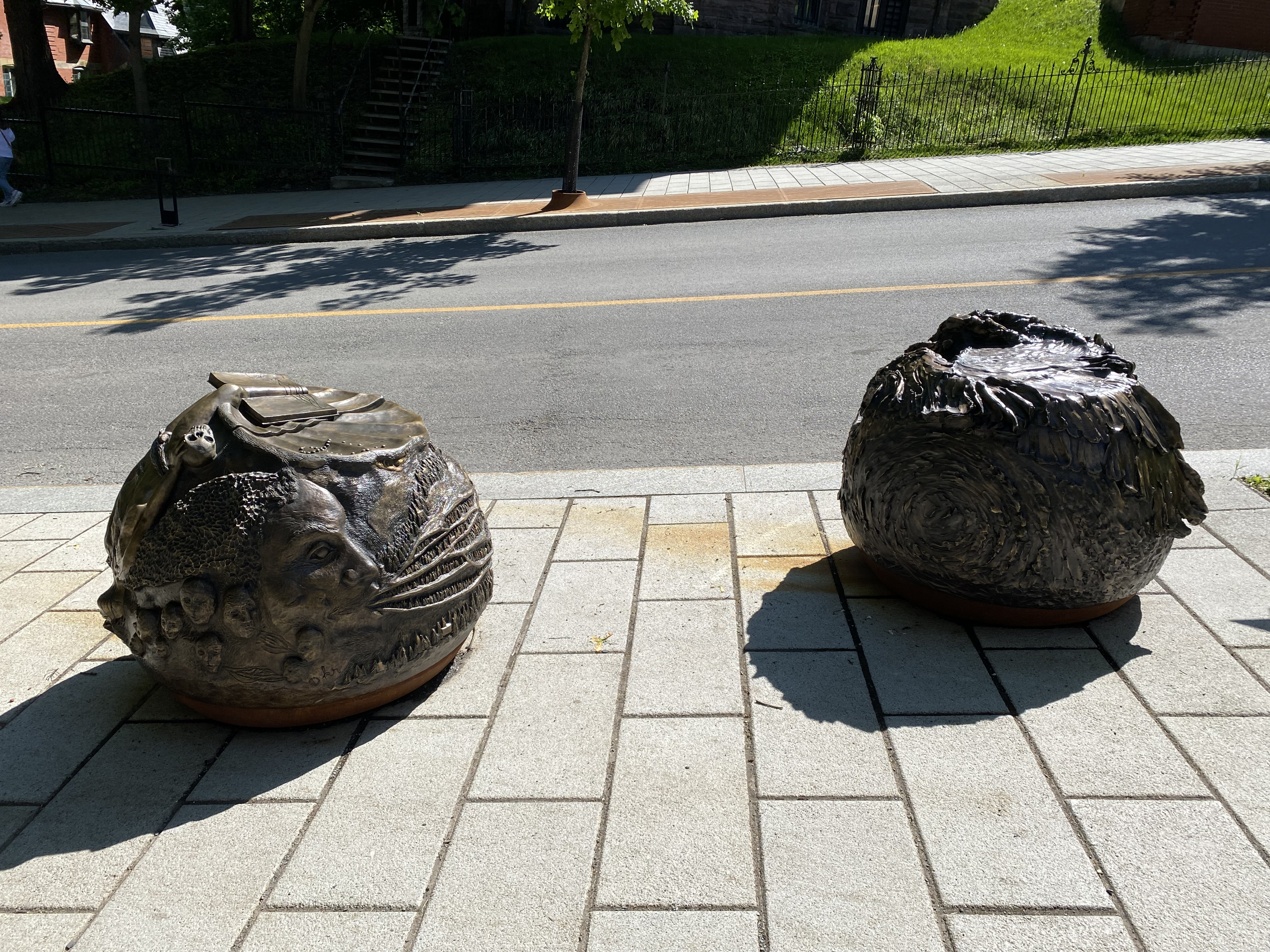
Station 11 La création (Croyances et spiritualité) - Vue en situation des deux sphères de bronze de MC Snow (à gauche) et Kyra Revenko (à droite)

Détails de la sphère autochtone de MC Snow - station 11 - La création (Croyances et spiritualité)
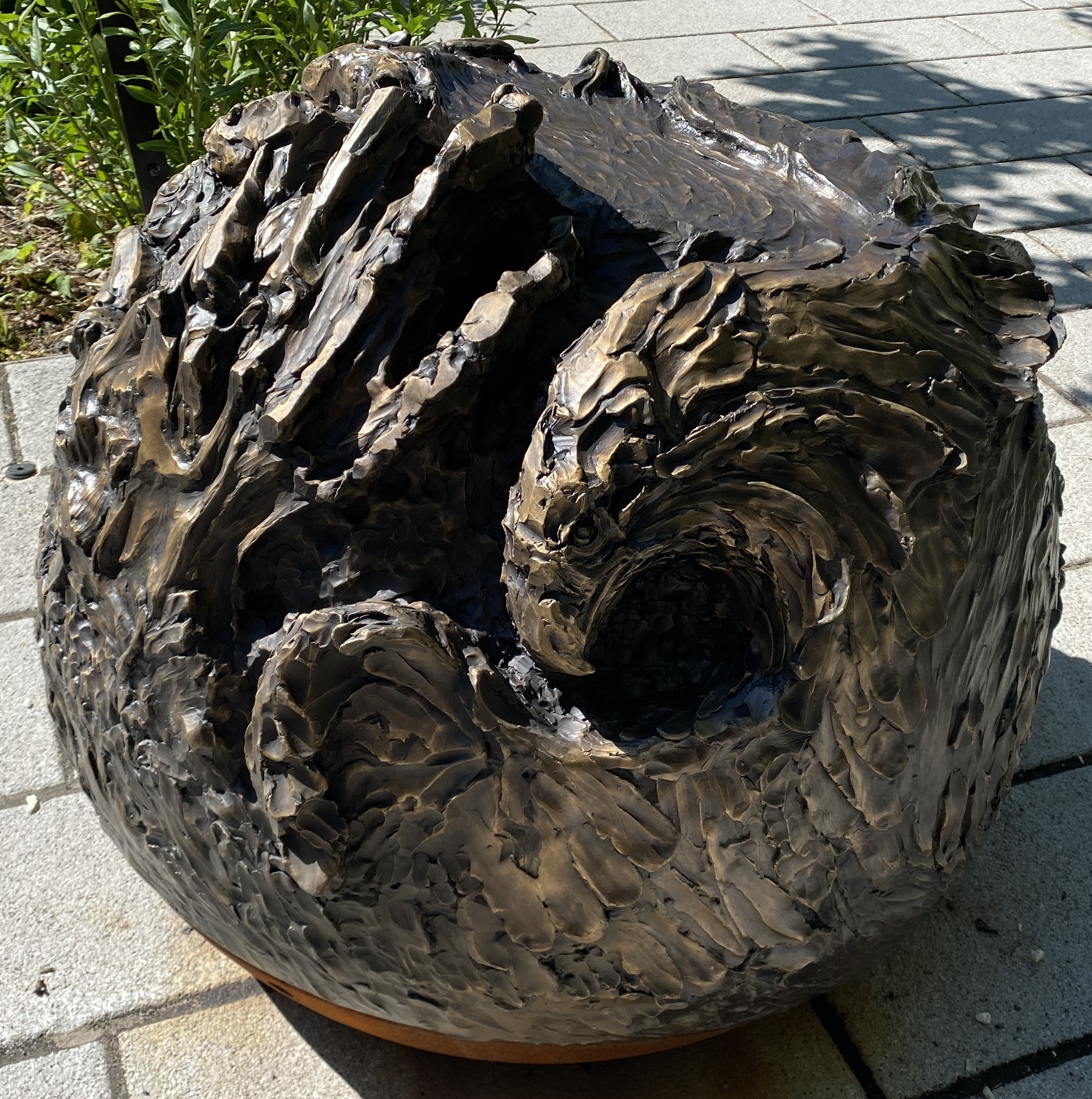
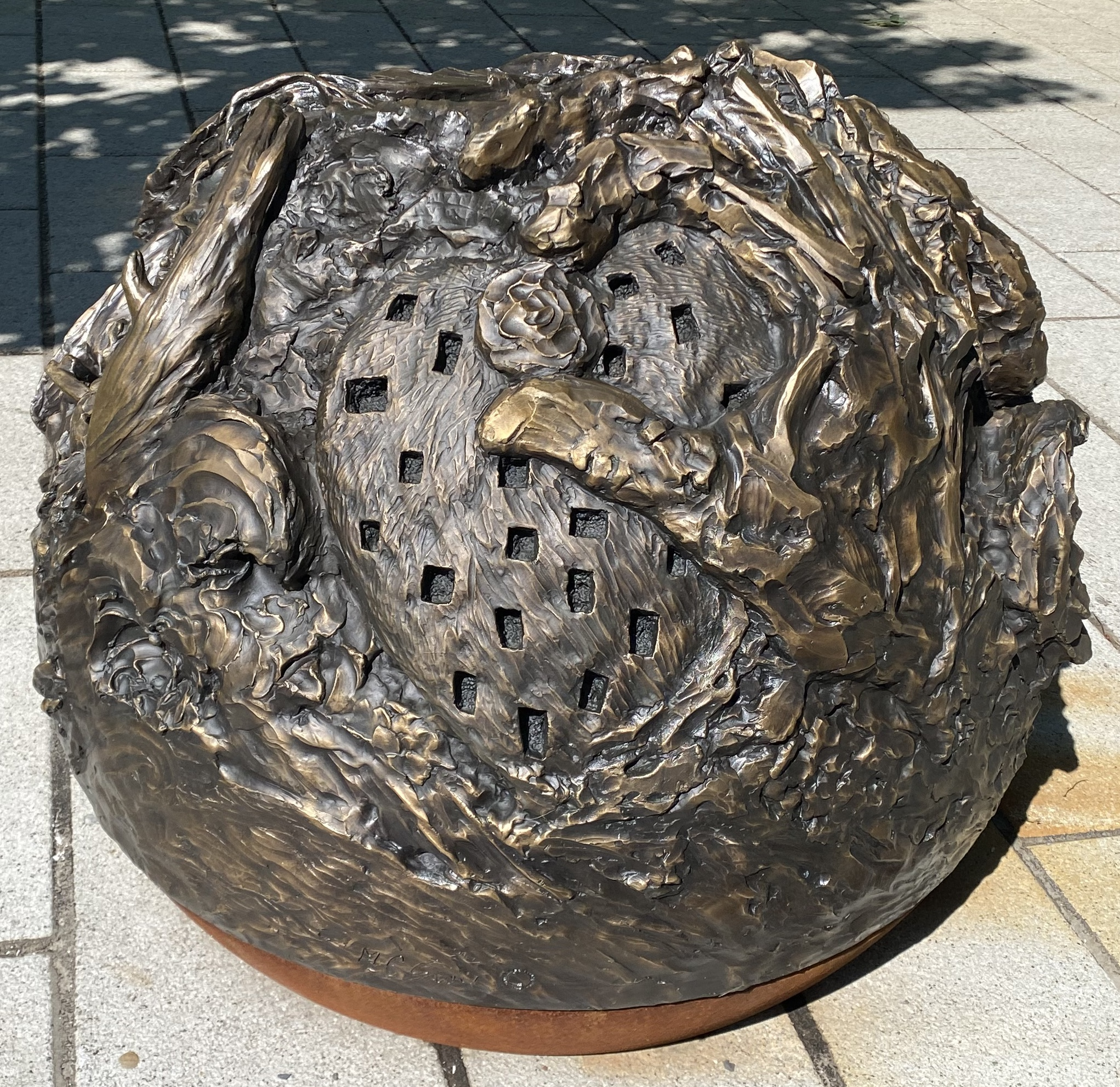
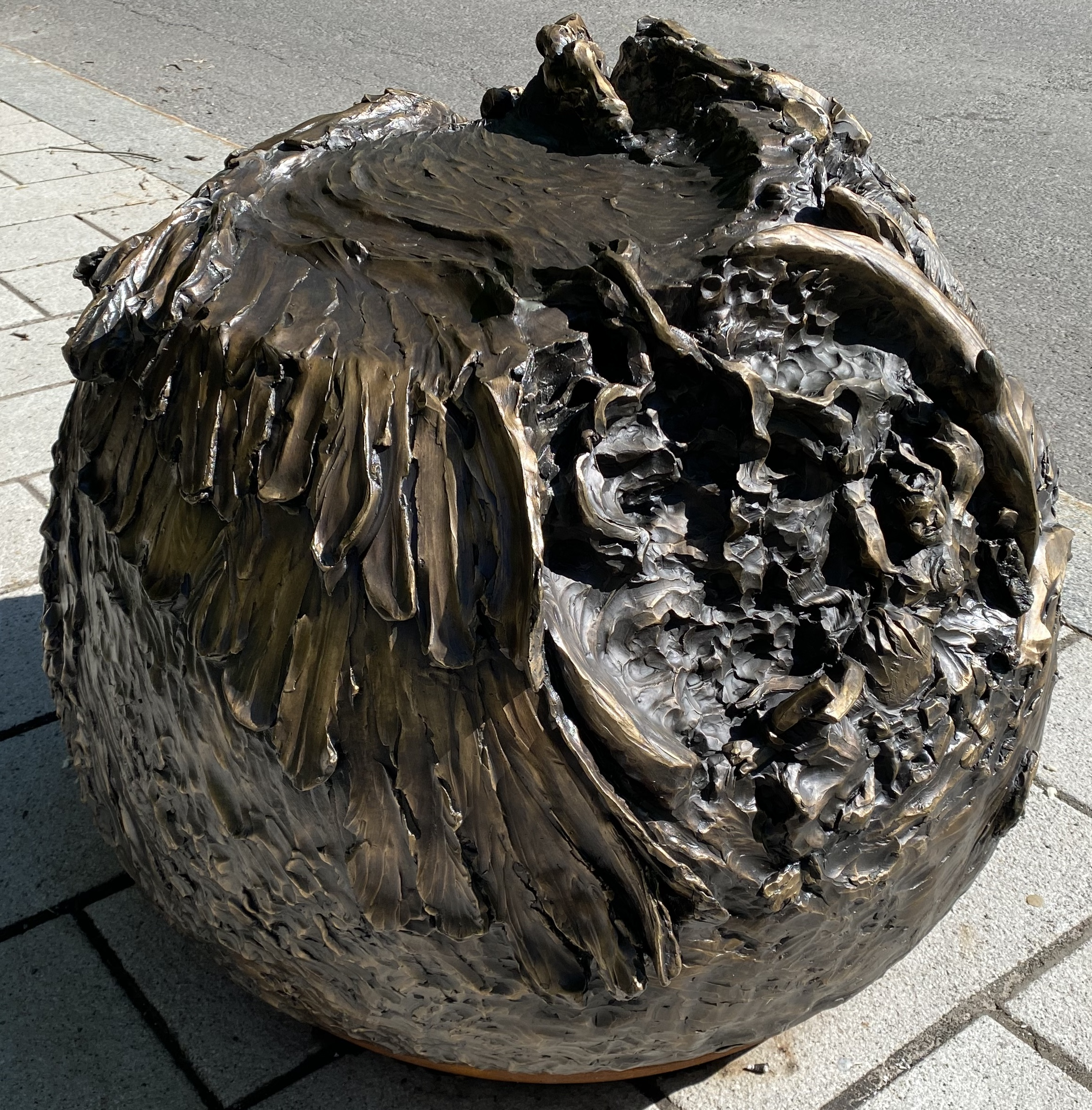

Détails de la sphère allochtone de Kyra Revenko - station 11 - La création (Croyances et spiritualité)
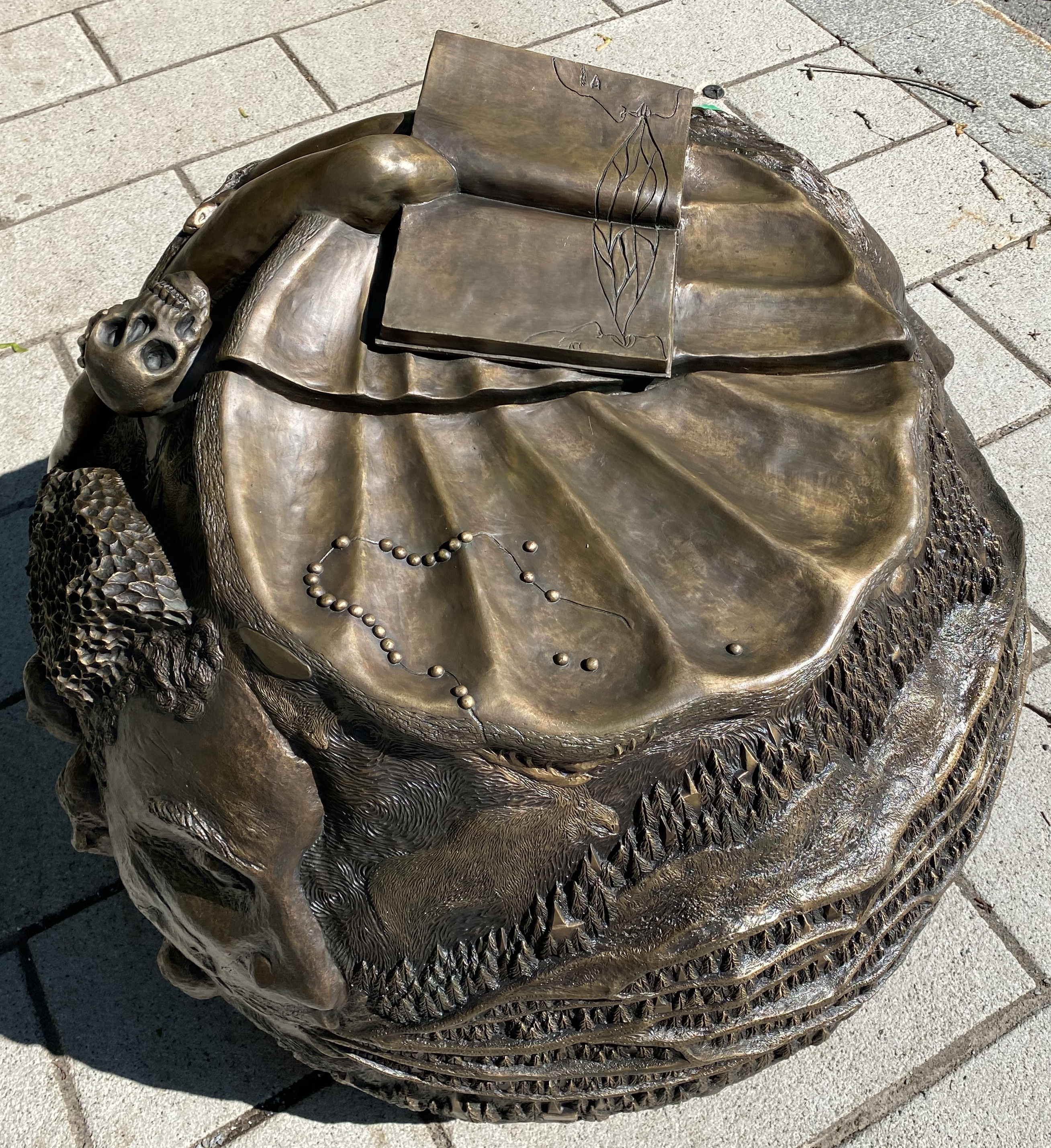
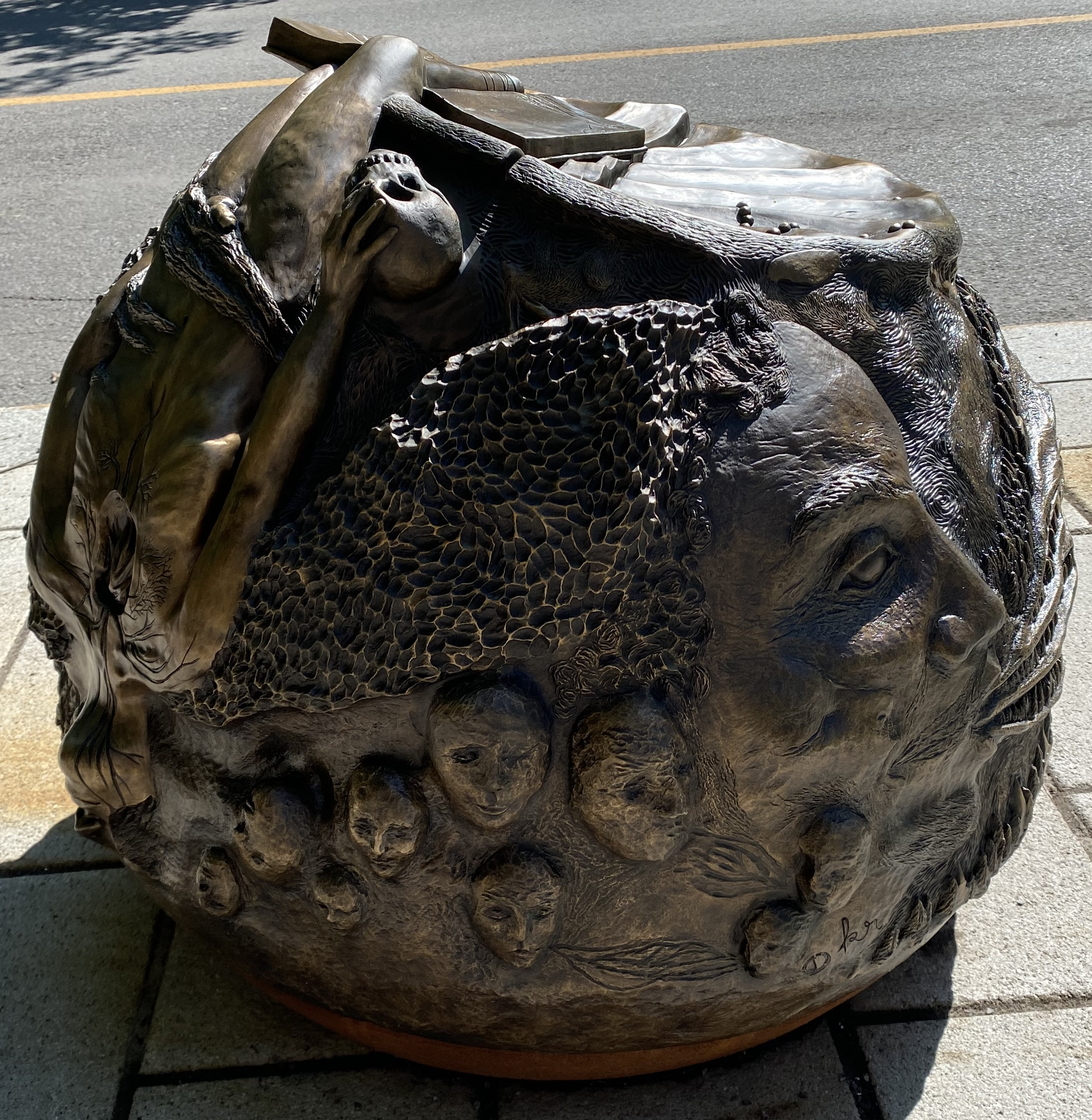
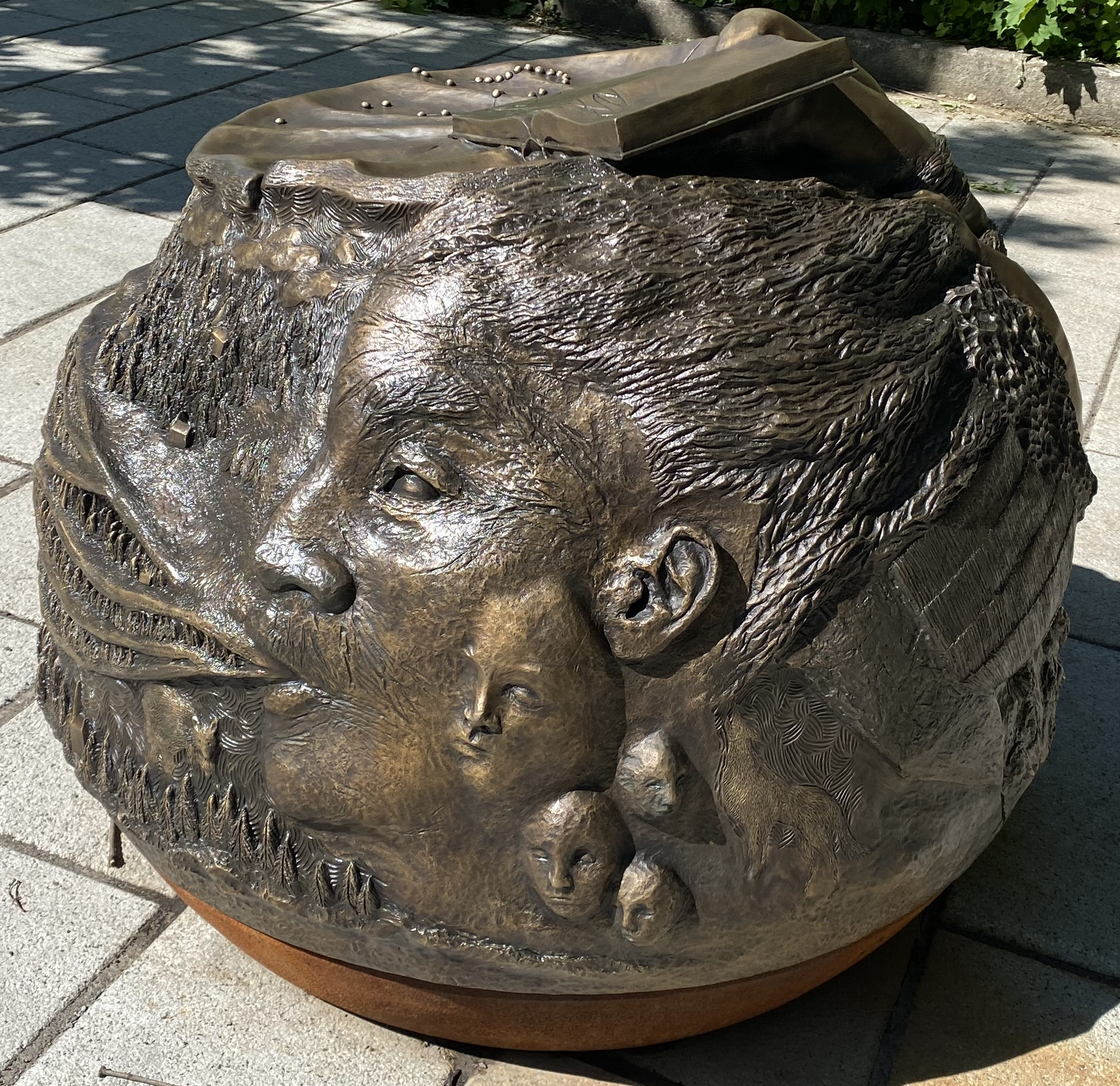

## Participants
Les 21 sphères de bronze des 11 stations ont été conçues par les artistes MC Snow et Kyra Revenko.
Le parcours est un projet initié pas la ville de Montréal et conçu en cocréation  avec le conseil de bande de Kahnawà:ke, les membres de la communauté kanien’kehá:ka de Kahnawà:ke, les archéologues et des représentants de la Ville de Montréal.
Il a bénéficié de la participation du Ministère de la Culture et des Communications du Québec, de Civiliti (conception du parcours), de Générique Design (design industriel), d'Ethnoscop (Accompagnement en archéologie) de la fonderie Atelier du Bronze d'Inverness, de Portrait Sonore et Yändata’ (capsules sonores).